# Statele medievale românești
Statele medievale românești sunt cele în care au trăit și evoluat populații românești în decursul Evului mediu.
Moldova și Țara Românească au avut nu numai o majoritate românească timpuriu atestată, dar și o pătură conducătoare românească (boieri și domnitori) chiar dacă unii dintre aceștia, precum dinastia Basarabilor, erau de origine cumană. În Transilvania, deși a existat o majoritate românească în majoritatea comitatelor, clasa conducătoare (grofii și voievozii) era maghiară.

## Formațiile politice premergătoare ale statelor medievale românești

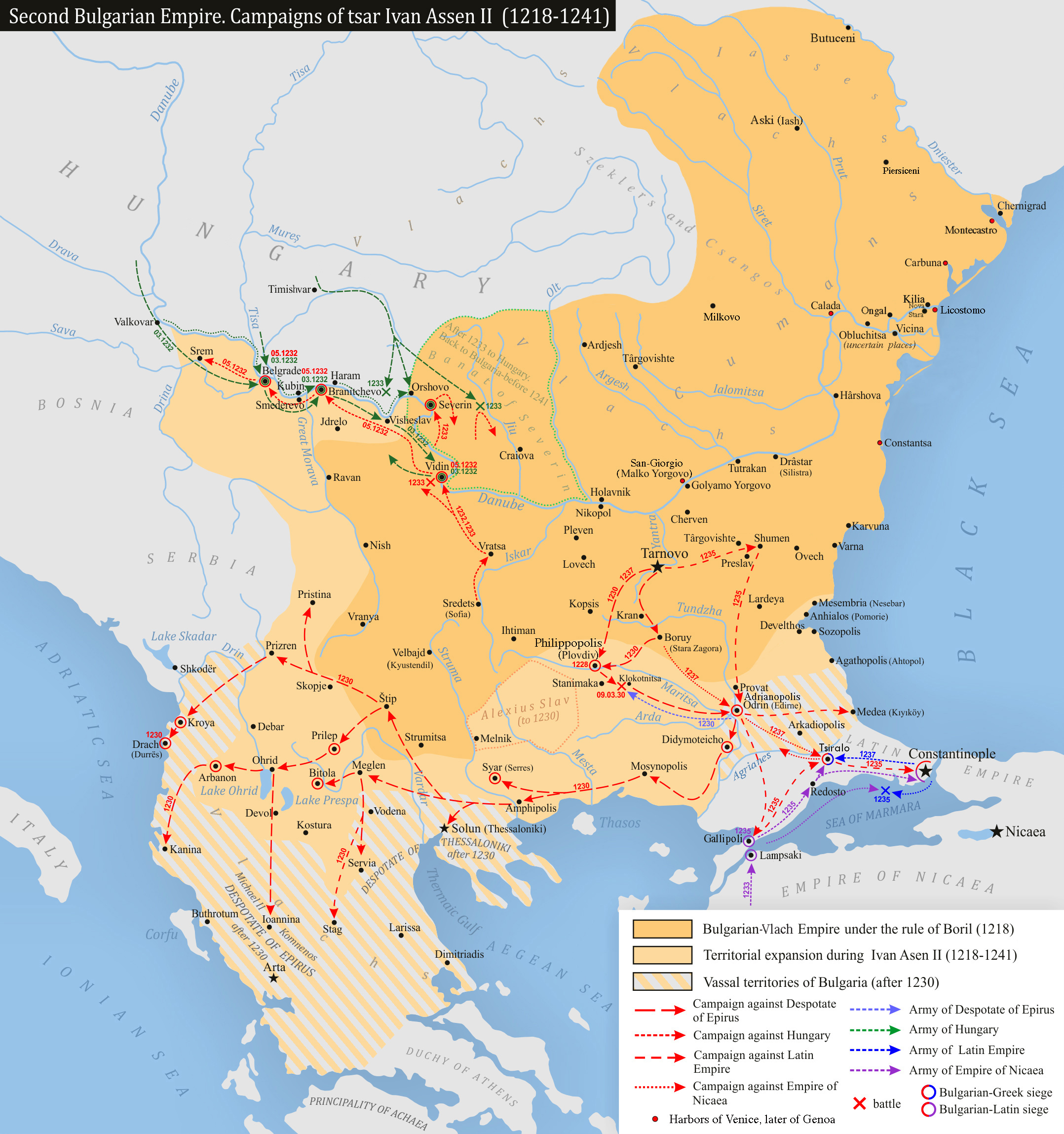
Războaiele lui Ioan Asan II
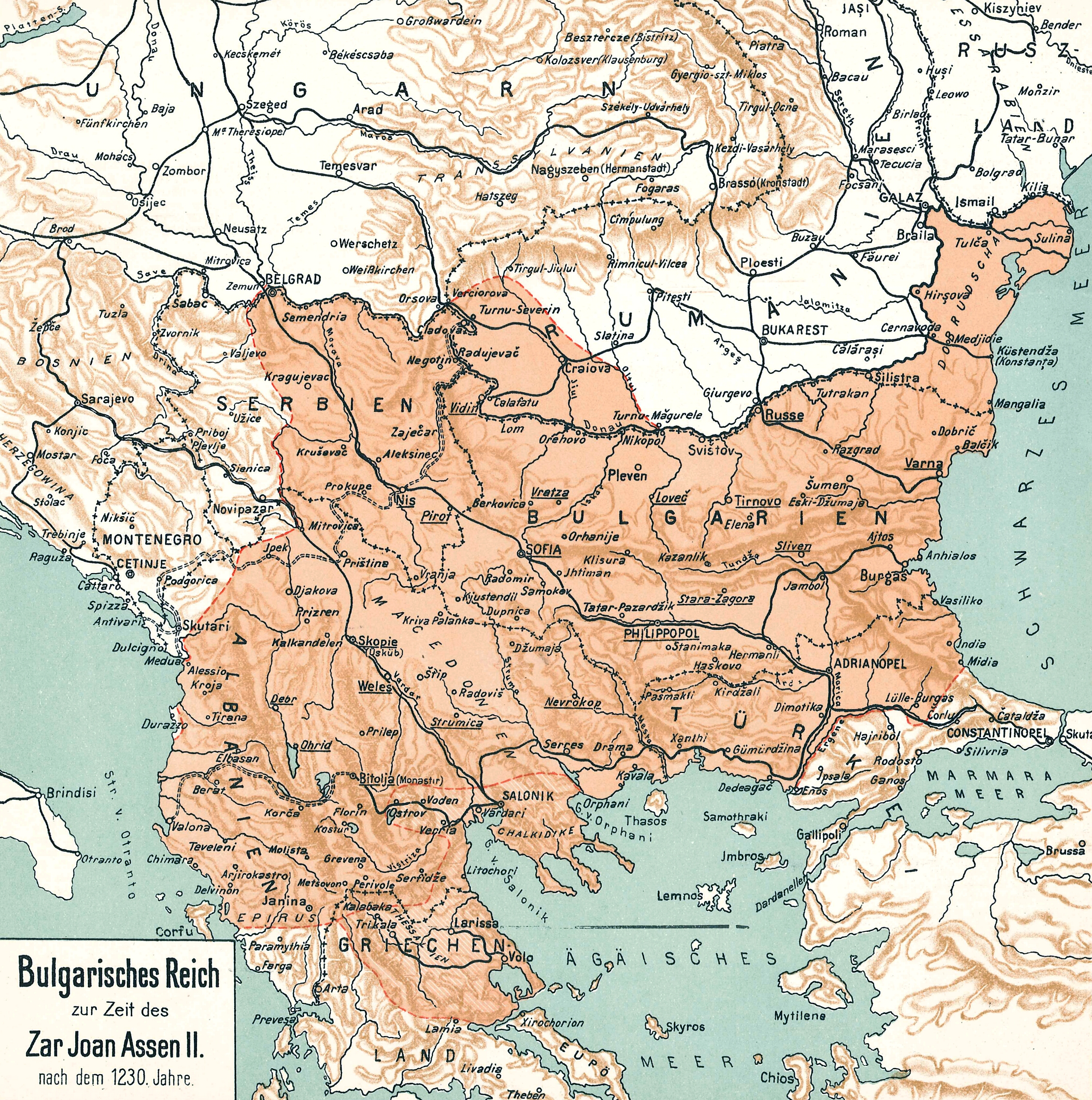
Întinderea țaratului Vlaho-Bulgar sub domnia lui Caloian
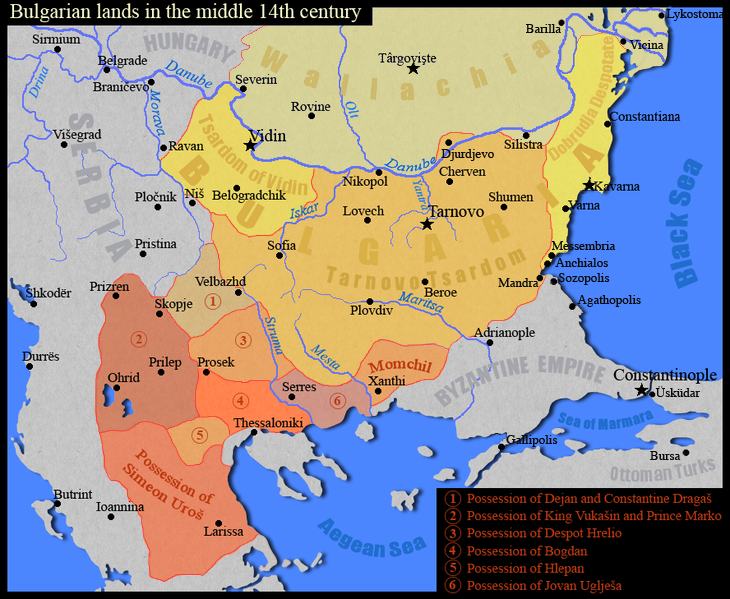
Statele bulgare și „vlăhești” în sec. XIV
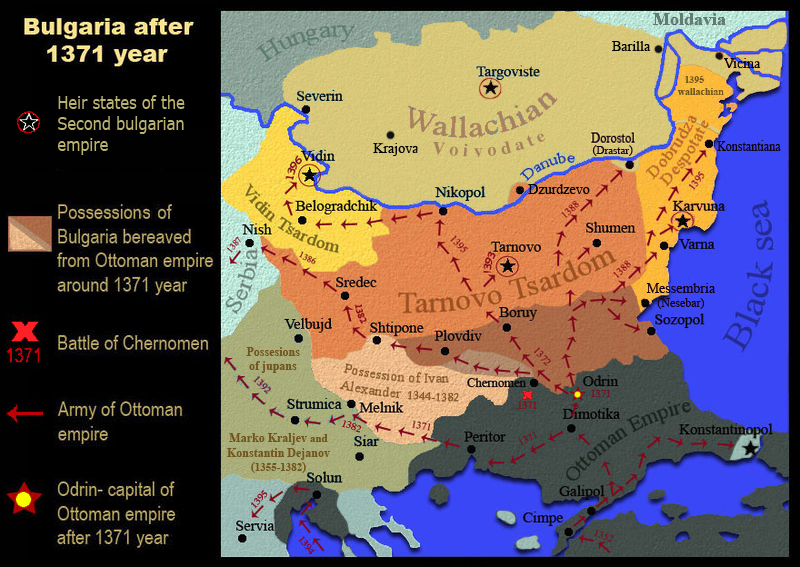
Statele bulgare și „vlăhești” după 1371

Înainte de întemeiere statelor medievale românești, nici cnezatele prezente pe viitorul teritoriu al României și Republicii Moldova, nici Țaratul Vlaho-Bulgar condus de dinastia Asenizilor, nu pot fi considerate ca fiind „state medievale românești” deoarece atât populația lor, cât și pătura conducătoare erau multinaționale, slavii (ziși „șchei”) fiind în general la fel de numeroși ca și proto-românii, și pe alocuri majoritari (din acea perioadă au rămas nenumărate toponime slave precum Bistrița, Crasna, Ialomița, Prahova, Săvădisla, Slatina ș.a., limba și scrierea slavonă oficiale în liturghia bisericească și în principatele române, sau denumiri precum Blahnița, Vlăhița, Vlăsia sau Vlașca pentru zonele cu comunități proto-române înconjurate de populații slave). Micile cnezate slavo-române erau de altfel vasale ale puterilor vecine precum Ungaria, Galiția, Tătarii sau Bulgarii. Toate aceste formații statale prevoievodale pot cel mult fi denumite „state medievale pre-românești”. Despotatele Vidinului, Tărnovei și Dobrogei, provenite din destrămarea Țaratului Vlaho-Bulgar, erau de asemenea multinaționale, „Vlahii” fiind doar una din componentele populației acestor state.

## Relațiile de vasalitate
Marile Puteri vecine Țărilor Române: Regatul Ungariei, Regatul Poloniei și Imperiul Otoman au exercitat presiuni asupra domnitorilor români pentru a-și impune stăpânirea politică. Au pretins drepturi de suzeranitate asupra domnitorilor, pe care îi considerau vasali. Relațiile suzerano-vasalice erau stabilite pe baza tradiției și pe baza puterii politice și militare. Titlurile înalte de regi, duci sau împărați trebuiau recunoscute nu doar de supușii din interior, ci și de conducătorii vecini.
Țările Române s-au aflat în punctul de întâlnire a sferelor de influență a celor trei mari puteri ce și-au disputat dominația în regiune. Domnitorii au echilibrat pretențiile suzerane ale acestora, asigurându-și o durată mare a domniei. 
Pretentile de suzeranitate erau văzute ca drepturi naturale de către rege, moștenite din generație în generație.
Suzeranitatea otomană s-a legitimat prin autoritatea puterii. Țările Române au fost învinse, nu cucerite, iar domnitorii români au fost nevoiți să se închine sultanului pentru a nu pierde domnia și țara. Soluția de compromis a fost benefică românilor, care au scăpat de cucerire și de transformarea în pașalâc. Cauzele acestui compromis al otomanilor se află în vecinătatea Țărilor Române cu cele două mari puteri: Ungaria și Polonia. Disputa dintre puterile creștine și Poartă a asigurat statutul autonom al Țărilor Române.
Din perspectiva maghiară, țările române se aflau între hotarele regatului, iar regele era obligat să recupereze ținuturile mărginașe ale egatului din mâna oricărui răzvrătit, să numească domnitori cărora să le confere însemnele puterii, iar domnitorii celor două țări aveau datoria de a jura credință și loialitate coroanei maghiare. Drepturile suzerane ale regelui maghiar se transmiteau ereditar, iar între acesta și domnitor se încheiau înțelegeri scrise ce trebuiau respectate. Domnitorul, ca vasal, era obligat să acorde sprijin militar regelui, prin trupe sau aprovizionarea oastei maghiare. Era obligat să acorde sfaturi regelui, să-l informeze de pericolele externe, să plătească dări, să depună omagiul personal și obediență (din secolul al XV-lea, se duceau delegații să depună omagiul în locul domnitorului). 
Regele trebuia să-și apere vasalul, sub forma unei intervenții militare, fie diplomatice, să-i asigure garda personală permanentă. Se încheiau alianțe antiotomane în anumite forme, de vasaliate. Dacă domnitorii nu recunoșteau suzeranitatea regilor maghiari erau catalogați ca necredincioși, trădători și răzvrătitori, erau acuzați de complot, de încălcarea credinței și regii considerau că aveau dreptul de-ai înlătura sau pedepsi.
Din pespectiva poloneză, vasalitatea Moldovei de exemplu, era recunoscută pe plan internațional prin depunerea omagiului la graniță de câte ori cerea suzeranul. Domnitorul român jură după rit răsăritean, deși regele polonez era catolic. 
Și boierii depuneau omagiu și semnau un act separat. Obligațiile domnitorului vasal erau sprijinul militar, să aducă sfat și să-l înștiințeze pe suzeran de pericolele externe, să plătească tribut și nu avea voie să-și schimbe suzeranul. Supușii moldoveni nu aveau drept de apel la scaunul de judecată al regelui, suzeranitatea nu era reflectată în titulatură, iar drapelul Moldovei se află între însemnele heraldice ale regilor polonezi. Suzeranul polonez trebuia de asemenea să-și apere vasalul politic și militar.
Din perspectiva otomanilor, Țările Române erau țări prietene. Condiția era plata unui tribut în funcție de valoarea estimativă a teritoriului țării (Moldova plătea un tribut mai mic decât Țară Românească, și ambele plăteau mai puțin decât alte state balcanice). 
În Țară Românească, s-a instituit practica investiturii, prin care se confirma alegerea domnitorului de către boieri, însă câteodată, turcii își impuneau propriul candidat. Printr-un act scris, se reglementau raporturile dintre Țările Române și Poartă, principala obligație a sultanului fiind sprijinul militar. Schimbarea tratatului permitea introducerea treptată a unor noi obligații, mai dure decât cele anterioare și treptat, creșterea gradului de dependență față de Imperiul Otoman.
Din perspectiva românilor, încoronarea domnitorului era o problema internă, ce nu necesită acordul pretinșilor suzerani. Înțelegerile scrise și jurămintele de omagiu erau des încălcate în funcție de interesele domnitorului sau în cazul în care un suzeran nu-și respecta angajamentele. Românii au încercat să găsească un echilibru între pretențiile marilor puteri vecine, profitând de conflictele de interese.

## Istoria statelor medievale românești
Odată cu secolul XIII, documentele istorice oferă din ce în ce mai multe informații despre începuturile principatelor Moldovei și Țării Românești. Simultan, în Transilvania, intrată în sfera de influență a catolicismului, reprezentat prin Regatul Ungariei și prin Ordinul Teutonic, jupânii și boierii români rămași ortodocși sunt marginalizați sau constrânși să treacă dincolo de Carpați ("descălecarea" în Moldova și Țara Românească), pe când cei trecuți la catolicism se maghiarizează devenind grofi ai Ungariei.
La sfârșitul secolului XIV, Imperiul Otoman cucerește despotatele Vidinului și Tărnovei din sudul Dunării, în timp ce acela al Dobrogei se alipește Țării Românești, episcopul dobrogean Iachint al Vicinei devenind primul metropolit al "Ungro-Vlahiei". Dar în anii 1418-1422, și Dobrogea cade pradă a Turcilor. Constantinopolul, total încercuit de teritoriul de acum încolo otoman, este cucerit la rândul său în 1453, devenind capitala imperiului turcesc. În 1484, Ștefan cel Mare este obligat să le cedeze Turcilor Bugeacul, pierzând astfel accesul la mare odată cu Cetatea Albă. În 1526 după dezastrul armatelor Regatului Ungariei la Mohacs, întreaga Peninsulă Balcanică și mare parte din Ungaria sunt pașalâcuri ale Imperiului Otoman, dar Transilvania (cu voievozi maghiari), Moldova și Țara Românească (cu voievozi români) rămân Principate autonome, cu propriile lor Sfaturi, suverani, legi, armate, flote dunărene, logofeți (ambasadori) și cu religia oficială creștină: ele plătesc tribut Sultanului turc dar nu fac parte din Imperiul acestuia, cum reiese în mod greșit din multe hărți moderne ilustrând istoria Europei sau Balcanilor.

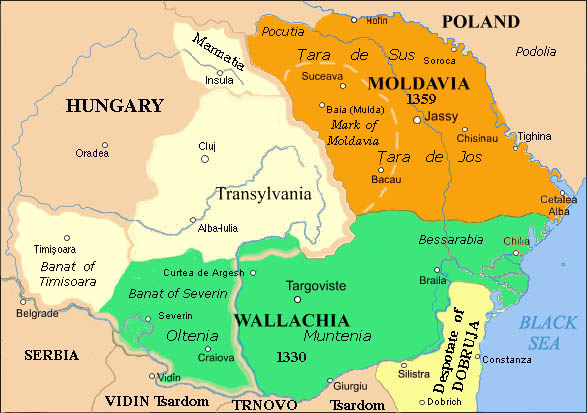
Țările Române (1330-1395)
Țările Române (1396-1484)
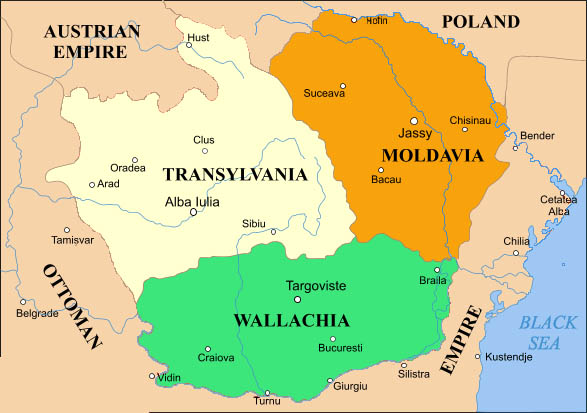
Țările Române (1484-1672)
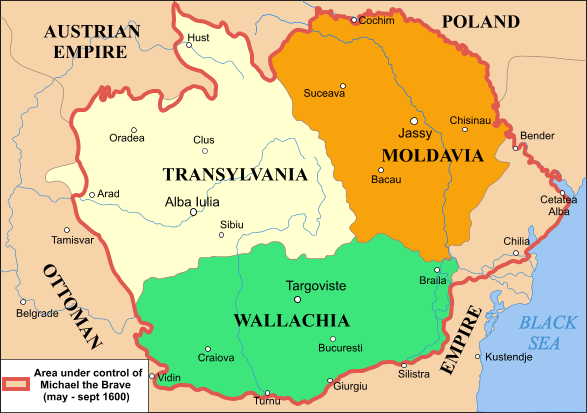
Țările Române în timpul lui Mihai Viteazul

### Țara Românească

#### De la Nicolae Alexandru la Mircea cel Bătrân

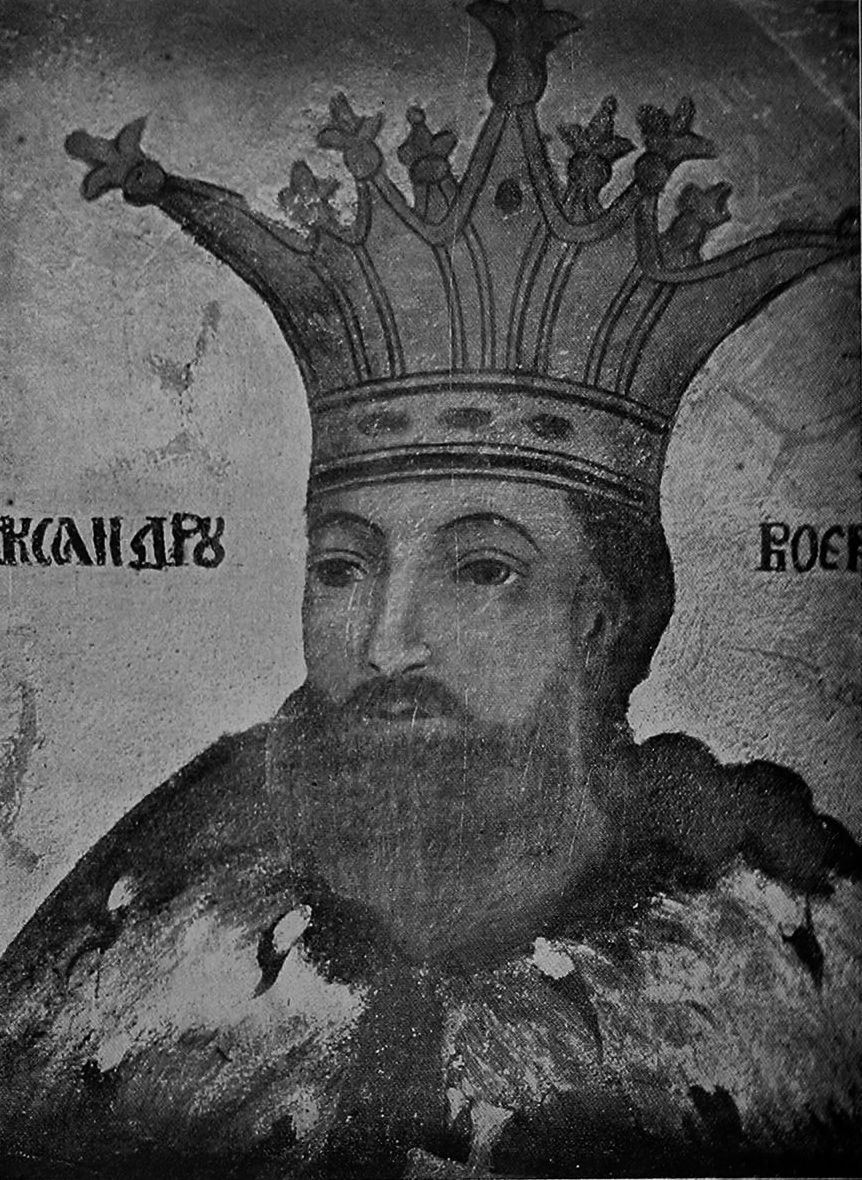
Nicolae Alexandru

În timpul domniei fiului și succesorului lui Basarab I, Nicolae Alexandru, puterea și stabilitatea au fost consolidate pe plan intern, și au fost menținute relații importante cu Imperiul Bizantin, cu țarul Vidinului și cu Serbia. În 1359 și-a asumat titlul de domn autocrat de sine stăpânitor și , în urma negocierilor cu reprezentanții bizantini, a instituit mitropolia Țării Românești în dependență de patriarhia Constantinopolului. Se desăvârșea teritorial și instituțional crearea Țării Românești ca stat de sine stătător. 
În timpul celui de-al doilea rege maghiar angevin, Ludovic I al Ungariei, relațiile dintre Țară Românească și Ungaria au fost tensionate. Cronica maghiară a lui Ioan Târnave a menționat scena închinării lui Nicolae Alexandru în față regelui maghiar când se afla în Transilvania atunci când a înăbușit răscoala sașilor în 1344. Regele maghiar și-a impus autoritatea în 1358 după ce le-a acordat privilegii comerciale negustorilor din Brașov și a permis practicarea comerțului fără restricții vamale între Ialomița și Siret. Cuceririle sudului Moldovei au deschis drum comercial către gurile Dunării, unde se aflau centrele comerciale genoveze. Privilegiile au fost însă anulate de domnitori în anii următori, intrând într-o perioada de suzeranitate maghiară.
Odată cu moartea lui Nicolae Alexandru la 16 noiembrie 1364, a urcat fiul său la tron, Vladislav I Vlaicu. A consolidat legăturile cu patriarhia din Constantinopol, înființând a doua mitropolie, în Oltenia. A luat o serie de măsuri care au dus la înflorirea vieții economice a țării. Printr-o diplomă din 1368, le-a întărit locuitorilor Brașovului libertatea de comerț, pe care le aveau în vechime, acordându-le dreptul de negoț cu regim preferențial. Regele maghiar a proclamat mobilizarea oastei nobiliare pentru a-l pedepsi pe domnitor pentru toate acestea, care s-a înscăunat fără acordul lui și urma să fie la fel de nesupus ca tatăl și bunicul său. Campania maghiară a fost însă deturnată spre alte obiective, dar l-au adus pe domnitor la obediență. Maghiarii au cucerit Țaratul Bulgar de la Vidin și l-au transformat într-un banat maghiar. Vladislav-Vlaicu s-a supus constrâns regelui, obediență acestuia față de rege fiind reflectată într-un document din ianuarie 1368, în a cărui titulatura se afirmă că era domnitor din milă lui Dumnezeu și a regelui. 
În timpul răscoalei bulgarilor împotriva dominației maghiare, domnitorul a refuzat să acorde un sprijin militar armatei maghiare și a fost considerat rebel și necredincios. A învins armata maghiară în toamna anului 1368 pe Dâmbovița. A intervenit în problema Vidinului, atacându-l în iarnă următoare, profitând că Dunărea era înghețată. În 1369 s-a ajuns la un compromis, fiind restaurat țarul Stracimir în Bulgaria de la Vidin, cu garanția domnitorului român și a lui Dobrotici al Dobrogei. A recunoscut suzeranitatea maghiară și a primit banatul de Severin și ducatele Făgărașului și al Almașului din sudul Transilvaniei.

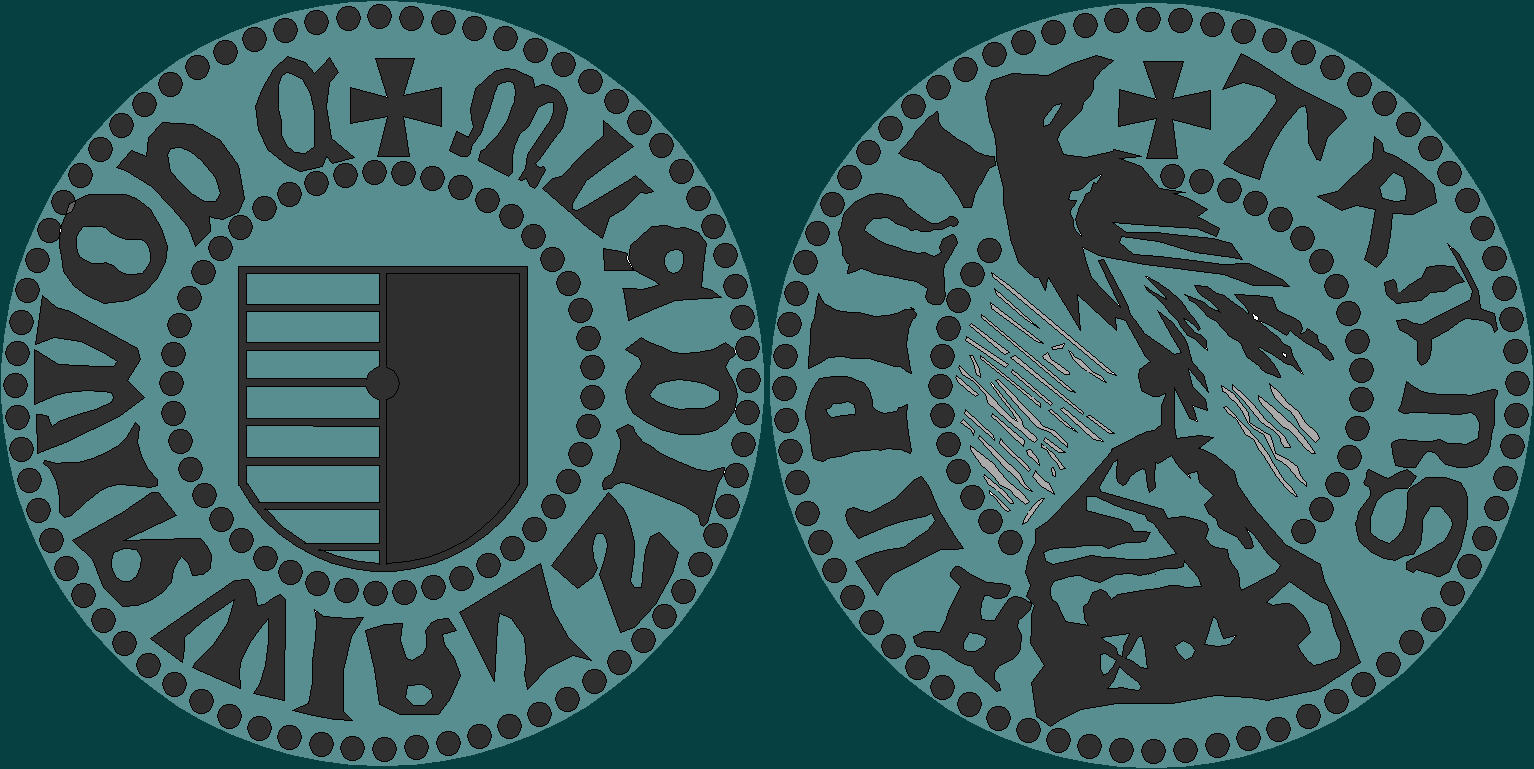
Ducat emis în vremea lui Vlaicu Vodă în Țara Românească.

Ban de argint emis de Dan I

Între timp, apăruse o nouă putere militară, o nouă forță cu care românii vor avea de furcă în secolele următoare-Otomanii.În 1369 s-a desfășurat prima bătălie dintre forțele români-maghiare și cea otomană. Odată ce otomanii avansau în peninsula balcanică, Vladislav Vlaicu și-a permis să își reconsidee pizitia față de regele maghiar. În 1374 a fost acuzat de alianța cu turcii de către un grup de boieri care s-au refugiat în Ungaria, iar în 1375, maghiarii au încercat iar să îl supună pe domnitor. Aceștia au recuperat posesiunile din Transilvania. În ultimii ani de domnie Vladislav Vlaicu a reușit să obțină independența Țării Românești. A luat măsuri defensive construind fortificații la granița dintre Țară Românească și Transilvania, ca cetatea Branului, care închidea drumul de acces. 
A bătut moneda numai din argint-trei tipuri de ducați, dinari și două tipuri de bani. A fost primul ctitor al mănăstirilor Tismana și Cotmeana.
Fratele său, Radu I a preluat tronul în 1374 și a urmat aceeași politică. Regele maghiar a încercat să îl aducă sub ascultare și prin 1382 a reușit. Radu I a primit titlurile de duce al Făgărașului și Almașului, își fac prezența însemnele heraldice maghiare, crinul angevin pe banii bătuți de domnitor.În timpul domniei sale, la 1384, la Argeș, au fost aduse moaștele sfintei mucenice Filofteia de la Târnovo. După ce a murit, domnitorul a fost înmormântat în incinta bisericii domnești de la Curtea de Argeș într-un bogat mormânt.
După moartea lui Ludovic, izbucnește o altă criză politică în Ungaria. Ceea ce i-a permis noului domnitor să ocupe Banatul Severinului fără să recunoască suzeranitatea reginelor Ungariei.

#### Domnia lui Mircea cel Bătrân

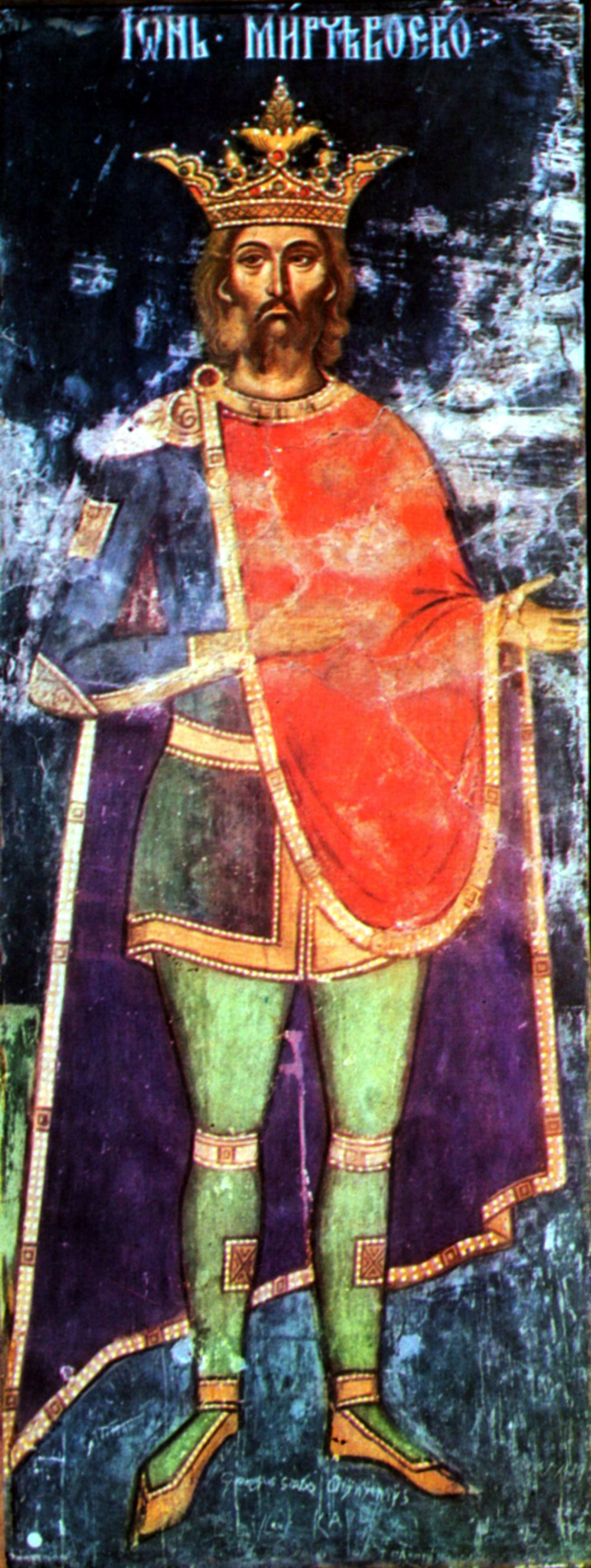
Mircea cel Bătrân

Fiu al fostului domnitor Radu și fratele lui Dan I  , Mircea cel Bătrân a stăpânit un vast teritoriu, pe care îl organiza, după principiul centralizării, sub autoritatea domniei stabilite în cetatea Argeșului. S-a autoproclamat " Io (titlul medieval purtat în Moldova și în Țară Românească), mare voievod și domn singur stăpânitor și al părților peste munți, încă și spre părțile tătărești, herțeg al Amlașului și Făgărașului, domn al Banatului Severinului și pe amândouă părțile peste toată Dobrogea, încă până la Marea cea Mare și singur stăpânitor al cetății Darstor"-un document din 23 noiembrie 1406. 

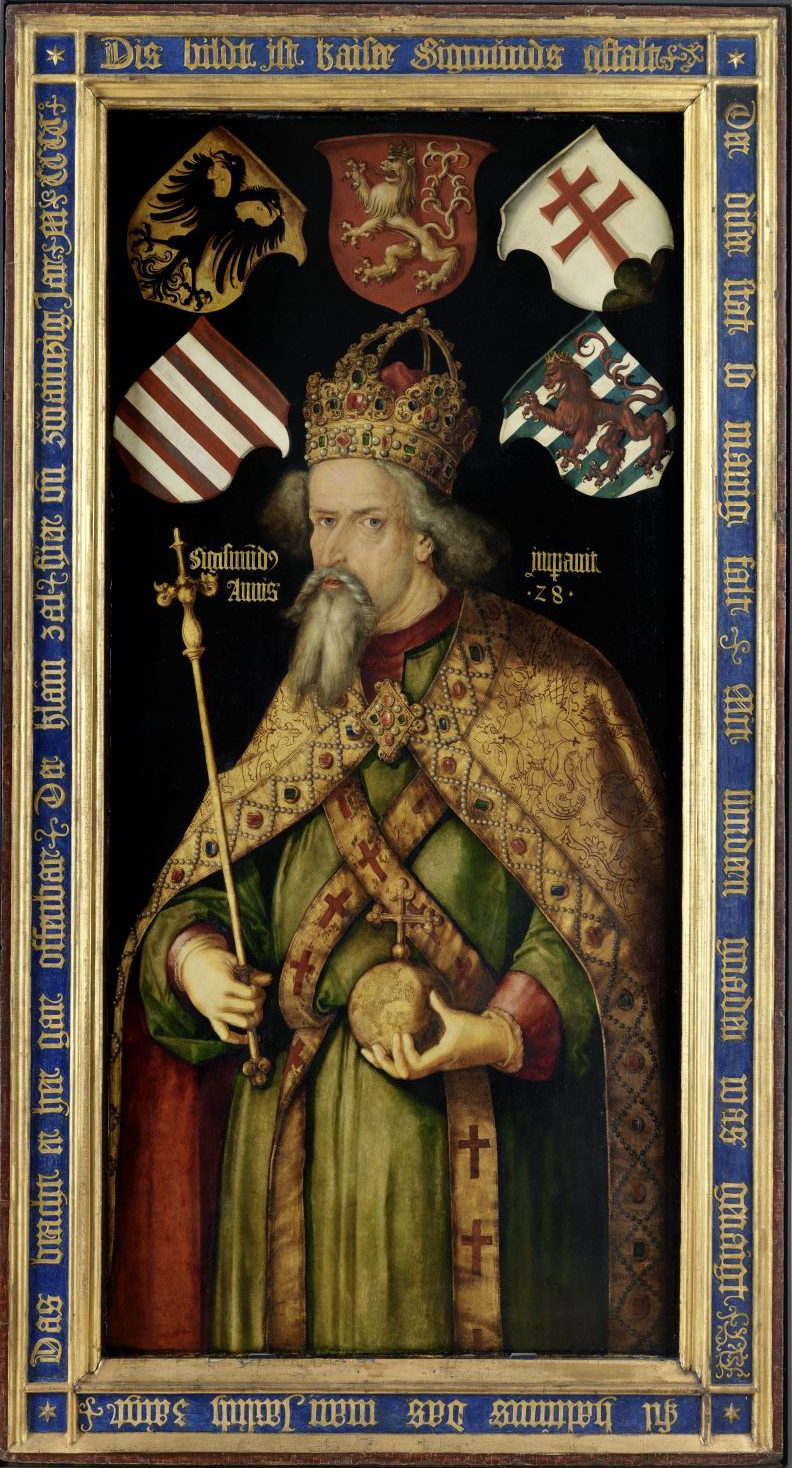
Sigismund de Luxemburg

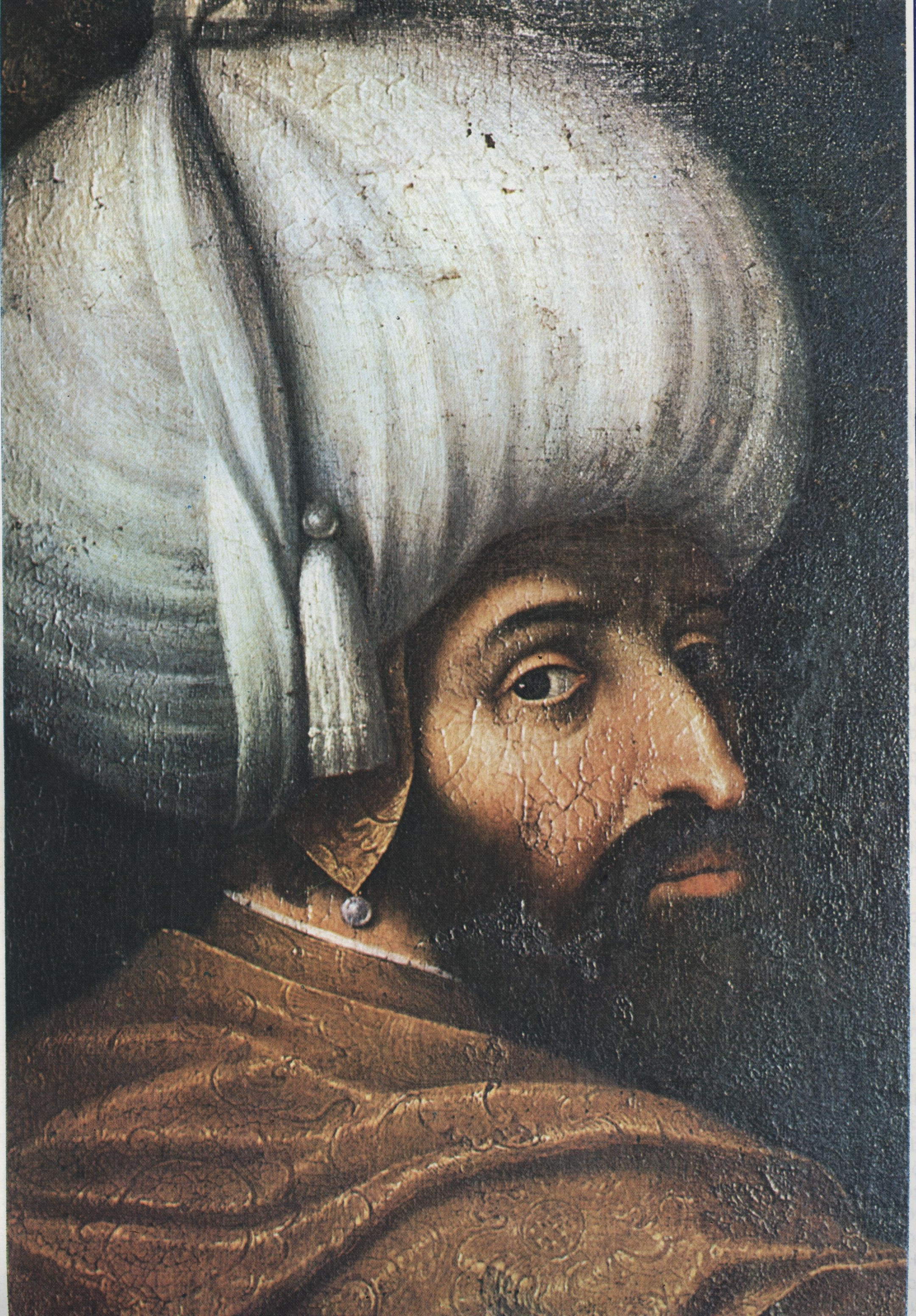
Baiazid

Pe plan intern, domnia să a adus un progres economic, visteria se umplea de pe urmă strângerii taxelor și impozitelor și datorită numărului crescut de negustori care treceau granițele țării, cărora domnitorul le-a acordat o serie de privilegii. Pe plan extern, Mircea a fondat alianțe solide că să-și înfrunte inamicii. A continuat în primii ani de domnie conflictul cu regatul maghiar, înfrutându-se cu presiunea politică a regelui Ungariei, Sigismund de Luxemburg, și apropierea cu regele Poloniei cu care a încheiat un acord în 1389 pe poziții egale, prin care se promitea un sprijin reciproc împotriva dușmanului comun. Determinat de succesele Imperiului Otoman, și-a reorientat politică externă. Pentru a contracara pretentile de suzeranitate ale regatului maghiar, a continuat politică de autonomie. Însă, regele Poloniei, Vladislav al II-lea al Poloniei și regele Ungariei, Sigismund de Luxemburg, au ridicat pretenții reciproce asupra coroanei , ambii moștenitori ai lui Ludovic. 
Și-a dorit să-și extinsă autoritatea înspre Dunăre și Marea Neagră, dar stabilirea turcilor la Dunăre a deschis valurile de jafuri ale achingiilor turci din 1390. Presiunea otomană l-a determinat pe țarul bulgar de la Târnovo să se supună regelui maghiar.
În 1393, Baiazid I a cucerit cetatea Veliko Tărnovo și l-a luat prizonier pe însuși țarul Sisman și a instaurat pașalâcul în Bulgaria estică-unitate administrativă otomană guvernată de un pasă. Personal, a plecat la lupta împotriva românilor. 
În toamna anului 1394, sultanul Baiazid I a invadat Țara Românească. Mircea își strângea oastea ce numără 12 000. Oastea lui Baiazid numără 40 000 de soldați după unii autori.

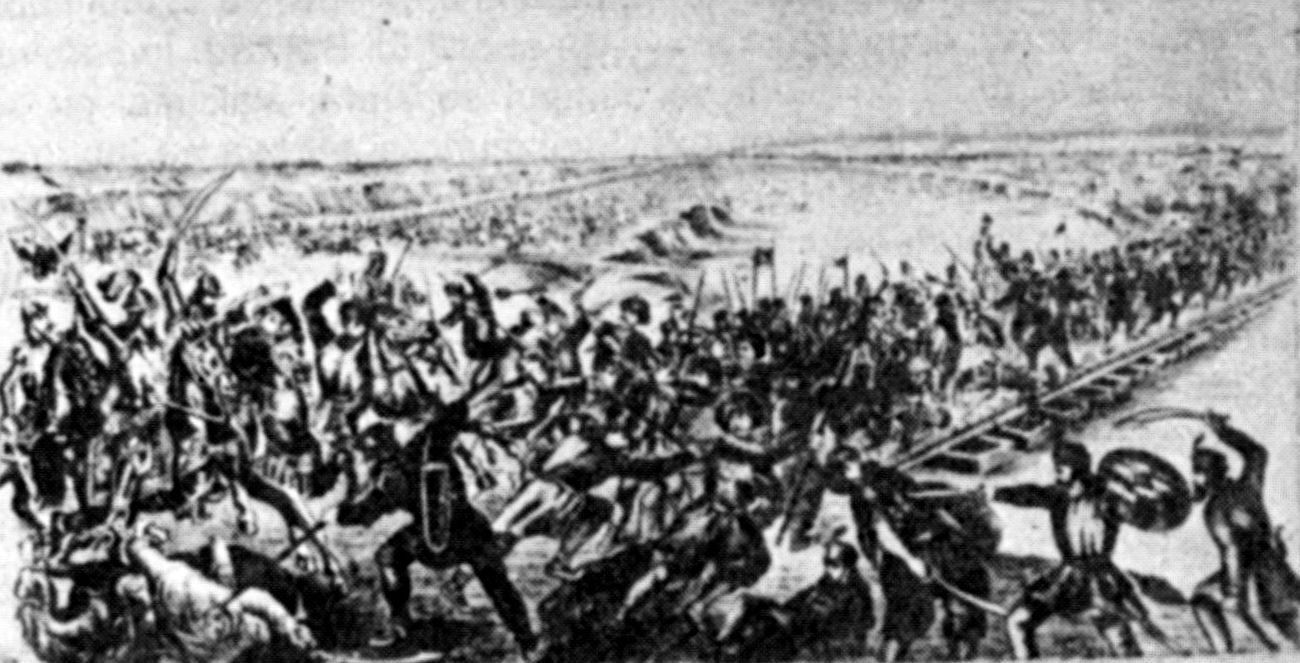
Bătălia de la Rovine

Bătălia decisivă a avut loc la Bătălia de la Rovine pe 10 octombrie 1394 , într-un loc mlăștinos și împădurit. După o lupta crâncenă, deși românii păreau să fie invinatori, armata otomană era de neoprita. Mircea a fost nevoit să se retragă, iar în apropierea cetății de scaun de la Argeș a avut loc o altă confruntare, din care otomanii au ieșit învingători. Domnitorul român s-a refugiat în Transilvania, iar tronul a fost uzurpat de Vlad I Uzurpatorul.
Domnitorul, nevoit să își schimbe radical opțiunile politice, la 7 martie 1395, a depus omagiul față de regele Ungariei, Sigismund (care la rândul sau, a fost înfrânt în iarnă în Moldova după ce a încercat să-l supună pe Ștefan I) și a semnat cu regele maghiar un tratat de alianța la Brașov, în care era recunoscută stăpânirea domnitorului român asupra Amlașului, Făgărașului și Banatului de Severin. I i-a acordat casteul Bran și domeniul ardelean al cetății Bologa, împreună cu 18 sate. Vecinii își strângeau rândurile în față pericolului otoman.
Regele maghiar pregătea o mare cruciadă. A trimis un corp expediționar pentru a-l reînscăună pe Mircea, dar fiindcă și-a subestimat adversarul, nu a reușit. Abia în vara 1395 regele maghiar a venit personal în Țară Românească în fruntea unei oști maghiare și l-a repus pe Mircea la tron. După câteva luni, Vlad a fost reînscăunat de turci și a refuzat propunerile vasalice ale lui Sigismund, dispus să-l sacrifice pe Mircea. Vlad a depus omagiul vasalic prin delegați față de regele Poloniei, care revendică tronul Ungariei. 

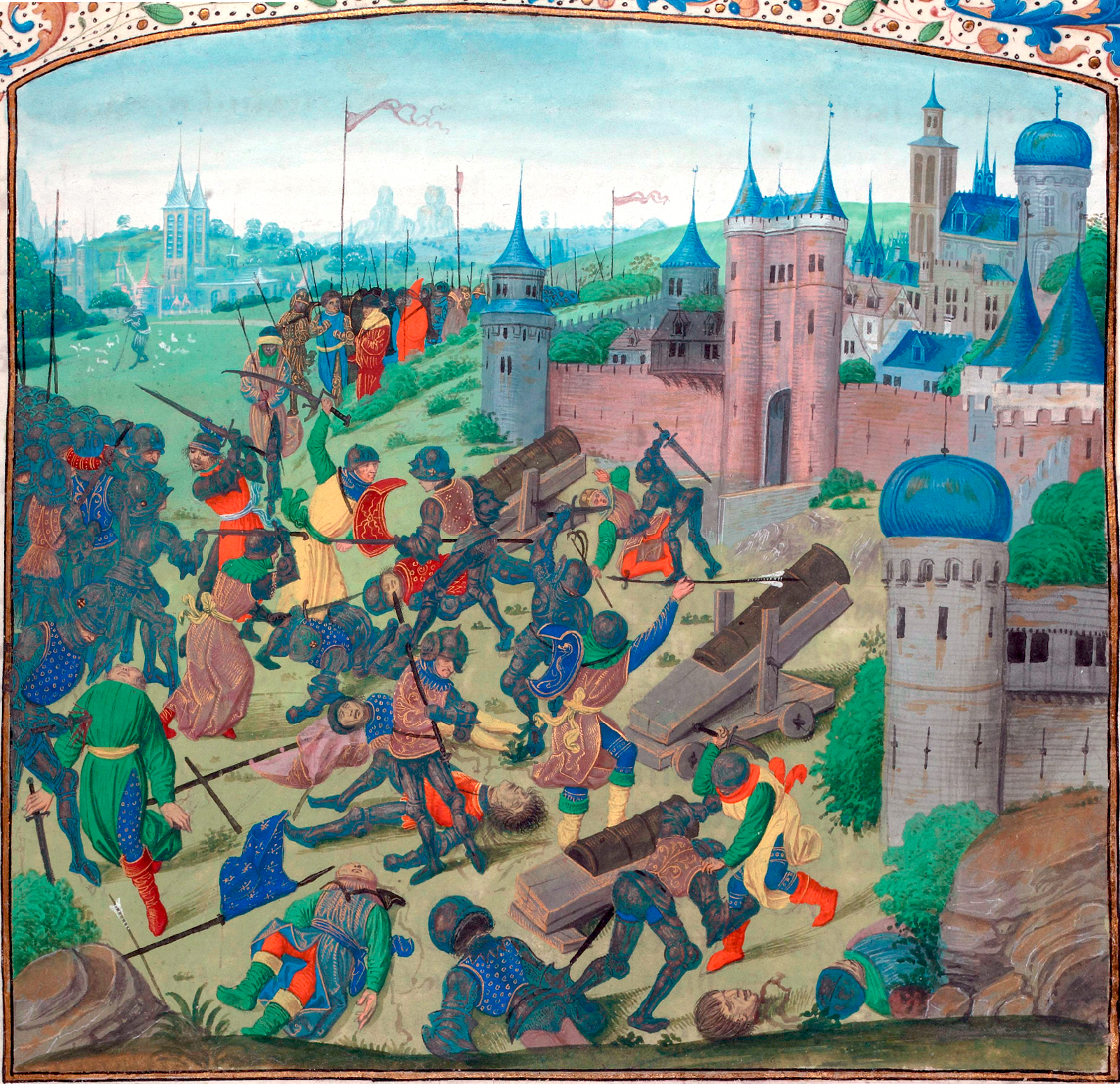
Bătălia de la Nicopole

În 1396, în calitatea să de pricipe creștin, vasal al regelui maghiar, Mircea a participat la cruciadă împotriva "necredincioșilor", alături de cavaleri europeni iluștri: conții de Artois și Eu, burgundul Jean de Nevers, ducele de Lancaster și germanul Johann de Zollern. Prima bătălie între forțele între forțele creștine și  cele otomane la asediul cetății Nicopole din 25 septembrie 1396, deschide seria cruciadelor târzii. Eșecul a fost însă de proporții, oastea munteană nefiind invitată a atac, s-a retras, fără a intră în lupta. 
Eșecul a întărit poziția lui Vlad în Țară Românească, iar Mircea nu a putut să asigure întoarcerea regelui maghiar prin Țară Românească. Regele s-a întors în Ungaria pe un drum ocolit, cu corabia pe Dunăre, apoi până la Constantinopol, a ocolit peninsula Balcanică și după câteva luni a ajuns la coasta Marii Adriatice. Pe Dunăre, l-a trimis pe voievodul Transilvaniei cu un grup de nobili din regiunea Brăilei spre Brașov. 

Amlașul și Făgărașul

Poziția lui Mircea părea nefavorabilă, stabilindu-se în posesiunile ardelene, fie în Făgăraș sau în cetatea Bologa de lângă Cluj. După ce s-a întors în Transilvania, voievodul Stibor a mobilizat o nouă oaste cu care a intrat în Țară Românească în iarnă 1396-1397,capturandu-l pe Vlad Uzurpatorul și înscăunându-l pe Mircea. În acest context, Mircea a acceptat suzeranitatea regelui maghiar. Cu ocazia dietei de la Timișoara, regele maghiar a organizat armata, a constituit un sistem de state tampon între regatul Ungariei și Imperiul Otoman, Serbia și Bosnia, pentru a stopa atacurile otomanilor în timp ce își mobiliza armata maghiară. Fidelitatea principilor din statele tampon era garantată prin depunerea omagiului față de rege, ce își asumă rolul protector și le oferea feude pe teritoriul Ungariei despoților sârbi. 
Între 1401-1403 s-a confruntat cu o gravă criză internă datorită rebeliunii nobiliare ce și-au contestat autoritatea, astfel, profitând de context, Mircea a încheiat un nou tratat secret cu regele Poloniei împotriva regelui maghiar în 1403. 

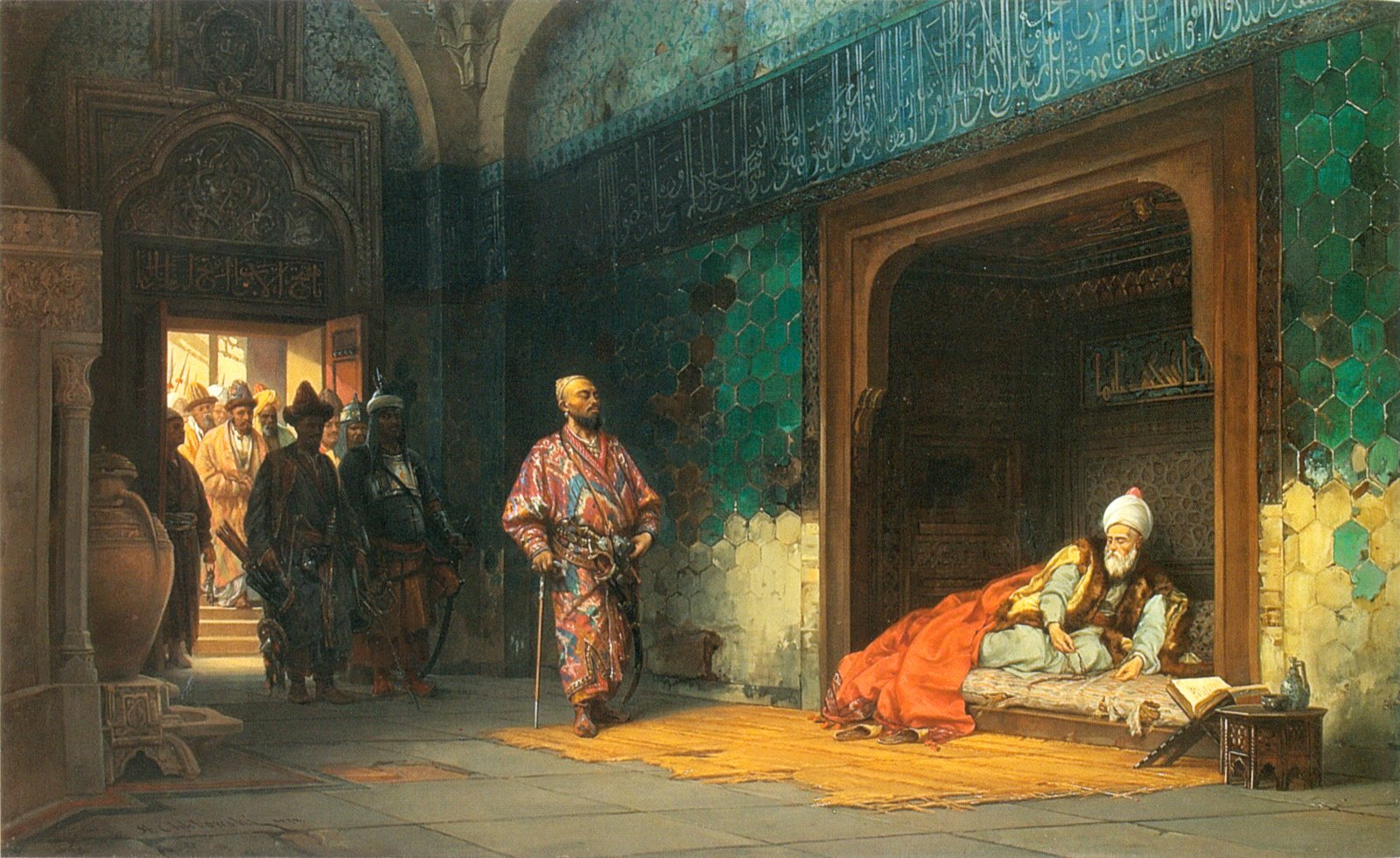
Baiazid I captiv la Timur Lenk

În 1402, în Bătălia de la Ankara, Baiazid I este învins și capturat de oastele mongole ale lui Timur Lenk. Criza Ungariei și capturarea dușmanului otoman au fost factori decisivi pentru că Mircea să se afirme pe plan internațional, implicându-se în luptele pretendenților pentru tronul otoman, sprijinindu-l pe Musa Celebi. Și-a extins autoritatea asupra Dobrogei cu ajutorul trupelor maghiare trimise de Sigismund. Relațiile dintre regatul Ungariei și Țară Românească s-au înrăutățit însă , după ce Mircea a declinat relația de vasalitate. Sigismund i-a luat Banatul Severinului și i-a oferit-o unui demnitar maghiar. Când trupele românești erau la sudul Dunării pentru a-l sprijini pe pretendentul otoman favorit, Mircea s-a confruntat cu presiunea militară și politică a lui Sigismund. A încheiat un nou tratat cu regele Poloniei în 1410 împotriva inamicului comun, regele maghiar, marcând astfel autonomia absolută a Țării Românești. 
Însă, pacea a fost încheiată printr-un tratat la Lublin în 1412 între regele maghiar și cel polon. Astfel, Țară Românească a rămas sub sfera de influență maghiară, Mircea fiind trădat de regele polon. Mircea recunoaște suzeranitatea și primește cetatea Bran și confirmarea privilegiilor comerciale ale brașovenilor. În Moldova a fost instaurat un condominium, prin care domnitorul Moldove era obligat să participe la campaniile antiotomane.
În anii 1415-1416, când se desfășurau tratate de armistițiu cu noul sultan Mehmed I Celebi, regele maghiar și domnitorul român au sprijinit un alt contracandidat, pe Mustafa. Trupele româno-maghiare au încercat să îl impună că sultat, dar nu au reușit. Astfel, în primăvară anului 1417, datorită tentativei, trupele otomane au ocupat Dobrogea și au intrat în Țara Românească. Mircea a fost obligat să accepte plata unui tribut anual de 3000 de piese de aur și a promit să-și trimită fiul ca ostatic la Poartă și să-l sprijine pe sultan în campaniile militare. 
Mircea cel Bătrân a murit la 31 ianuarie 1418 și a fost înmormântat în ctitoria sa de la Cozia, într-un sarcofag de piatră, cioplit după model occidental.

#### De la Mihail I la Vlad Tepeș

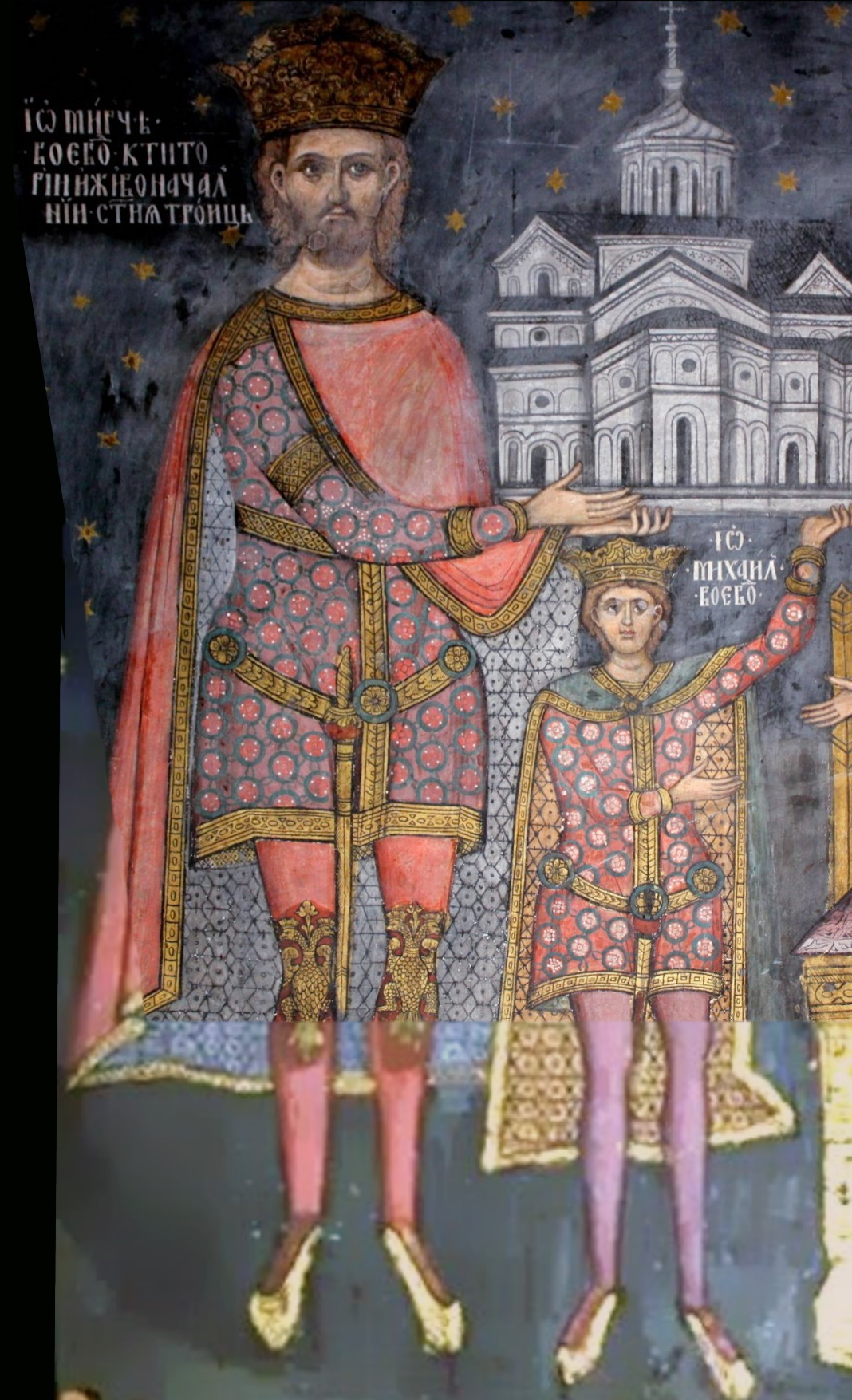
Mircea și fiul său, Mihail

După moartea lui Mircea cel Bătrân, a izbucnit o criză internă în Țară Românească și o lungă și permanentă dispută între pretendenții la tron, succesorii domnitorului fiind dezavantajați de creșterea amenințării otomane și de lipsa sprijinului intern. 
Mulți pretendenți au alimentat insubordonarea boierilor față de domnitor, ce erau dispuși să schimbe domnitorii pentru menținerea și creșterea privilegiilor. Mulți optau pentru supunerea față de sultan. Însă transformarea țării în Pașalâc  ar fi însemnat pierderea privilegiilor și domeniilor feudale. Astfel, boierii erau nevoiți să se unească în jurul unui domnitor pentru a susține politică antiotomană. Astfel, a urmat la tron Mihail I, fiul lui Mircea.
Apar dispute între Regatul Ungariei și Poartă Otomană pentru dominația politică în Țara Românească. Sigismund a condus o campanie în anii 1419-1420 în regiunea Severinului și în Serbia. După moartea lui Mihail I,  s-a deschis un alt conflict între pretendenții la tron: Dan al II-lea sprijinit de Sigismund și Radu Praznaglava sprijinit de otomani.Regele maghiar îi asigura o garda personală permanentă și permisiunea de a bate bani în monetăria de la Sibiu lui Dan. După două campanii antiotomane conduse de rege între anii 1424-1427, poziția lui Dan al II-lea a fost consolidată. 
Dar în 1429, Sigismund acceptă pacea cu turcii, influențând astfel statutul politic al Țării Românești pe plan internațional. Domnitorul trebuia să se supună și să plătească tribut față de sultan, și totodată, era supus și suzeran față de coroana maghiară.
În timpul domniei lui Alexandru I Aldea, Sigismund a încercat să îi aducă cavaleri teutoni în Țară Severinului, pentru a construi fortărețe de apărare pe linia Dunării. Dorea să fie construite fortificații de la gurile Dunării până la Belgrad. Planul nu a reușit deoarece teutorii au plecat din Severin. În 1432, Alexandru Aldea a fost obligat să participe cu un contigent alături de turci în timpul ofensivei turcești. În 1435, Sigismund a fost încoronat ca împărat al Imperiului Romano-German și a organizat noi planuri de cruciadă. I-a readus la supunere pe despoții Serbiei și Bosniei, a sprijinit răscoalele bulgarilor și albanezilor din Balcani. După moartea lui Alexandru Aldea, a urmat o nouă dispută între Draculesti și Dănești.

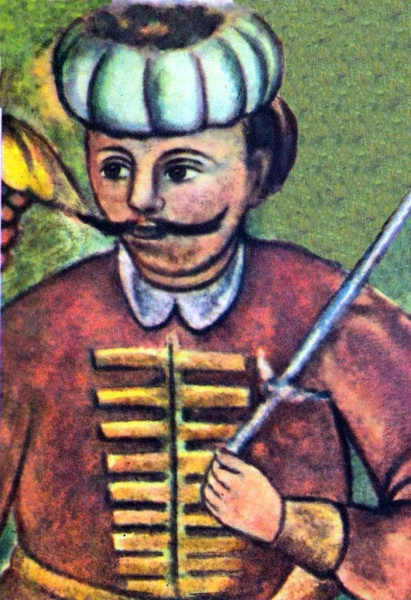
Vlad Dracul

Vlad Dracul, un alt pretendent la tron, cavaler al ordinului Dragonului, a fost sprijinit să preia tronul în 1436 după o tentiativa eșuată , sprijinit de orașele săsești din Transilvania la porunca regelui. Însă presat de otomani, fiindcă risca să-și piardă tronul, s-a închinat sultanului. Sigismund murise în decembrie 1437 și a izbucnit o răscoala țărănească în Transilvania. 
Profitând de criza din Ungaria, în 1438, sultanul a condus o expediție împotriva Ungariei, iar sub comanda să erau principii vasali Vlad Dracul și despotul sârb Gheorghe Brancovici al Serbiei. După campania din Transilvania, Vlad s-a închinat la Adrianopol otomanilor, unde și-a lăsat ostatici cei doi fii ai săi, viitorii domnitori, Vlad Țepeș și Radu cel Frumos. 
În 1440, Cruciadă antiotomană a fost relansată. În 1442, Vlad Dracul a fost întemnițat de turci, iar în locul său urma să domnească un pașă. Dar Ioan de Hunedoara a intervenit, învingând oastea turcă la Ialomița și l-a reînscăunat pe Vlad Dracul în 1443. Nemulțumit de oscilațiile acestuia între tabăra creștină și Poartă, Ioan l-a ucis pe Vlad Dracul într-o bătălie. În timpul campaniei, Vlad Țepeș a profitat de absența din țară a domnitorului și a ocupat pentru scurt timp tronul.

#### Domnia lui Vlad Tepeș

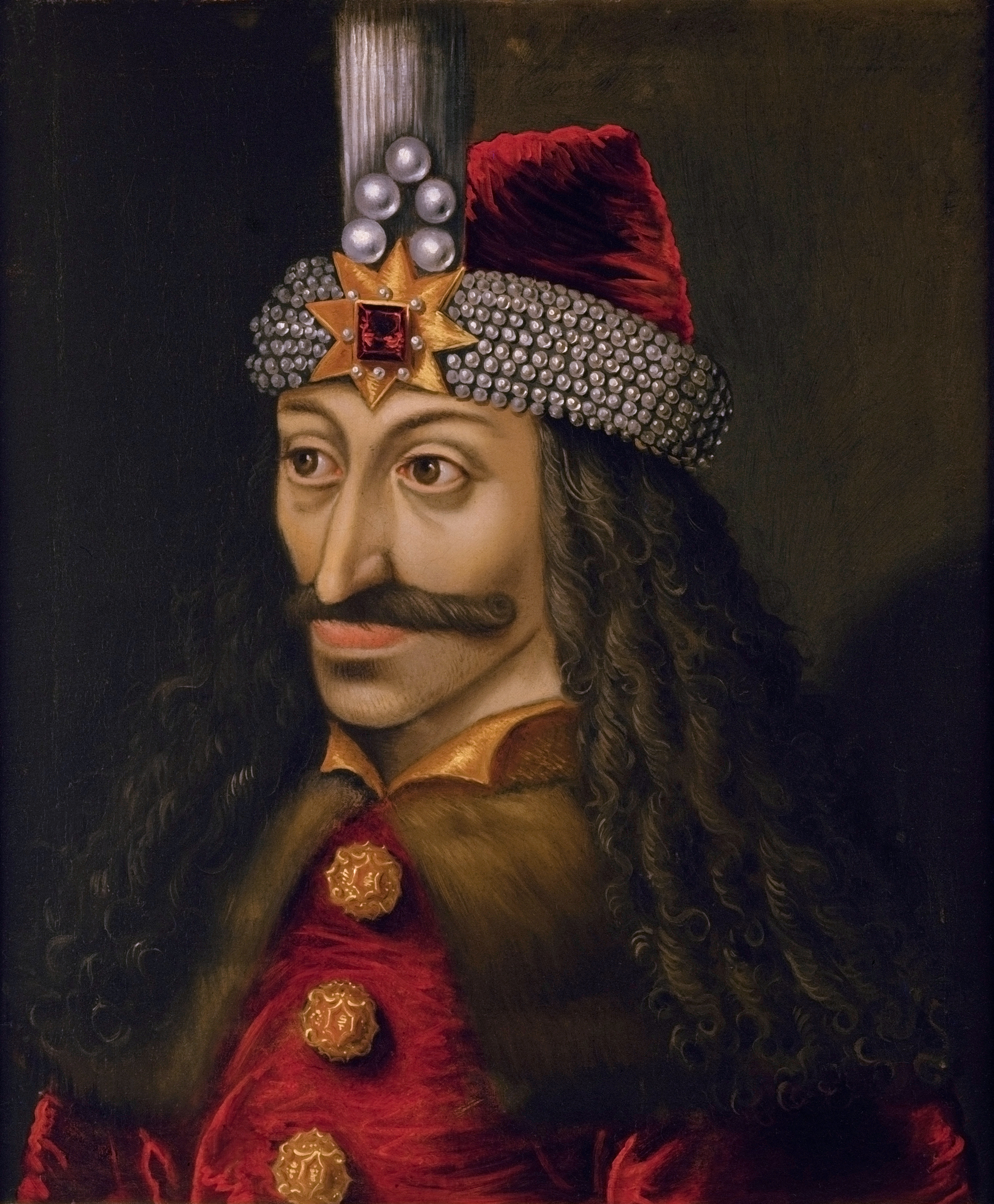
Vlad Tepeș

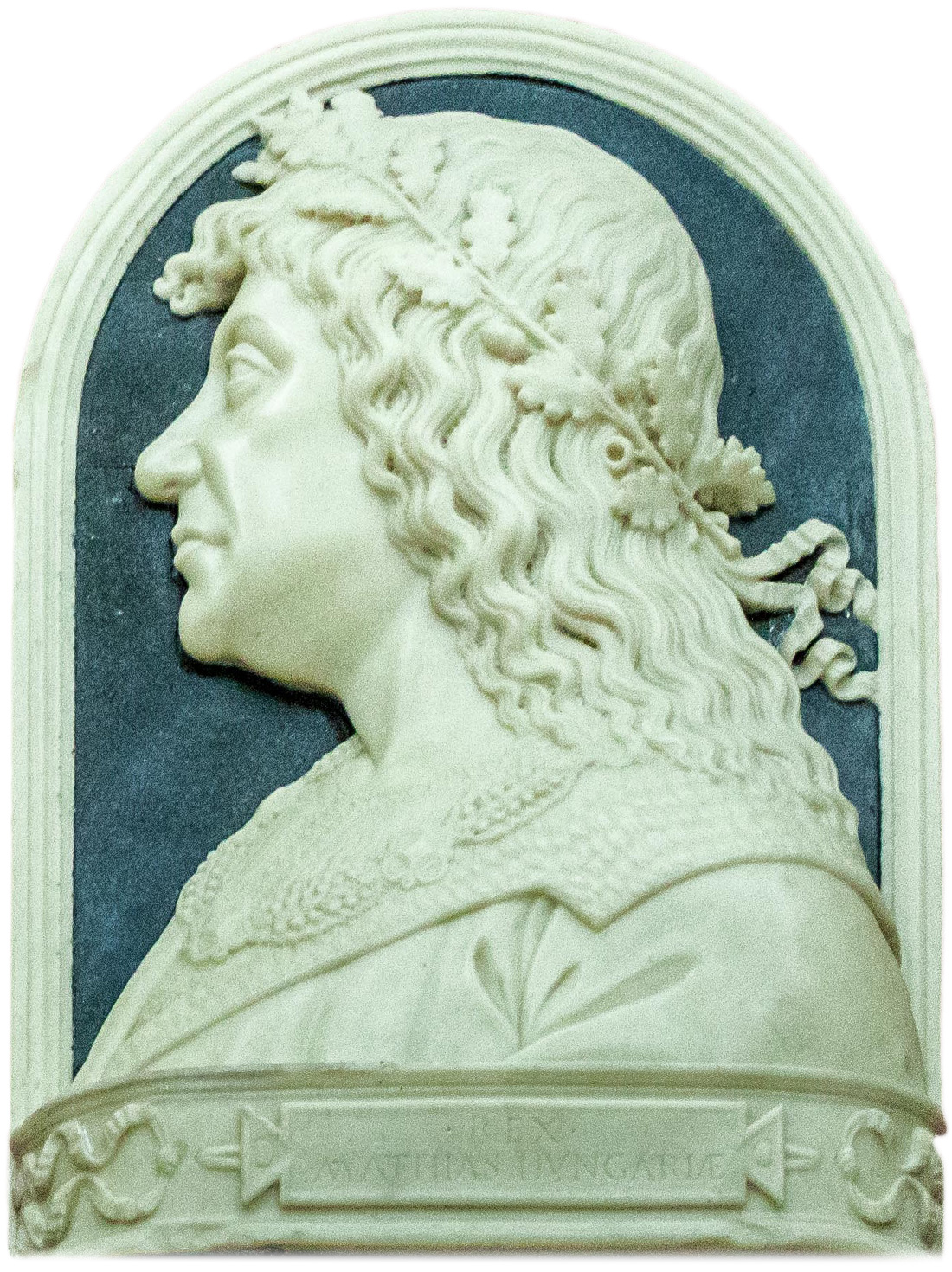
Matthias Corvinus

După o copilărie petrecută pe meleaguri străine, în Ungaria și Transilvania, și aflat ca ostatic la Poarta Otomană, la doar 17 ani, cu ajutorul unui contigent de trupe împrumutate de pașa Mustafa Hassan, Vlad a încercat să preia tronul, răzbunandu-se pe unul din cei care se aflau în spatele morții tatălui și fratelui său mai vârstnic, Vladislav al II-lea. Domnia nu a durat decât două luni. S-a refugiat în Moldova, la curtea unchiului său Bogdan al II-lea, dar după moartea acestuia în 1451, s-a îndreptat spre Transilvania, alături de vărul său de 18 ani, viitorul domnitor Ștefan cel Mare . Doi ani mai târziu, otomanii au ocupat Constantinopolul.
În 1456, sprijinit de Ioan de Hunedoara, conștient de pericolul otoman ce pândea regatul maghiar, Vlad Țepeș l-a înlocuit pe Vladislav al II-lea, care a fost ucis la 20 august 1456. Principalul obiectiv al domnitorului era întărirea autorității centrale. Înțelegând că principala cauză a slăbirii statului era reprezentată de luptele pentru putere dintre boieri, a încercat să le elimine, din rădăcină, condamnând boierii la moarte. Vlad a depus omagiul prin delegați față de regele maghiar, Ladislau Postumul și a confirmat privilegiile brașovenilor. În toamnă, s-a închinat sultanului  în condițiile în care trebuia să-și consolideze domnia. Când au văzut că s-a supus turcilor, ungurii au fost determinați să caute un contracandidat la domnie.
Vlad l-a înscăunat pe Ștefan cel Mare la tronul Moldovei în primăvară 1457, care avea să-i fie un aliat de nădejde. A luat apoi poziție față de sașii care sprijineau un pretendent la scaunul domnesc datorită măsurilor protecționiste pe care domnitorul le-a luat în favoarea negustorilor români, fapt ce i-a dezavantajat pe negustorii brașoveni și sași. Conflictul a fost mediat de căpetenia taberei hunedorestilor, Mihail Szilagyi, în conflictul din Ungaria din 1457 și s-a ajuns la o înțelegere condiționată de armistițiul sașilor cu Szilagyi. S-a revenit la măsurile comerciale protecționiste. Evoluțiile din Ungaria au influențat relațiile lui Vlad Țepeș cu sașii ardeleni, iar noul rege, Matia Corvin, înscăunat cu sprijinul unchiului său, Mihail Szilagyi, a luat măsuri pentru restrângerea autorității acestuia, arestându-l și anulându-i mandatul de guvernator. Sașii au trecut de partea regelui, ceea ce era dezavantajos față de Vlad Țepeș. Acesta a luat măsuri contra sașilor. Le-a impus negustorilor sași din Brașov principiul reciprocității în comerțul bilateral, deschizând calea negustorilor români.

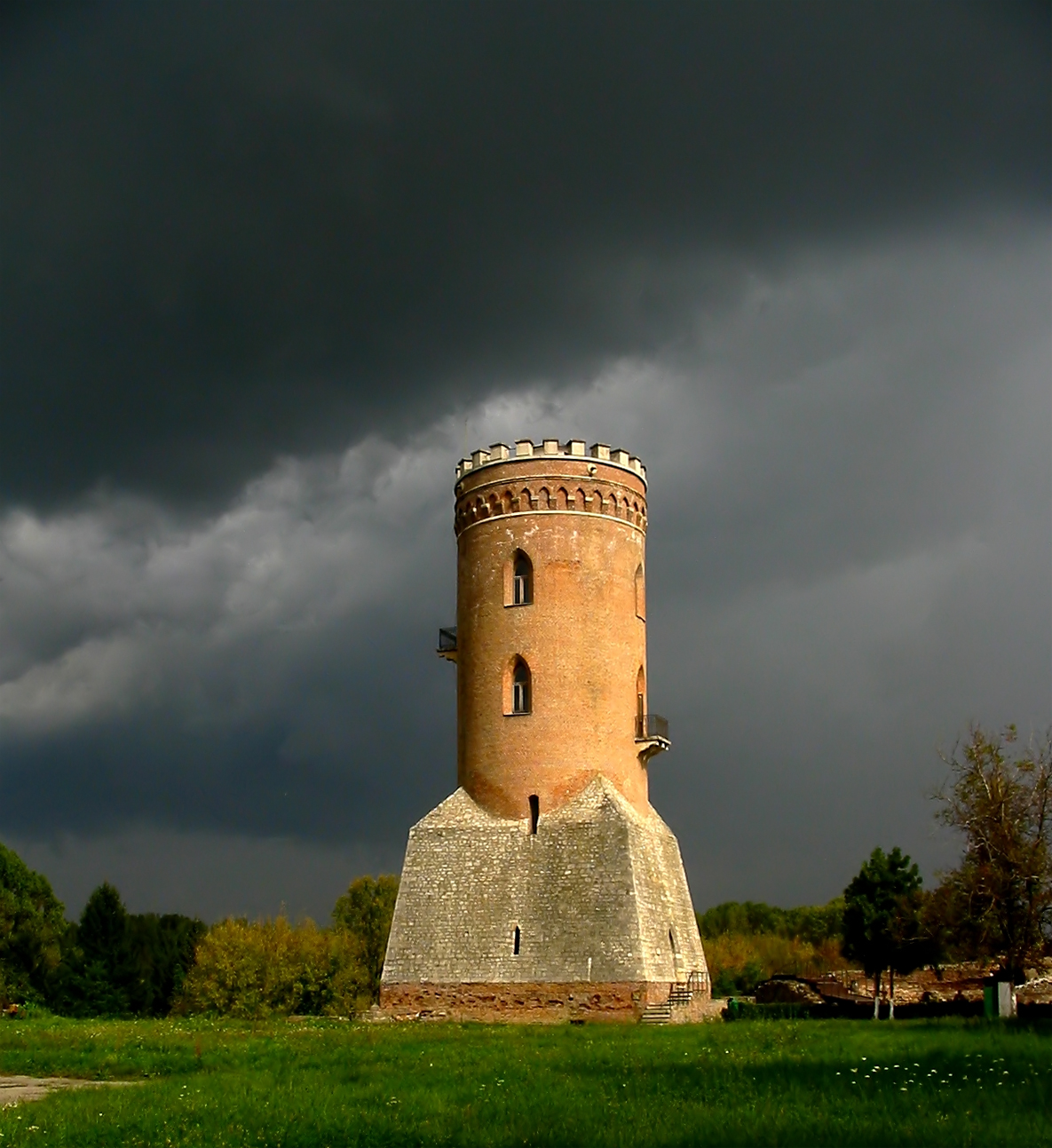
Turnul Chindiei

Și-a învins pretendentul Dan în primăvară anului 1460, a trecut la represalii în regiunea Brașovului și în regiunea Făgărașului și Amlașului. I-a obligat pe sași să negocieze un tratat de pace , în care se prevedea obligația ardelenilor de a-i asigura un contingent de 4000 de soldați în cazul unui atac moldovean sau otoman.
După 1458, și-a amânat plata haraciului către sultan invocând dificultățile create de luptele cu pretendenții susținuți de unguri.  După ce Mahomed al II-lea a ocuapat Trapezuntul în 1461, cererile otomane au devenit imperative. Între anii 1458-1459 a renunțat la plata tributului față de turci care se ridică la 10000 de galbeni anual. Transformarea ultimelor regiuni sârbești în 1459 și transformarea lor în pașalâc au trezit suspiciuni față de intențiile Porții. Boierii munteni s-au unit în jurul lui Vlad pentru a evita transformarea țării în pașalâc. 

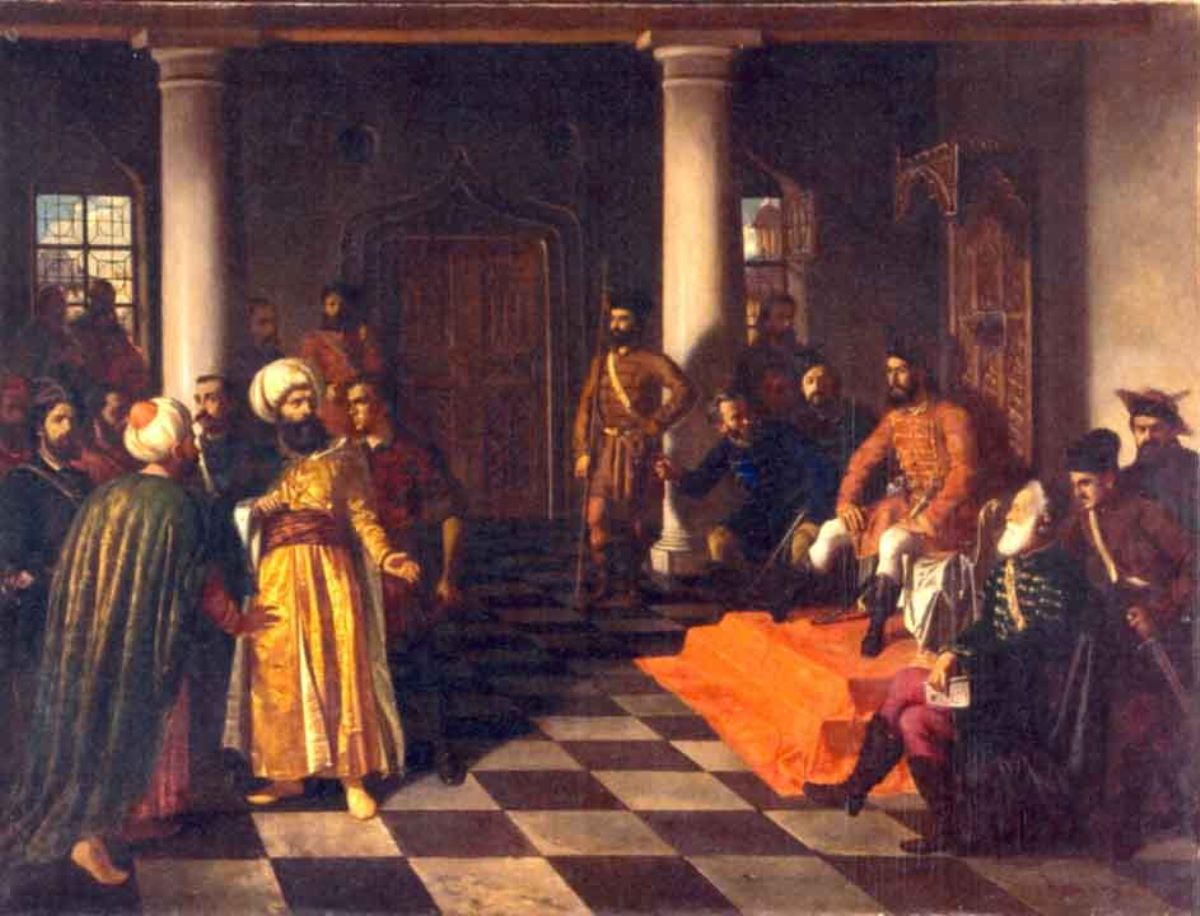
Vlad și solii otomani, pictură de Theodor Aman

Pe plan intern, și-a consolidat poziția. Și-a înlăturat potențialii pretendenți și evita posibilitatea grupării boierilor nemulțumiți în jurul unui pretendent. Potrivit miturilor populare, în duminică Paștelui în anul 1459, i-a obligat pe toți boierii să lucreze la cetatea Poenari. Se purta cu cruzime față de boierii oponenți, le confisca averile, îi exila peste munți și îi executa prin tragere în țeapă. Și-a consolidat autoritatea prin formarea unei elite boierești . A permis jefuirea regiunilor din Transilvania pentru a-și finanța și întări armata, și pentru a-i pedepsi pe sașii și pe românii care l-au sprijinit pe pretendentul său, Dan . A sprijinit comerțul, sursă de venit pentru visteria domnească. Din timpul domniei sale datează și prima mențiune documentară a Bucureștilor, ca reședință domnească, datată din 20 septembrie 1459.
Între timp, Papa Pius al II-lea a cerut organizarea unei noi cruciade anti-otomane. Condițiile externe păreau prielnice. Vlad și Matei Corvin au încheiat o înțelegere prin căsătorie domnitorului cu o rudă a craiului maghiar. Prin soli speciale trimise, turcii au încercat să oprească semnarea acordului dintre cei doi. Planul nu a reușit. L-au trimis pe Hamza Beg cu misiunea de-al prinde pe Vlad și de-al aduce în fața sultanului. Vlad a pornit o campanie de pedepsire a turcilor la sud de Dunăre. A distrus sistemul cetăților de margine ale Imperiului Otoman și a incendiat punctele de trecere ale armatelor otomane. A cucerit Giurgiul, capul de pod turcesc peste Dunăre, și a continuat să jefuiască regiunile sud-dunărene. Matei Corvin a cerut subsidii de la curțile europene pentru sprijinirea campaniei, iar Vlad a cerut sprijin militar de la Matei. 

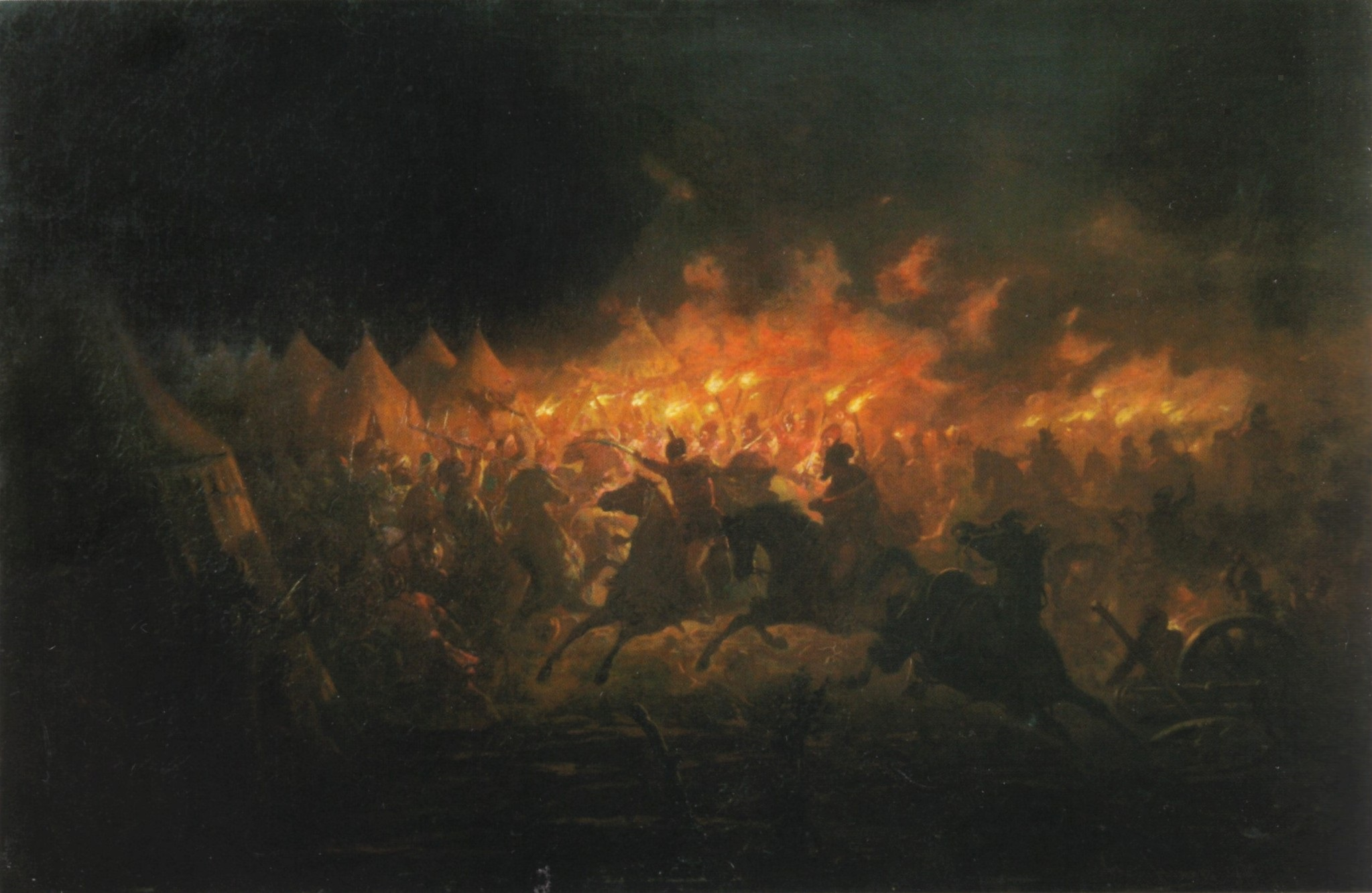
Atacul de noapte

Mehmed II nu putea acceptă un gest de autonomie. Cu o armata de trei ori mai mare decât cea strânsă de Vlad, a traversat Dunărea pe timp de noapte și a continuat să înainteze la Târgoviște. În iunie, Vlad a adoptat tactică hărțuirii, așteptând zadarnic ajutorul promis din Ungaria. Fără sprijinul niciunui aliat, aflat la grea încercare, a folosit tactică veche de pârjolirea satelor și otrăvirea fântânilor. După un marș istovitor de 10-12 zile printr-o Muntenie pustiită, a avut loc Atacul de noapte 16-17 iunie 1462, menit să demoralizeze oastea sultanului. A atacat prin surprindere pe timp de noapte cu o armata de 7000-10 000 de români. 

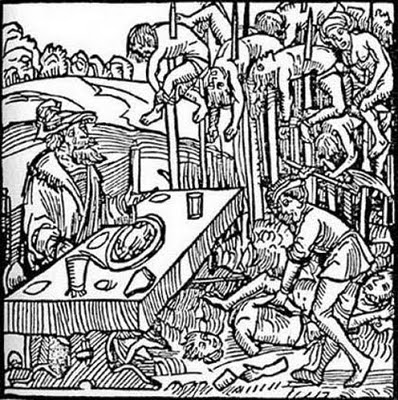
Tragerea în țeapă

Vlad Țepeș a trebuit să facă față și atacului lui Ștefan cel Mare sprijinit de turci. În iunie a fost asediată fără succes  Cetatea Chilia Nouă în care erau staționate garnizoanele maghiaro-române. Oastea lui Ștefan a fost oprită la granița de un contingent trimis de Vlad Țepeș. Iarnă anului 1462 i-au adus lui Vlad multe victorii împotriva turcilor . La câțiva kilometri de cetatea Târgoviște, pe drumul pe care se știa că va trece sultanul, domnitorul muntean a pregătit un spectacol special: pe o lungime de 3 kilometri  a întins o câmpie de țepe, în care erau înfipte 20 000 de cadavre. Mehmed l-a urmat pe Vlad în partea estică a țării, unde în regiunea Buzăului, s-a desfășurat o altă bătălie. După acel moment, sultanul s-a întors la Adrianopol. 

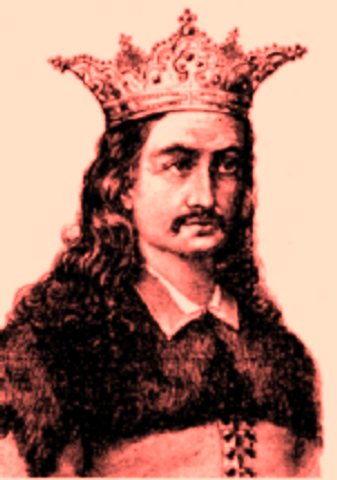
Radu cel Frumos

Boierii nemulțumiți, aliindu-se cu Radu cel Frumos, fratele mai mic al domnitorului, au uneltit pentru înlăturarea lui Vlad. Asediat în cetatea de la Poenari, Țepeș a fugit, folosind un pasaj secret. Ajutat de câțiva țărani, a reușit să ajungă în Transilvania, unde s-a întâlnit cu regele Matei Corvin. Acesta a poruncit să fie capturat și încarcerat în capitală de la Visegrád și apoi stabilit la domiciuliul forțat, la Pesta (oraș). Matei Corvin se simțise trădat după ce a citit o scrisoare falsă, realizată în localitatea Rothel-Cisnădie de către negustorii sași din Brașov, nemulțumiți de cruzimea domnitorului.
După moartea lui Radu, Vlad a fost eliberat în 1475 de Ștefan cel Mare în contextul războaielor cu turcii și readus pe scaunul domnesc cu sprijin maghiar. Pentru scurtă vreme însă. A fost asasinat într-o bătălie cu turcii la sfârșitul lunii decembrie 1476 și decapitat. Capul său, înfipt în țeapă, a fost adus drept trofeu în față sultanului. A rămas în cultura populară ca un domnitor crud, dar și ca un brav luptător antiotoman, renumit ca "Vlad Țepeș". Personalitatea sa a inspirat numeroasele romane și filme  cu Dracula.

### Moldova

#### De la Lațcu la Iuga Ologul
Urmașul lui Bogdan, Lațcu, pentru a face față presiunilor externe, a încercat să câștige papalitatea de partea sa. La 22 iulie 1370, Papa Urban al V-lea a trimis scrisoare episcopilor din Praga, Bratislava și Cracovia, prin care îl anunță pe ducele Moldovei, Lațcu, că era gata să primească credința catolică. Tratativele au durat câteva luni, și pe 9 martie 1371, s-a fondat episcopia de la Siret, avându-l în frunte pe călugărul franciscan Andrei Wasilo din Cracovia, fost duhovnic al reginei Elisabeta, sora lui Cazimir cel Mare și mama lui Ludovic de Anjou. 

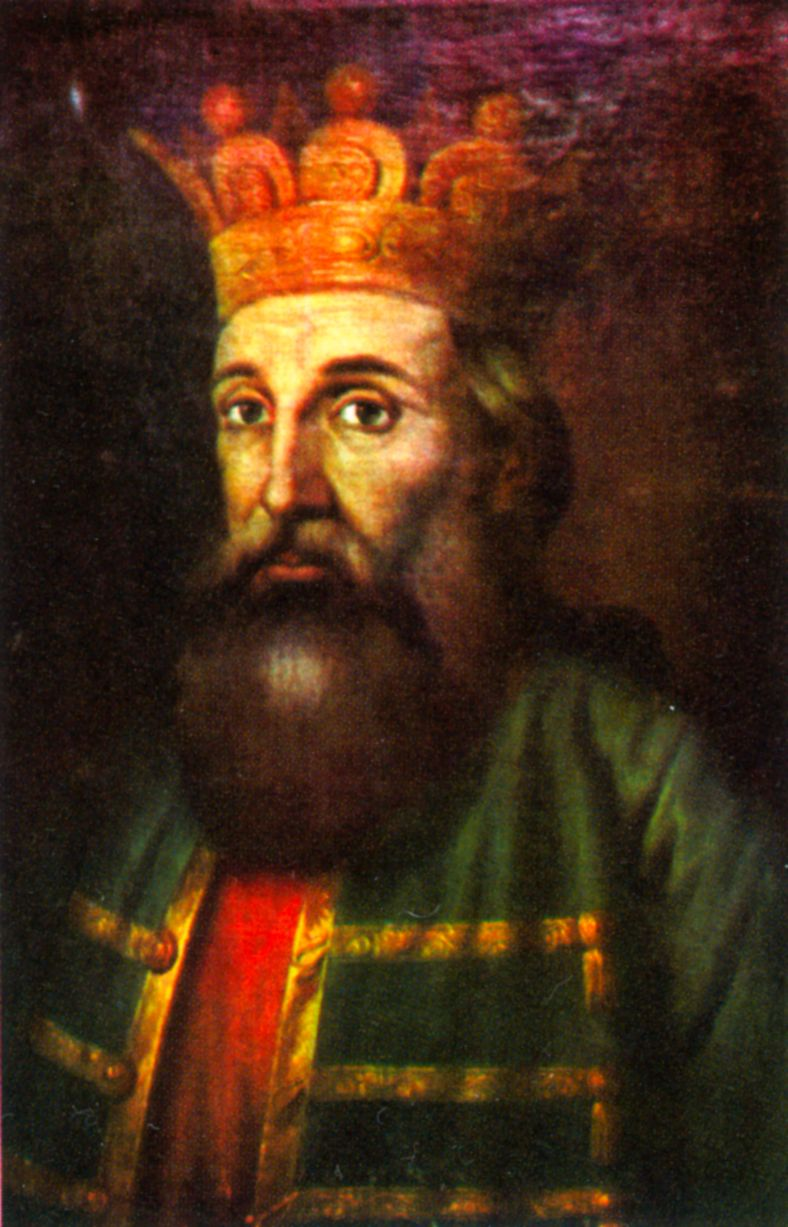
Petru I Mușat

Odată cu urcarea la tron a lui Petru I Mușat , Moldova a făcut pași importanți în direcția afirmării internaționale și a organizării statale. Noul domnitor a inițiat o politică de apropiere cu Polonia, dar și cu Țara Românească. În 1387, printr-un act omagial, la curtea de la Liov a regelui Vladislav al II-lea al Poloniei și a soției sale, Jadwiga, l-a recunoscut ca suzeran și i-a făgăduit sprijin important împotriva inamicilor. 
Drept gaj, Petru I a primit un document prin care era specificat că împrumutul va fi restituit în trei ani, garanția lăsată fiind ținutul Haliciului. Banii nefiind restituiți la termen, Pocuția a fost luată în stăpânire de domnitorul Moldovei. Datoria și ținutul Haliciului au devenit peste timp, pricina de neînțelegeri și conflicte între Moldova și Polonia. În timpul domniei lui Petru I, granițele Moldovei s-au extins spre sud, atingând țărmul Mării Negre, inclusiv Cetatea Albă. A construit cetatea de scaun al Sucevei, ridicarea mănăstirii Neamțului de ucenici ai meșterului Nicodim, din Țară Românească, cititorul mănăstirii de la Vodița. 

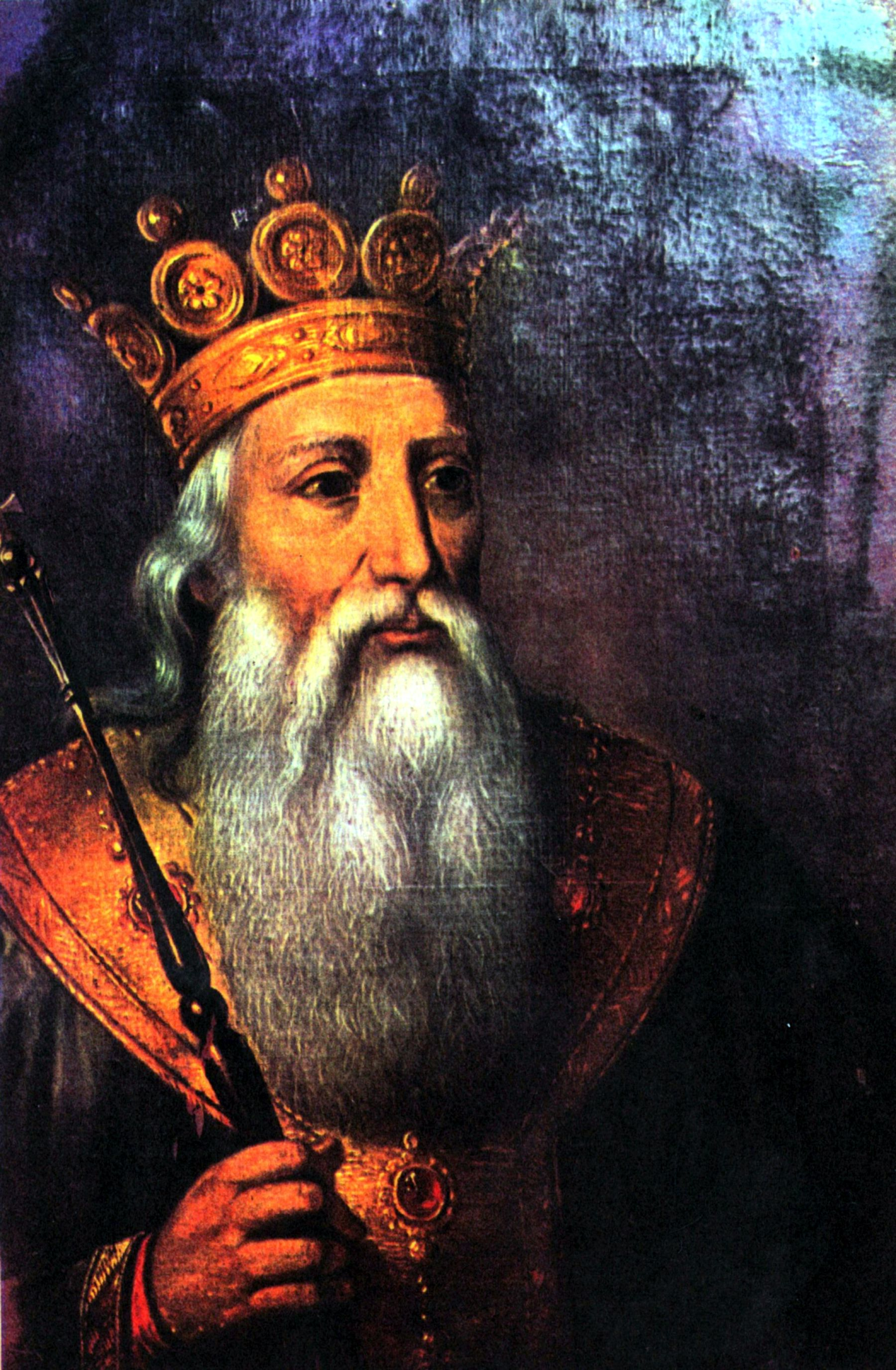
Roman I Mușat

Urmașul său, Roman I, într-un hrisov din 30 martie 1392, se intitula marele singur stăpânitor domnitor voievod al Țării Moldovei de la munți până la țărmul marii, ceea ce demonstrează procesul de unificare a Moldovei. Din căsătoria sa cu doamna Anastasia l-a avut ca fiu pe Alexandru cel Bun. 
A fost urmat de Ștefan I, bazându-se pe sprijinul polonilor, ceea ce l-a supărat pe craiul maghiar, Sigismund de Luxemburg. Acesta a organizat o expediție împotriva Moldovei, dar fără succes, nu a reușit să asedieze cetatea Neamțului, fiind învins în Bătălia de la Hindău. 
Iuga Ologul a rămas în istorie că domnitorul cu cea mai scurtă domnie-doar câteva luni (noiembrie 1399-iunie 1400). A fost primul constructor al celei mai vechi părți din Cetatea Albă.

#### Domnia lui Alexandru cel Bun

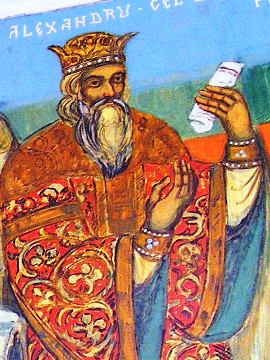
Alexandru cel Bun

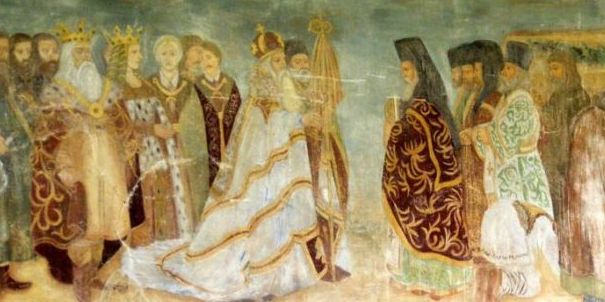
Alexandru și alaiul preoțesc

Înscăunarea nu a fost pe placul vecinilor, atât regele Poloniei Vladislav II Iagello și cneazul Lituaniei, Vitold, îl susțineau pe Ivașcu, fiul lui Petru Mușat, aflat la curtea lituaniană.
Alexandru cel Bun a continuat să întrețină relații strânse cu polonezii. La 12 martie 1402, și-a prezentat omagiul de vasalitate față de regele Poloniei, făgăduind slujba credincioasă, loialitate, sfat și ajutor. Tratatul a fost de multe ori reînnoit.
A inițiat organizarea politică, administrativă și ecleziastică a țării. Sfatul Domnesc-organul suprem executiv, legislativ și judecătoresc a fost reconfigurat, domnitorul luând măsuri pentru eficientă funcționare administrativă bazată pe dregătorii de ținuturi și ocoale, toți aflați sub puterea centralizată. A obținut recunoașterea mitropoliei Moldovei de către patriarhia de la Constantinopol, stopând un conflict de pe vremea lui Roman I. La 26 iulie 1401, noul patriarh Mati a decis să trimită o delegație, alcătuită din ieromonahul Manuil Arhon, pentru a investiga condițiile ungerii lui Iosif ca episcop al Moldovei. Reședința noului episcop a fost stabilită lângă cea domnească, la Suceava.
A acordat primul privilegiu comercial negustorilor străini din Moldova la 8 octombrie 1408, eliberat în cetatea de scaun al Sucevei sfetinicilor și orășenilor din târgul Liovului, valabil pentru toți negustorii ruși și din Podolia. 
S-au stabilit legături comerciale și cu orașele transilvănene, Bistrița și Brașov. O intensă mișcare comercială a luat naștere în Moldova. Șiruri întregi de care îi străbăteau drumurile, transportul fiind păzit de negustori care se întovărășeau cât mai mulți, cât și de străjile domnești care însoțeau mărfurile în locurile primejdioase înspre Nistru.
Ca vasal al regelui Poloniei, Alexandru i-a acordat craiului polon ajutor în bătăliile purtate împotriva Cavalerilor Teutoni, în Bătălia de la Grunwald (1410) și în Bătălia de la Marienburg (1410), ambele bătălii fiind câștigate de polonezi. Când Mircea cel Bătrân a murit, în 1418, Alexandru a trebuit să înfrunte primejdia otomană. A apărat cu succes cetățile Cetatea Chilia Nouă și Cetatea Albă. A murit la 1 ianuarie 1432 după ce s-a îmbolnăvit în timpul luptelor dintre Polonia și Ungaria.

#### Domnia lui Ștefan cel Mare

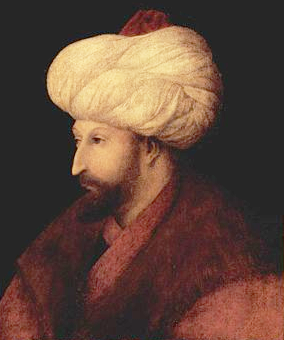
Mahomed al II-lea

În 1448, Ioan de Hunedoara l-a înscăunat pe Bogdan al II-lea, devenind suzeranul ambelor țări românești. Polonia a revendicat dreptul de suzeranitate asupra Moldovei, și într-o expediție din 1451, a încercat să-l înlăture pe Bogdan. Dar acesta i-a învins. A fost însă asasinat de un alt pretendent, Petru Aron. În timpul domniei sale, a acceptat să plătească tribut turcilor.

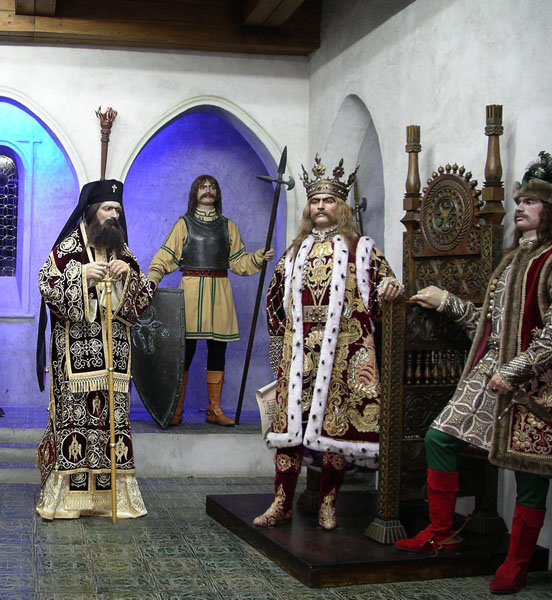
Tronul lui Stefan

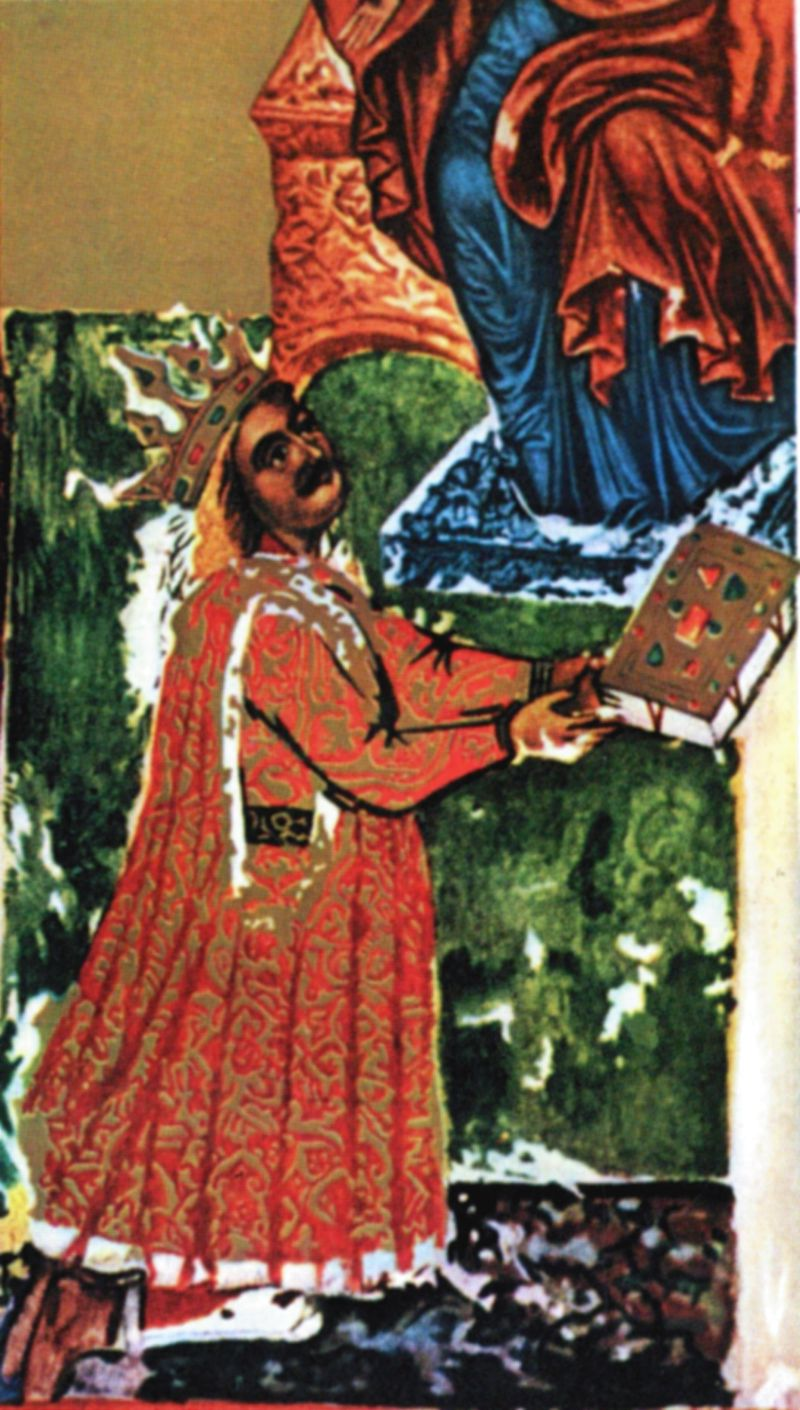
Ștefan cel Mare

Fiu al domnitorului Bogdan al II-lea și al doamnei Oltea (care s-a călugărit la manasitrea Probota), Ștefan a intrat cu forță în istoria Moldovei la începutul lunii aprilie 1457, prin valea Siretului, în fruntea unei armate de 6000 de oșteni o parte provenind de la Vlad Țepeș, s-a ridicat împotriva ucigașului tatălui, unchiului sau, Petru Aron, pe care l-a înfrânt în lupta de la Doljești la 12 aprilie și la Orbic pe 14 aprilie. Pe câmpul Dreptății, de la Suceava, în față supușilor, a primit învestitură domnească. Tânărul voievod avea probleme de rezolvat. 
Trebuia să restabilească ordinea internă, prin întărirea autorității domnești, apoi a anihilat orice pretendent la tron. 
Petru Aron, care a reușit să scape din bătălie, s-a refugiat în Polonia. Ștefan l-a urmărit și în 1469, l-a prins și l-a decapitat. Și-a extins atribuțiile domnești și a transformat aparatul de stat. A redus ponderea marilor boieri în Sfatul Domnesc. Conform cronicarului Grigore Ureche, a reorganizat oastea. A crescut considerabil numărul slujitorilor direcți ai domnitorului care participau în armata. I-a organizat în cete de câte 1000 de oameni, fiecare cuprinzând patru steaguri. În fruntea unităților a numit cadre permanente-căpitani și hotnogi. O parte erau călăreți-"viteji"- ce asigurau pe timp de pace pază curților domnești, iar în timp de război, avea la dispoziție pedeștri-voinicii- ce se ocupau cu paza cetăților, iar în lupta, formau nucleul principal al oastei. Oștenii dispuneau de arc, sulița, sabie, iar ca protecție de scut, coif și de o îmbrăcăminte confecționată din mai multe pânze de in, cu lână între ele, ce acopereau partea de sus a corpului, conform cronicarului Antonie Verancsic. Ștefan a adăugat de asemenea o nouă armă-artileria. 
Conform cronicarului polonez Jan Dlugosz, domnitorul nu chema la arme numai boierii și slujitorii, ci și țăranii, învățându-i cum să-și apere țara. Ștefan a amenajat fortificațiile Moldovei, a modernizat cetățile existente, a ridicat încă un zid exterior, așezat la depărtare de vechea cetate încât să o scoată de sub bătaia artileriei. În față zidului a dispus săparea șanțurilor largi și adânci, cu pari ascuțiți camuflați și în limita posibilităților, umplute cu apă. A reconstruit cetăți vechi, cetatea Romanului, iar pe frontieră estică, a ridicat Soroca și Orhei. 
A stabilit relații externe, care să asigure independența și suveranitatea țării. A încheiat la 4 aprilie 1459 o convenție cu regele polonez, Cazimir IV Iagello, prin care îi recunoștea suzeranitatea și îi lasă cetatea Hotin sub stăpânire. Un an mai târziu, a reînnoit și privilegiul comercial de care se bucurau negustorii polonezi din Liov pentru comerțul cu Moldova. 
S-a îndepărtat de Ungaria și Țară Românească. A încercat să cucerească Chilia alături de Cetatea Albă, finalizate cu un atac de noapte prin surprindere în 1465, determinându-l pe Matei Corvin să intervină împotriva Moldovei. 
În fruntea unei armate de 40 000 de ostași, în noiembrie 1467, Matei Corvin se află la Brașov. De acolo, prin pasul Oituzului, a trecut în Moldova, după lupte grele, căci Ștefan întărise tecatoarea. 
Înaintarea prin țară a lăsat urme adânci, nefiind cruțat nimeni, după cum povestea cronicarul Jan Dlugosz. Confruntarea decisivă a avut loc la Bătălia de la Baia, la 15 decembrie 1467. Regele maghiar, rănit la spate, lângă șira spinării, de trei săgeți și o lovitură de lance, a fost scos pe o targă de pe câmpul de lupta. În 1469 a jefuit regiunile Rodnei și Băii Mari, ca represalii împotriva Ungariei pentru sprijinirea lui Petru Aron. 

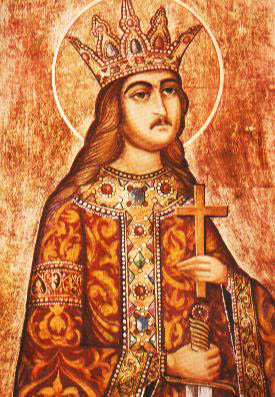
Icoana cu Ștefan

Între 1470 și 1474, Ștefan a scos Muntenia de sub influență otomană și l-a îndepărtat pe Radu cel Frumos, înscăunând un domnitor devotat. După multe confruntări ca cea de la târgul Brăilei din 27 februarie 1470, domnitorul l-a pus pe scaun pe Laiota Basarab, pe care îl adăpostise la curtea sa de la Suceava. 
După campania victorioasă din Țara Românească, Ștefan s-a așteptat la o ripostă serioasă din partea otomanilor. Mahomed al II-lea a organizat o mare expediție de 120 000 de soldați, sub comandă beglerbeiului Rumeilei, Hadâm Soliman Pașa-Soliman Eunucul. 
La sfârșitul lunii decembrie 1474, soldații otomani s-au confruntat cu o situație neobișnuită-traversau Dunărea iarna. În față lor, o armata de 40 000 de ostași, strânși sub steagul lui Ștefan. Domnitorul a poruncit pustiirea ce putea sprijini atacatorul. 
În față cetății Vaslui, la Podul Înalt, la confluența Racovei cu râul Bârlad, pe un teren mlăștinos, mărginit de păduri, avea să se desfășoare Bătălia de la Vaslui. În dimineață bătăliei, la 10 ianuarie 1475, s-a lăsat o ceață deasă ce îi încurcă pe otomani. 
Dezastrul a fost total pentru turci. Cronicarii otomani scriau că " a fost un teribil măcel și puțin a lipsit ca să nu fie toți tăiați în bucăți și Soliman Pașa cu greu a scăpat cu viață-prin fugă". 
Înțelegând că o nouă ofensivă otomană e inevitabilă, Ștefan a început să se pregătească din nou de lupta. Avea nevoie de aliați.

Harta desfășurării bătăliei de la Podul Înalt

Statuia lui Ștefan

Astfel, la 25 ianuarie 1475, a emis o scrisoare care a circulat la toți monarhii creștini din Europa. Nu au venit decât scrisori de felicitare. Papa Sixt al IV-lea îi recunoștea meritele și faptele sale săvârșite cu înțelepciune și vitejie contra turcilor infideli. Văzând o lipsă de reacție, fie chiar de ostilitate din partea regelui polonez, Cazimir IV, Ștefan a apelat la Ungaria lui Matei Corvin. Ștefan s-a închinat, prin delegați, regelui maghiar Matia Corvin. Omagiul față de regele maghiar a fost materializat prin ajutorul dat de unguri în două mari confruntări cu turcii.
La 12 iulie 1474, la Iași semnaseră un tratat de alianța antiotomană, parafat și la Buda, în august 1475. Sultanul se pregătea și el de război. Primul pas a fost organizarea unei expediții în Crimeea, ocupând orașul Caffa și sistemul de colonii genoveze din nordul Marii Negre și a supus Hanatul Tătar din Crimeea, devenit vasal al Porții. Moldova era prinsă între cleștele coaliției turco-mongole. 
Sultanul Mahomed al II-lea a decis să fie personal la comandă armatei invadatoare de 100 000 de ostași. Pe unde înaintau, soldații se confruntau cu puștiul și cu praful. La 26 iulie 1476, în codrul de la Bătălia de la Valea Albă sau Războieni, a început confruntarea decisivă. După lupte grele, în care mulți dregători și curteni ai lui Ștefan au fost uciși, armata a fost biruită de otomani. Mehmed s-a îndreptat spre cetatea Sucevei. Deși orașul a fost incendiat, cetatea a rezistat, apărată cu vitejie. Oastea transilvăneană ce se îndrepta spre Moldova l-a obligat pe sultan să își schimbe planurile și să dea semnalul retragerii în august. Din urmă, oastea lui Ștefan l-a alungat pe Laiota Basarab din Țară Românească și l-a urcat la tron pe Vlad Țepeș pe 16 noiembrie 1476. 
După moartea lui Mahomed al II-lea, noul sultan, Baiazid al II-lea, a încheiat un tratat cu Ungaria în 1483, de nonintervenție împotriva ei și a continuat să organizeze o expediție împotriva Moldovei. Dorea să cucerească cetățile pontice Chilia și Cetatea Albă. 
La 27 iunie 1484, trupele lui Baiazid au traversat Dunărea la Isaccea pe 6 iulie. După lupte grele, la 14 iulie pârcălabul a predat cetatea Chilia pe mâna otomanilor. Sultanul s-a îndreptat apoi spre Cetatea Albă, pe care a ocupat-o cu succes la 5 august 1484. Ștefan și-a recuperat cetățile cu ajutorul polonezilor. A trebuit să presteze în tabăra militară de la Colomeea, omagiul vasalic, în septembrie 1485, pentru a-l convige pe regele Cazimir să se alăture cruciadei. Dar polonezii nu s-au ținut de cuvânt, sprijinindu-l doar cu un corp de 3000 de ostași. 
Ștefan a fost nevoit să inițieze tratative cu otomanii. S-a obligat să plătească din 1486-1489 un tribut anual de 4000 de galbeni Porții. Pe fiul său Alexandru, ca garanție, l-a trimis ca ostatic la Constantinopol. 
Apoi, noul rege polonez, Ioan Albert, în 1492, a vrut să-l înlăture de la tron, propunându-l pe fratele său mai mic, Sigismund. 
În august 1497, Ioan Albert a traversat Prutul în fruntea unei armate de 80 000 de oameni spre Suceava. Dar au fost înconjurați de trupele moldovene și de corpurile de oaste de la voievodul Transilvaniei și de la domnitorul Țării Românești. 
La 19 octombrie, armata poloneză a ridicat asediul și s-a retras. A fost însă nimicită la Bătălia de la Codrii Cosminului. Polonezii au fost nevoiți să inițieze noi tratative, mijlocite de diplomații unguri. Tratatul de pace a fost semnat la Hîrlău, la 12 iulie 1499. 
Ștefan, bătrân și bolnav de gută, în urma rănii de la picior din primul asediu al cetății Chilia în 1462, a trimis după medici europeni. Nu a încetat să gândească la o amplă coaliție antiotomană. A murit la 2 iulie 1504, înmormântat la Mănăstirea Putna.

## Transilvania
Ca parte a regatului maghiar, Transilvania a fost administrată de un guvernator regal sau voievod. Voievodul deținea atribuțiuni militare, administrative și juridice. Coroana maghiară însă a permis exercitarea numai celor administrative și militare, celelalte fiind încredințate comiților săsesc și secuiesc. 
Voievodul era sprijinit de   Dieta Transilvaniei, la care participau boierii români, alături de nobilii maghiari, sași și secui. Din secolul XIV, românii au fost înlăturați din Dietă. Unitățile administrative ale românilor din Transilvania purtau denumirea de districte-cele ale sașilor și secuilor se numeau scaune, conduse de un jude regal. Au existat tentative de afirmare a autonomiei și independenței Transilvaniei în timpul domnitorilor Roland Borșa și Ladislau Kan II. Unii voievozi au încercat să formeze dinastii, precum cei din familia Lackfi, în secolul XIV, sau cei fin familia Csaki, din secolul XV. Iar voievodul Ladislau Losonci a participat la o coaliție balcanică împotriva Ungariei. După 1541, de la destrămarea regatului Ungariei, principii Transilvaniei au fost aleși de diete. După alegere, principele trebuia să fie confirmat de sultan, căci Transilvania deținea același statut că Moldova și Transilvania. 

### Ioan de Hunedoara

Ioan de Hunedoara

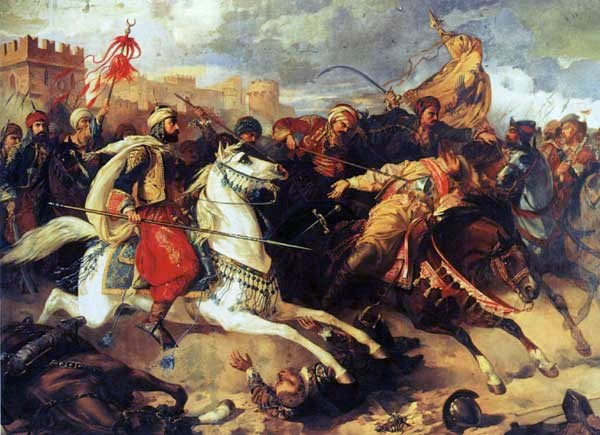
Bătălia de la Varna

Fiul cneazului Voicu din Țara Hațegului, înnobilat de regele Sigismund de Luxemburg, primind și Castelul Hunedoarei, Ioan a fost format la curtea regală maghiară, urmând noile condiții determinate de creșterea amenințării otomane. A fost numit ban de Severin în 1438 de către regele Albert al II-lea. După moartea acestuia, Ioan a susținut candidatura la tronul Ungariei a regelui polonez, Vladislav al III-lea al Poloniei, încoronat sub numele de Vladislav I în 1440.
A primit titlul de voievod al Transilvaniei. Ioan i-a înscăunat pe Basarab al II-lea pe tronul Țării Românești în 1442 și pe Petru al III-lea în Moldova, în 1448. Rolul de purtător al stindardului antiotoman la Dunărea de Jos a fost asumat de acesta. Din anii 1440-1441, sultanul Murad al II-lea a declanșat acțiuni militare în zonă, cu scopul cuceririi Belgradului. În primăvară anului 1442, convins că se bucură de condiții prielnice, a organizat, sub conducerea beiului de Vidin, o puternică campanie în Transilvania. După un prim succes, trupele otomane au fost zdrobite la Sibiu pe 22 martie 1442.
În 1443, voievodul a adoptat o tactică ofensivă, ce a dus oastea creștină până dincolo de Sofia, în inima Balcanilor, obținând șase victorii asupra otomanilor. Venirea iernii i-a împiedicat pe Ioan și pe regele maghiar să continue înaintarea spre Adrianopol, luând decizia de a se întoarce la Buda.
După expediția din 1444, care s-a încheiat cu eșec, în 1448, a început o nouă campanie. În Bătălia de la Kosovo Polje (1448), așteptând ajutorul albanezului Gerge Kastrioti Skanderbeg, a cunoscut înfrângerea. Ioan a fost capturat de despotul Serbiei, Gheorghe Brancovici al Serbiei, și închis la cetatea de la Semendria, de unde a fost răscumpărat cu bani grei, după câteva luni. 

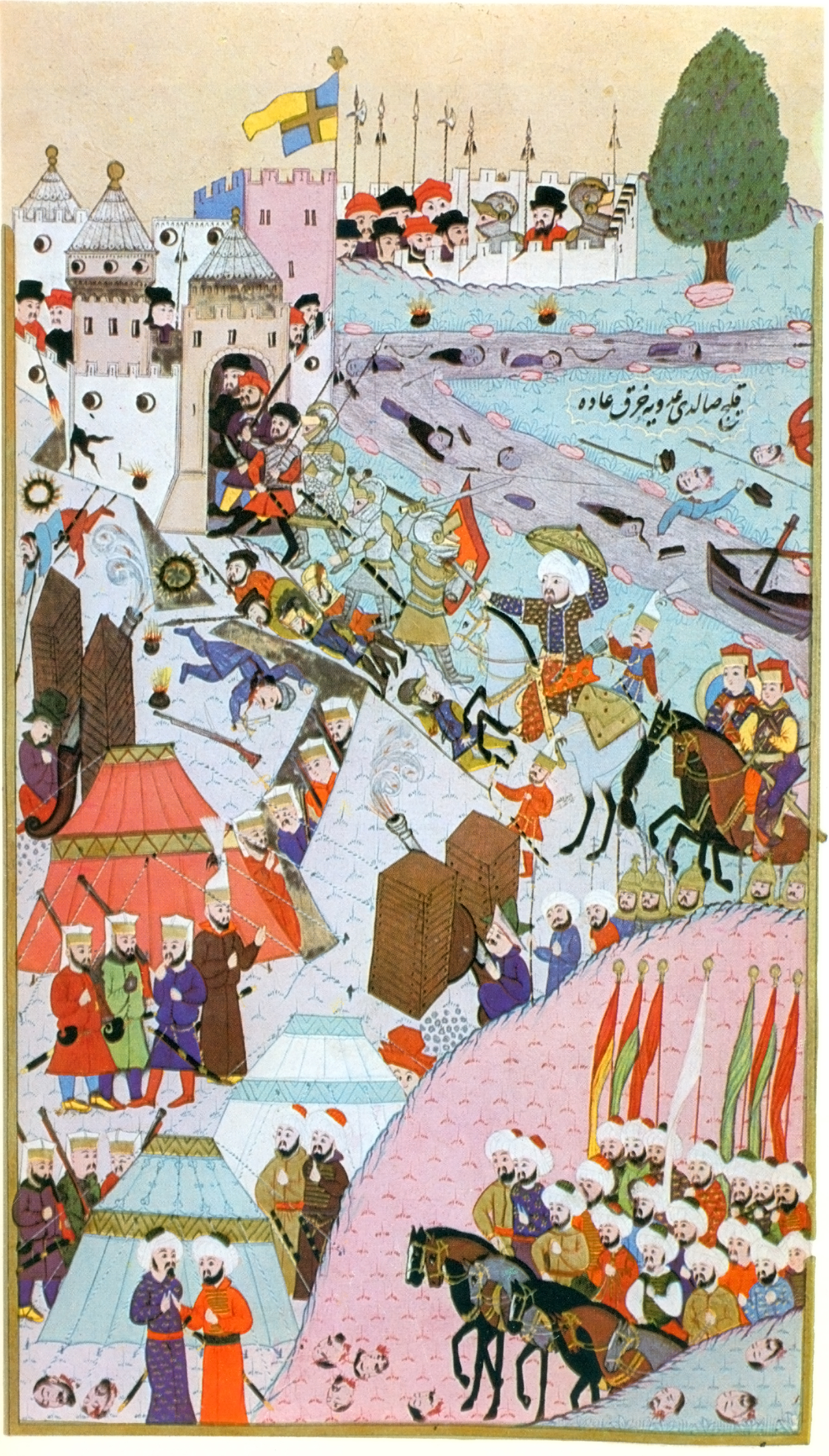
Asediul Belgradului

Ultimul război purtat de Ioan împotriva otomanilor s-a dat la Asediul Belgradului în 1456. În fruntea unei armate uriașe, de 200 000 de oameni, 300 de tunuri și 200 de vase, sultanul Mahomed al II-lea a dorit să extinsă imperiul, cucerind cetatea de graniță a Belgradului. 
Asediul a început pe 22 iulie, când turcii au intrat în oraș. Bine întărit, Belgradul a rezistat și otomanii s-au retras. Comandând un contraatac spontan, Ioan a învăluit tabăra turcească și și-a condus oștenii la victorie. Mehmed a fost rănit și abia a putut scăpa cu viață de la locul dezastrului. 
Vestea a făcut înconjurul lumii. În scrisoarea adresată episcopului Burgundiei, din 14 august 1456, Papa Calixt al III-lea a considerat că bătălia de la Belgrad a decis soarta lumii creștine. Ioan a fost numit „atletul cel mai puternic, unic, al lui Cristos”". În semn de bucurie și recunoștință, papa a cerut că fiecare biserica creștină, că de acum înainte, să se tragă clopotele la prânz, zilnic. 
După victorie însă, a izbucnit o epidemie de ciumă. Ioan i-a căzut victima, murind la 11 august 1456, la Zemun, în fața Belgradului eliberat de el. A fost înmormântat în Catedrala Sfântul Mihail din Alba Iulia. 
În epitaful alcătuit de călugărul și teologul franciscan Ioan de Capistrano, cel care avea să fie și el răpus de ciumă, i-a adus cinstirea maximă: „A căzut coroana regatului. S-a stins lumina lumii!”

## Relațiile cu Poarta Otomană

### Țările Române

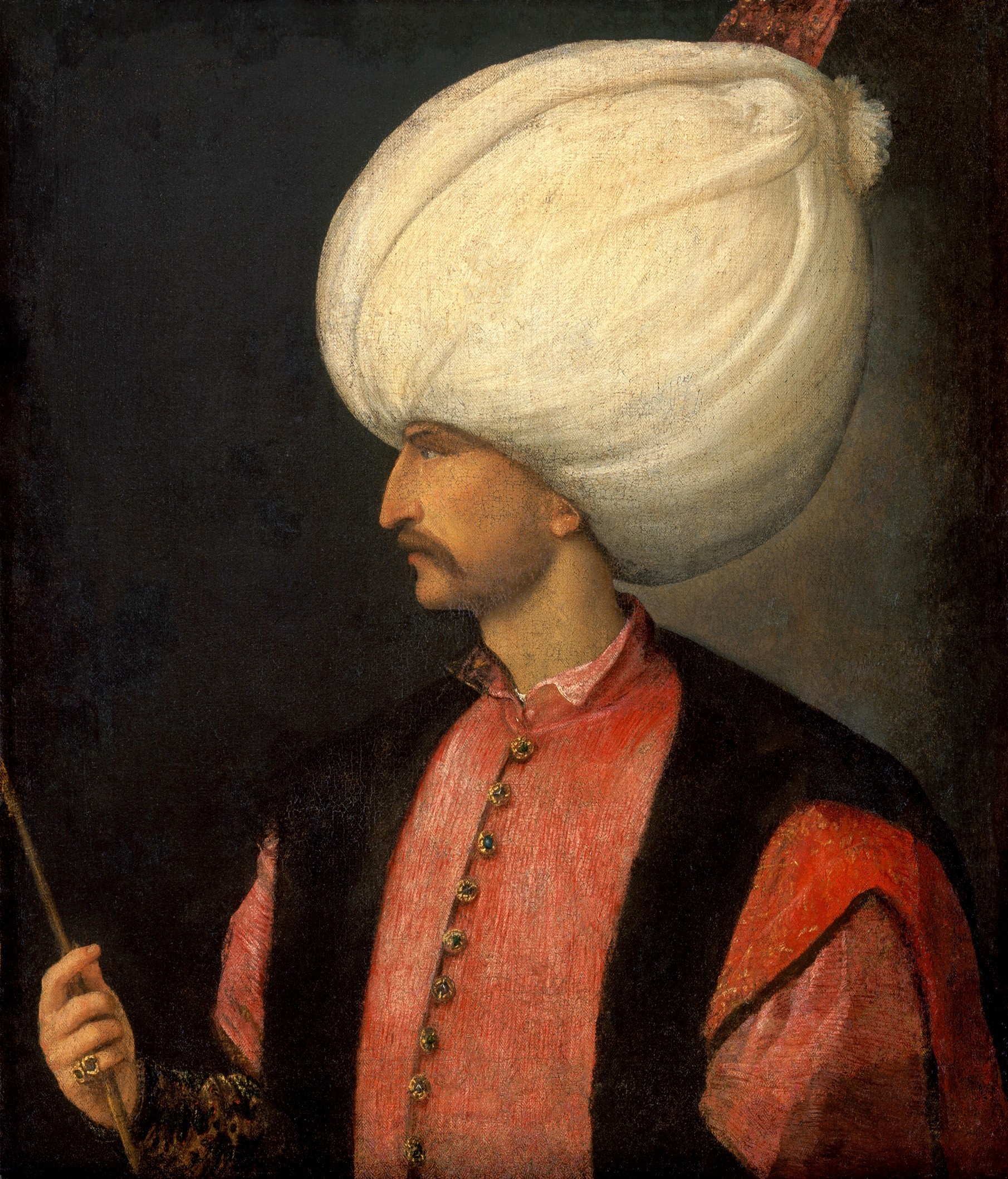
Soliman I

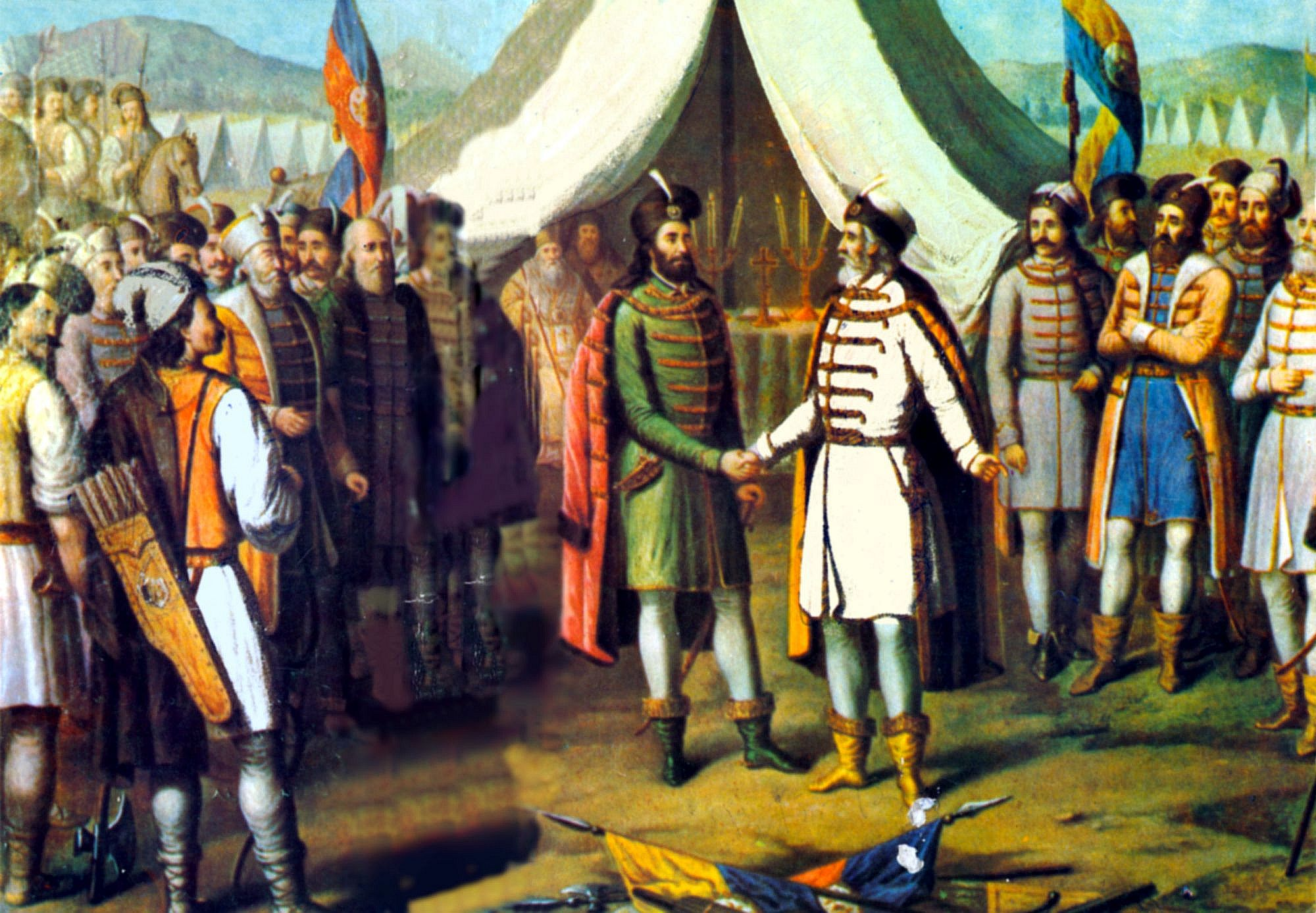
Bogdan al III-lea și Radu cel Mare

După Bătălia de la Mohács (1526), Regatul Ungariei a fost destrămat. S-a produs un dezechilibru ce asigura statutul politic al Țării Românești pe plan internațional. Conflictul de interese dintre Ungaria și Imperiul Otoman asigura domnitorilor posibilitatea de oscilare și oportunism politic. Însă, între 1526 și 1538 , otomanii au impus un nou regim în Țările Române. Politică externă era în conformitate cu directivele otomane. Unii domnitori au optat însă pentru alianțe cu puterile creștine și s-au raliat frontului antiotoman.
În Ungaria, după moartea regelui maghiar în Bătălia de la Mohacs, a izbucnit problema succesiuni pentru tron, astfel, au intrat în dispută doi pretendenți, Ioan I Zápolya, voievodul Transilvaniei și Ferdinand I al Sfântului Imperiu Roman, duce de Austria și ulterior împărat româno-german. A urmat un război civil în care s-au implicat și forțe externe. Ioan Zapolya a fost sprijinit de otomani. Domnitorii care au acordat sprijin celuilalt pretendent au fost maziliți. Radu de la Afumați, deși a acceptat să se închine sultanului la sfatul boierilor, l-a sprijinit pe Ferdinand de Habsburg. Astfel, boierii au complotat și l-au ucis în 1529.
Petru Rareș, domnitorul moldovean, s-a implicat și el, inițial de partea lui Ferdinand, apoi de partea lui Zapolya. A fost astfel recunoscut că senior feudal peste Ciceu și Cetatea de Baltă și a primit orașele Bistrița și Rodna. A trimis o oaste în Transilvania, învingând armata lui Ferdinand la Feldioara. 
A revendicat Pocutia de la polonezi, însă a fost înfrânt la Obertyn în 1531. S-a implicat în asasinarea lui Aloisio Gritti, om de încredere al sultanului în Ungaria și Transilvania și a încheiat un tratat cu Ferdinand în 1535. Neavând sprijin extern sau inter, în 1538, sultanul Soliman Magnificul a intervenit în Moldova. Domnitorul s-a refugiat în Transilvania, iar sultanul a impus un domnitor fidel otomanilor, înăsprind regimul. Petru Rareș a reușit să obțină scaunul de la sultan după manevre diplomatice. 
După ce habsburgii au intervenit în Transilvania între 1551-1556, trupele românești au fost trimise împreună cu armata turcească peste munți pentru a-l sprijini pe Ioan Zapolya. Trupele domnitorului au trebuit să asigure și escortă reginei Isabela și regelui maghiar Ioan Sigismund Zápolya la revenirea în Polonia și la reînscăunarea în fruntea principatului Transilvaniei. 
Tributul  a fost mărit încă din timpul domniei lui Radu de la Afumați în Țara Românească și din timpul domniei lui Bogdan III în Moldova. Sultanii turci își impuneau favoriții pe tronul Țărilor Române. Puteau fi schimbați după ce intrau într-o alianța antiotomană sau dacă dădeau semne de nesupunere față de sultan. Mulți pretendenți sau dregători turci își cumpărau tronul domnesc pe sume mari de bani.Domnitorii aveau gărzi personale de ieniceri, iar teritoriile române au fost desprinse și administrate direct de turci, ca regiunea Brăilei sau Tighinei, sau de tătari în sudul Basarabiei. Turcii au impus monopolul în achiziționarea de produse.

#### Țară Românească

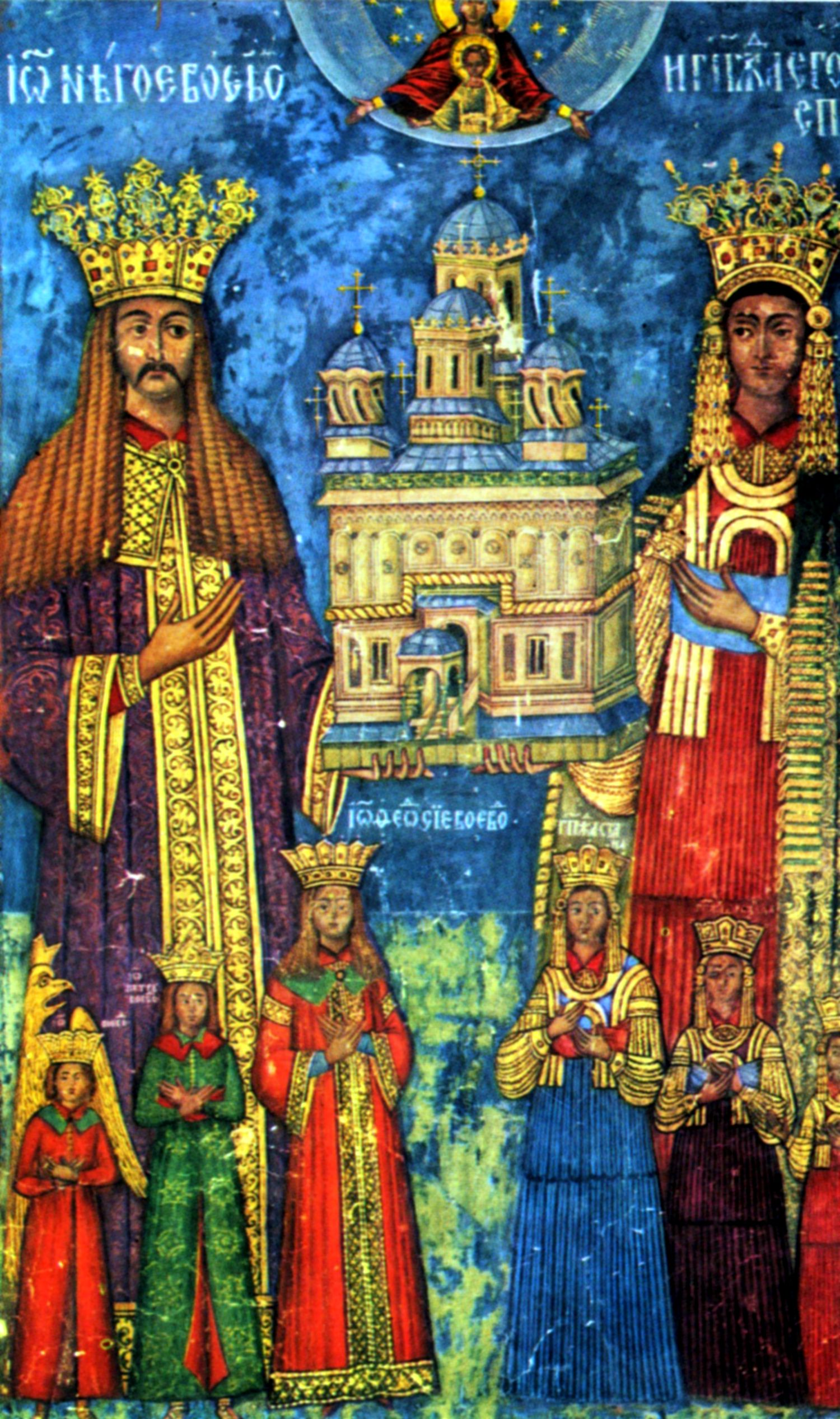
Neagoe Basarab

După domnia lui Vlad Țepeș și a lui Radu cel Mare, au urmat o serie de domnitori nesemnificativi, urmând o perioada tulbure.  
Neagoe Basarab, impus de turci, a încercat să stabilească relații diplomatice cu Veneția și Roma, și chiar să medieze conflictul dintre creștinii ortodocși și catolici. Continuă viziunea și obiectivele politice inițiate de Ștefan cel Mare și încearcă să realizeze o coaliție a statelor răsăritene împotriva expansiunii turcești. A încurajat dezvoltarea comerțului și meșteșugurilor, iar pe plan diplomatic a încercat să mențină relații de prietenie cu Ungaria.În timpul domniei sale a fost construită Mănăstirea Curtea de Argeș, în jurul căreia s-a născut legendă Meșterului Manole. După moartea sa din 1521, s-a declanșat anarhia, urmând lupte pentru tronul țării dintre Radu de la Afumați, Teodosie, Vladislav al III-lea și Radu Bădica. Țară Românească a traversat astfel o o epoca de frământări.
Moise Vodă s-a implicat în conflictul din Transilvania dintre Ferdinand și Szapolyai. A fost urmat de Vlad Înecatul ce s-a confruntat cu boierimea după ce a confiscat moșiile Craiovestilor. Vlad Vintilă a pierdut tronul după ce l-a obținut sprijin de la Craiovești. În timpul domniei lui Radu Paisie, Brăila a fost ocupată de turci. 
Mircea Ciobanul, care a întreținut relații bune cu turcii, a fost înlăturat de Radu Ilie Haidăul cu sprijinul lui Castaldo. Pătrașcu cel Bun, sprijinit de Alexandru Lăpușneanu, la ordinul sultanului, a intrat cu armata în Transilvania și l-a restabilit la conducere pe Szapolyai. 
Petru cel Tânăr a învins facțiunile boierești cu sprijinul turcilor, însă fiind tânăr, țară era condusă de mama sa. Ulterior a fost închis de turci. Alexandru al II-lea Mircea s-a confruntat și el cu boierimea și a dus o politică fiscală complicată. 
Un alt domnitor, Mihnea Turcitul a domnit sub supravegherea mamei sale și a înăbușit revoltele boierimii. Petru Cercel a mutat capitala Țării Românești la Târgoviște. Fiindcă avea datorii de pe urmă împrumuturilor pentru a obține tronul, a mărit birurile și taxele. A fost mazilit de turci.

#### Moldova
Bogdan al III-lea, fiul lui Ștefan cel Mare, a dus războaie cu polonezii. 
Ștefăniță a încheiat tratat cu polonezii, i-a învins pe mongoli la Ciuhru și a atacat un corp de oaste turcească la întoarcere din Polonia. S-a confruntat și cu boierii și a căzut victimă. 

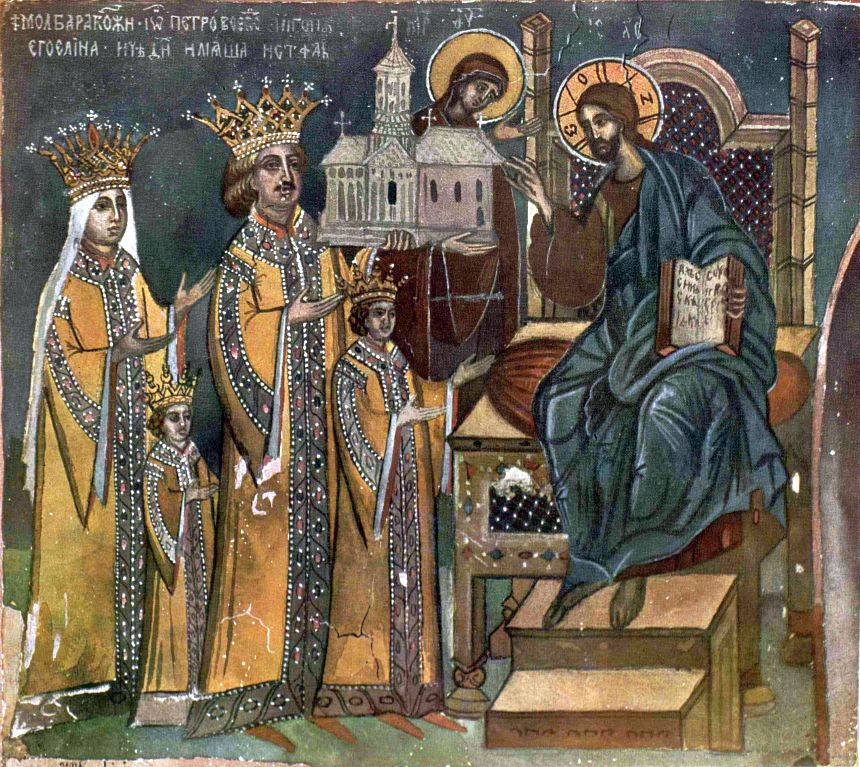
Petru Rareș

Petru Rareș, un alt fiu a lui Ștefan cel Mare, l-a sprijinit pe Scapolyai în Transilvania, s-a luptat cu polonezii pentru Pocuția și a dus o politică antiotomană. 
Ștefan Lăcustă a fost sprijinit de turci pentru a obține tronul și le oferă Tighina. A fost asasinat de boieri. Alexandru Cornea a avut relații bune cu habsburgii și a atacat garnizoanele turcești de la Chilia, Cetatea Albă și Tighina. Petru Rareș, sprijinit de turci, a obținut tronul pentru a două oară învingându-l pe Alexandru Cornea la Galați. A urmat după moartea sa un lung declin pentru Moldova. 
Iliaș Rareș a reînnoit tratatul de alianța cu Sigismund I al Poloniei și a renunțat la Pocutia. A întreprins o expediție în Transilvania cu sprijin turcesc. A refuzat să mărească tributul și a renunțat la domnie, covertindu-se la islam și devenind pașă de Silistra. 
Ștefan Rareș a persecutat armenii și l-a sprijinit inițial pe Ferdinand, însă a trecut de partea turcilor. A fost asasinat de boieri, din ordinul lui Castaldo. 
Alexandru Lăpușneanu, fiul lui Bogdan al III-lea, a obținut tronul cu sprijinul Poloniei. L-a îndepărtat pe pretendentul la tron, Joldea și a intrat cu turcii în Transilvania, sprijinindu-l pe Szapolyai. A prădat Țara Bârsei pentru că nu a obținut răsplata cuvenită. În a două domnie s-a confruntat cu boierii. 
Despot Vodă a promovat protestantismul, a înființat școală de la Cotnar și i-a marginalizat pe boieri, de pe urmă căreia a pierdut tronul în timpul unei revolte 
Ștefan Tomșa a fost ales de boierii răsculați, îl ucide pe Iacob Heraclid și a prădat Pocutia. Fiind alungat de Alexandru Lăpușneanu și de turci, s-a refugiat în Polonia, unde a fost decapitat de polonezi. 
Bogdan Lăpușneanu a încheiat tratate de supunere cu polonezii. Ioan Vodă cel Viteaz s-a confruntat cu boierimea. Aliat cu cazacii zaporojeni, îi învinge pe turci la Jiliștea. Este ucis de turci în luptele ulterioare. 
Iancu Sasul a dus o politică fiscală grea, lapusnenii revoltandu-se. Este ulterior ucis la Liov în 1582. 

### Transilvania

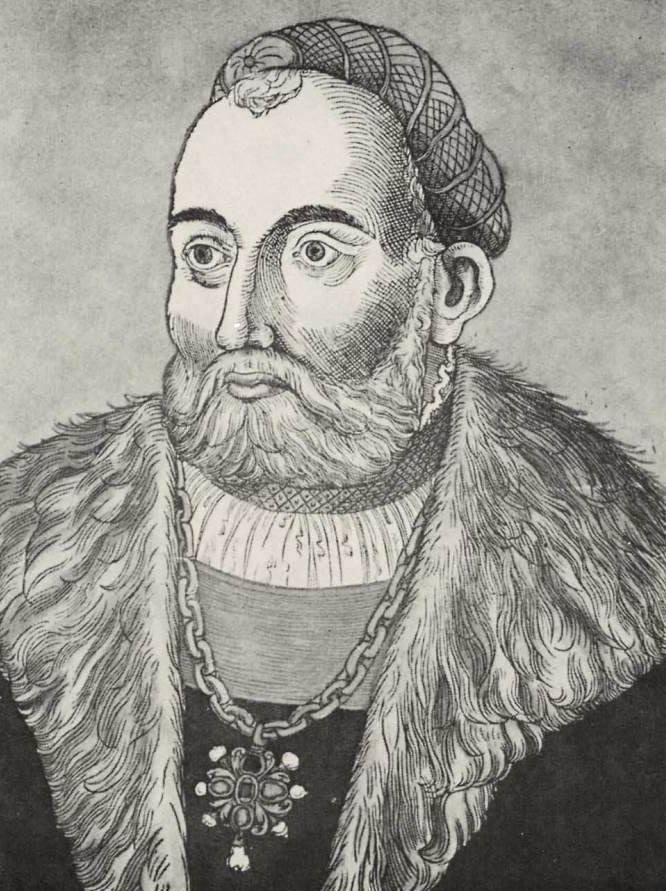
Ioan I Zápolya

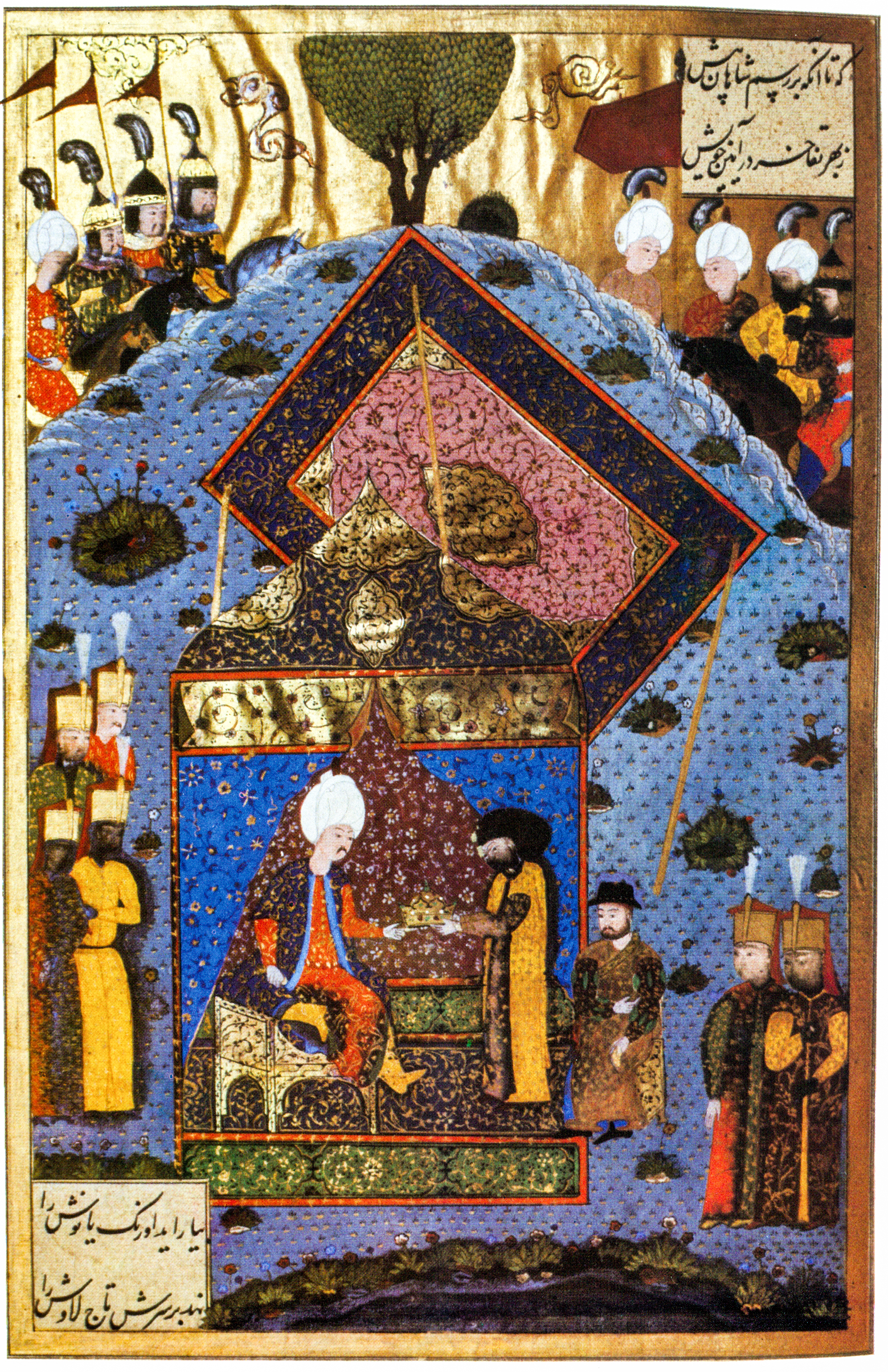
Soliman Magnificul oferindu-i coroana Ungariei lui Ioan I Zápolya

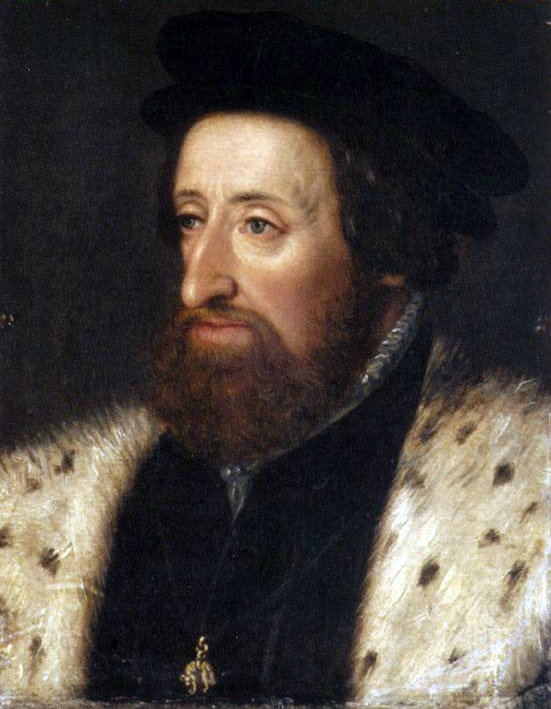
Ferdinand I de Habsburg

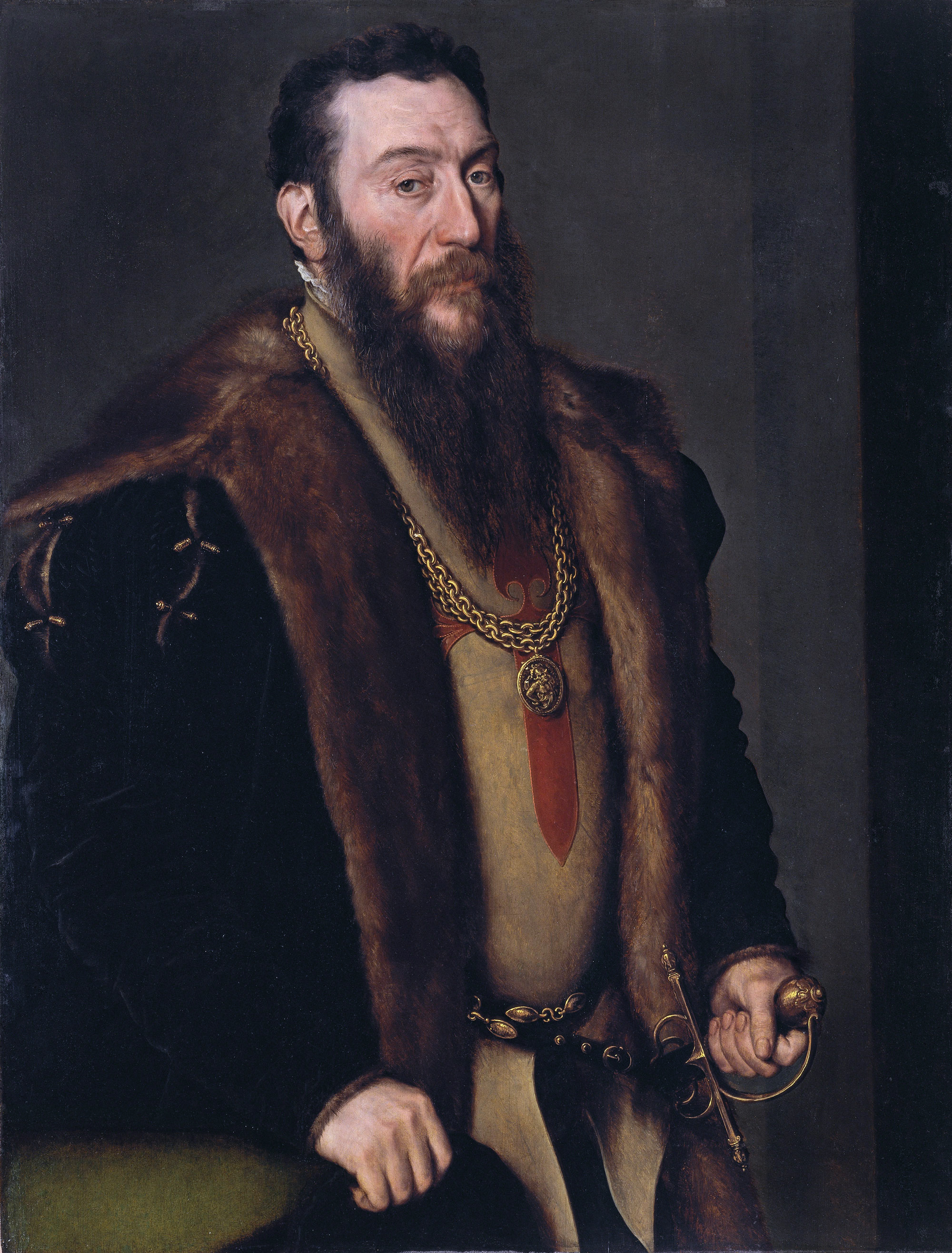
Giovanni Battista di Castaldo

După ce turcii au cucerit Belgradul în 1521, aceștia aveau o largă deschidere spre Europa. După Bătălia de la Mohacs din 1526, Ungaria nu a fost transofrmata în pașalâc, ci într-un stat supus suzeranității otomane. Ambii pretendenți, Ioan Zapolya și Ferdinand de Habsburg au fost încoronați ca regi ai Ungariei, desfășurându-se un război civil. Ioan Zapolya s-a impus cu ajutorul nobilimii, turcilor și al lui Petru Rareș. A făcut un act de supunere solemnă față de sultan. Ungaria plătea tribut anual, iar politică externă era în conformitate cu Poarta. În 1538, Ioan Zapolya și Ferdinand de Habsburg au încheiat pacea la Oradea.
În Transilvania, nobilii, în frunte cu Ștefan Mailat, voievodul Transilvaniei, au încheiat un acord secret că să-și impună voință la alegerea regelui după moartea lui Ioan Zapolya. Ștefan Mailat dorea să separe Transilvania de Ungaria, că să plătească tribut turcilor, la fel că și țările române. După ce s-a descoperit complotul, Ioan Zapolya a intervenit să-i pedepsească pe complotiști în Transilvania, dar a murit în timpul campaniei, la Mediaș. 
O parte din nobili au trecut în tabăra lui Ferdinand. Dar episcopul din Oradea, Martinuzzi, a convocat o dietă, alegându-l ca rege al Ungariei pe fiul lui Ioan Zapolya, un prunc de câteva luni. Au urmat lupte între cele două tabere. În 1541, sultanul Soliman Magnificul a intervenit direct în problema succesiunii pe tronul Ungariei, i-a arestat pe fruntașii nobilimii la Buda și a impus divizarea Ungariei în patru părți. Transilvania și câteva comitate din estul Tisei, inclusiv cetățile Oradea și Casovia au rămas sub stăpânirea lui Ioan Sigismund II Zapolya. Banatul a fost oferit unui nobil maghiar, Petru Petrovici, centrul și sudul Ungariei transofrmate în pașalâc turcesc, iar restul Ungariei, partea de nord, a rămas sub stăpânirea habsburgilor. 
Episcopul Gheorghe Martinuzzi s-a impus ca stăpân absolut în Transilvania după ce Ștefan Mailat a fost luat prizonier de turci. Dieta Transilvaniei s-a reunit la Târgu Mureș la 20 ianuarie 1542 și l-a recunoscut pe episcop că guvernator. În martie 1542 o altă Dietă ardeleană a fost întrunită la Turda și au invitat-o pe regina-mamă Isabela, văduva lui Ioan Zapolya, să vină în Transilvania cu copilul ei, Ioan II Sigismund. Familia regală s-a stabilit la Alba Iulia, devenind capitala Transilvaniei. 
Ferdinand de Habsburg a încercat să reocupe Ungaria, inclusiv Transilvania, prin campani militare, sau prin tratative, și cu sprijinul lui Carol Quintul, care se afla în război cu Franța, aliată cu Imperiul Otoman. Dar între 1543-1544 turcii au ocupat cetăți din Ungaria, iar în 1545, habsburgii au semnat armistițiul cu turcii, recunoscând statu-quo-ul. Poziția habsburgilor a fost întărită în Europa, iar Martinuzzi, ca stăpân al Transilvaniei, a inițiat tratative cu habsburgii, propunându-i reginei mama Isabela să renunțe la coroana, încheind în 1549 un tratat. Transilvania a fost cedată habsburgilor, Martinuzzi era recunoscut ca voievod, iar regina Isabela și fiul ei au primit un domeniu în Silezia. Regina a denunțat tratatul după câteva luni și a urmat un alt război civil, câștigat de Martinuzzi. 
În 1551 o armata habsburgică condusă de generalul Castaldo a intrat în Transilvania. Regina a abdicat în favoarea lui Ferdinand, iar dietă întrunită în iulie l-a recunoscut pe Ferdinand ca stăpân. 
Sultanul, provocat, a trimis o armata turcească să readucă țară sub ascultarea Porții. Au ocupat regiunea Banatului până la Lipova. Dar distrași de războiul cu Persia, s-au retras din Transilvania. S-au format două partide, una formată din sași îi sprijinea pe habsburg, cealaltă formată din nobili doreau revenirea reginei Isabela. A urmat o altă lupta pentru Transilvania, iar habsburgii erau dispuși să plătească tribut anual pentru Transilvania. Turcii au refuzat. Reîntors din Persia, sultanul a ordonat domnitorilor Țării Române să între în Transilvania cu armatele otomane și să-i alunge pe austrieci. Ardelenii, reuniți în dietă la Sebeșul Săsesc, au prestat jurământul de credință față de Ioan II Sigismund Zapolya și reginei Isabela. Habsburgii au pierdut bătălia și teritoriile și cetățile din Ungaria. 
Ioan II Sigismund Zapolya a devenit regele Ungariei, cuprinzând Transilvania, Oradea și comitatele nordice din Tisa Superioară. 
Nobilii nu puteau să se supună austriecilor, determinați de reformele administrative tipic germane și au preferat stăpânirea otomană decât să plătească tribut.
Între timp, generalul Giovanni Battista Castaldo, comandatul austriac din Transilvania, cunoscând istoria Daciei și cuceririi române, a formulat ideea unirii Transilvaniei cu Țările Române într-un nou regat al Daciei, supus casei de Habsburg. Ar fi fost conceput ca o forță care să se opună turcilor în centrul Europei. Proiectul nu este aplicat pentru ca în 1556 austriecii părăsesc Transilvania. 
Ioan Sigismund Zapoya  a mai încercat sa aplice proiectul , dar este refuzat. Prima unire este efectuata de Sigismund Báthory, fiind în fruntea  Transilvaniei din 1591. István Jósika a devenit  cancelar al Transilvaniei ce îl va influența pe  Sigismund. În 1593 apare Liga Sfântă la care vor adera Transilvania și Țările Române.

## Campaniile lui Mihai Viteazul

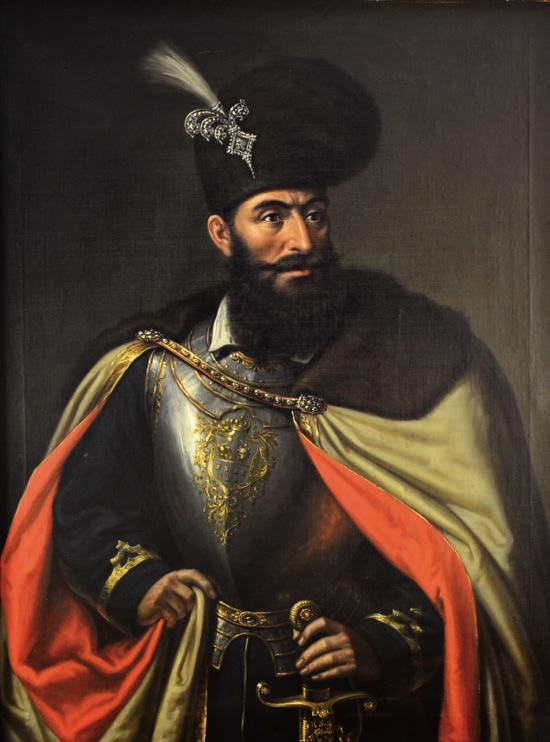
Mihai Viteazul

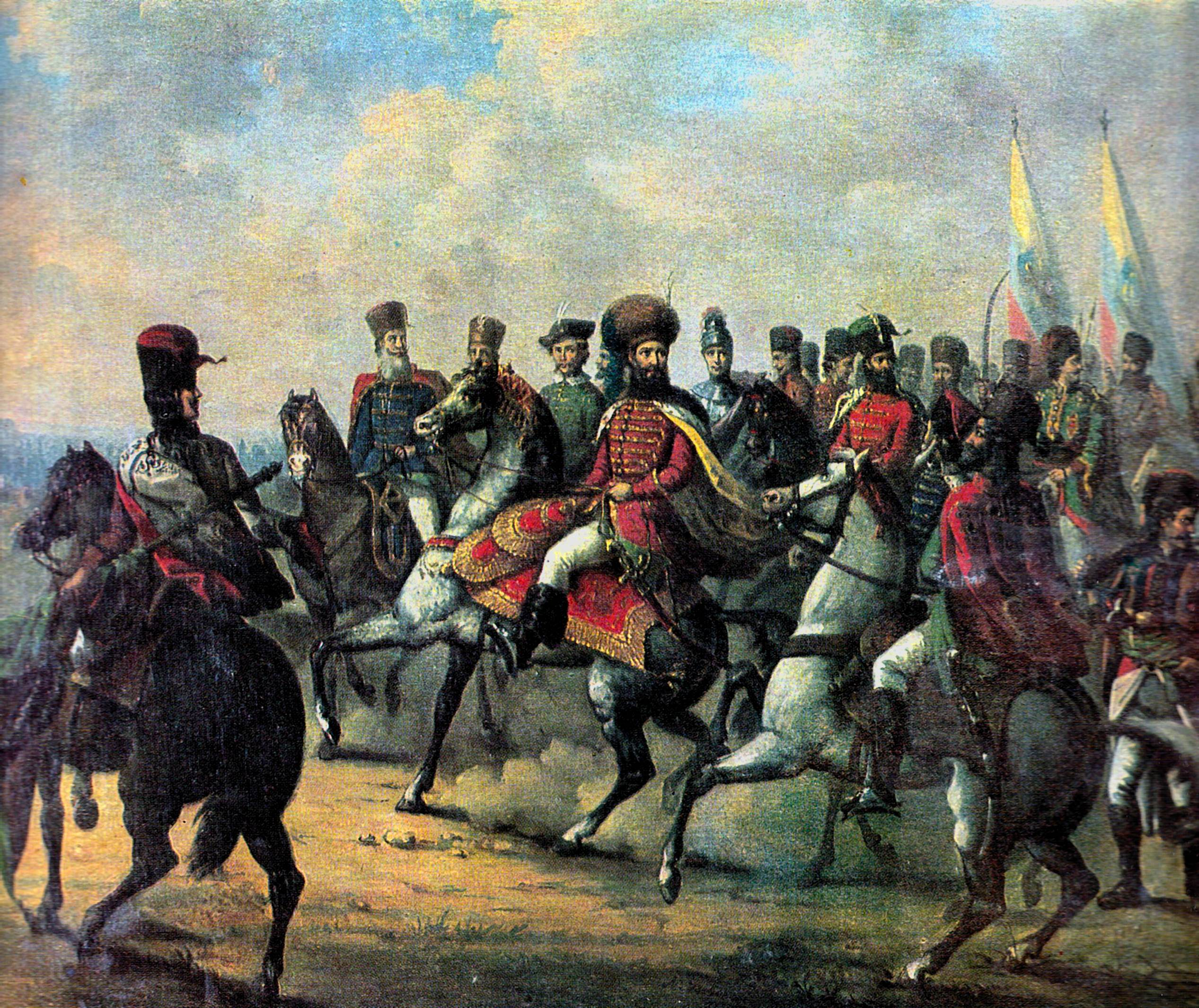
Mihai Viteazu la Călugăreni - de Nicolae Grigorescu

La sfârșitul secolului XVI, scena politică europeană era dominată de Imperiul Otoman absolutist și centralizat, și de Sfântul Imperiu Roman, divizat și subminat de contradicții interne. Habsburgii în plină structurare doreau Europa centrală, iar Rusia să se afirme.
În Țările Române, boierii erau nemulțumiți din cauza prezenței a boierilor greci care obțineau poziții cheie în instituții. A apărut astfel o boierime ostilă, care îl va susține pe noul domnitor, Mihai Viteazul. Tânăr negustor de vite și giuvaiericale, a urcat în ierarhie, devenind în 1588 ban mic de Mehedinți, și apoi stolnic. În timpul domnitorului Ștefan Surdul a devenit postelnic în 1591 și mare aga în 1592. În 1593, un document arată că domnitorul Alexandru cel Rău i-a oferit funcția de mare ban de Craiova.
După un complot ontern și o plângere împotriva domnitorului Alexandru înaintată de Poartă, în vara 1593, Mihai a urcat la tronul Țării Românești. Patriarhul de Constantinopol, Sigismund Bathory și alți străini l-au susținut. Au fost scoase sume importante de bani din visteria personală și din imprimuturi, creditorii urmându-l în Muntenia, pentru a-și recupera sumele investite. 
După ce a fost numit, a ajuns la București în toamna 1593, după ce a trecut pe la Adrianopol. 
Pe plan intern, situația din Muntenia s-a agravat. Locuitorii plăteau bir și alte taxe pentru poclon și curama-cotizație, pentru cornăritul oilor și al boilor, pentru cable și chile-proviziile de grâu, orz ale armatei. În 1593, haraciul a fost crescut la 155 000 de galbeni.Otomanii s-au așezat apoi la nord de Dunăre.
Pe plan extern, Papa Clement al VIII-lea a relansat o nouă alianța antiotomană din care făceau parte Țară Românească, Statul Papal, ducatele italiene de Ferrara, Mantova, Toscana, Spania lui Filip al II-lea al Spaniei și Imperiul Romano-German, izbucnind  Războiul cel Lung. 
După tratative, Sigismund Bathory a ajuns la un acord cu împăratul romano-german, Rudolf al II-lea al Sfântului Imperiu Roman, iar Aron Vodă, domnitorul Moldovei, a încheiat și el o alianța ce statua o colaborare militară împotriva turcilor. Mihai și-a trimis omul de nădejde, Radu Buzescu, la curțile celor doi, în Transilvania, și în Moldova, cu demersuri în urmă cărora cei trei stăpânitori au decis că în 1594 să fie nedespărțiți uii de alții. Ca principe al Daciei, în fruntea alianței se află Sigismund Báthory.
În 1594 a izbucnit revolte cele două țări românești. Creditorii levantini au fost uciși, garnizoană otomană a Bucureștiului și cea de pe Dunăre au fost nimicite. S-au purtat lupte la Giurgiu, Silistra, Târgul de Floci și Hârșova. La Instanbul, sultanul, mâniat, a decis sschimbarea domnitorilor, pe Bogdan în Țara Românească, și pe Ștefan Surdul în Moldova. 
Pentru a-i susține la tron, au fost trimise două armate, fiind chemați și tătarii. Au urmat o serie de victorii la Putineiu, Stănești și Serpatesti, cetatea Rusciuk fiind incendiată.
La 20 mai 1595, conștient că nu va face față atacului de unul singur în față atacului, a semnat la Alba Iulia  un tratat cu Sigismund, însoțit de delegație formată de mitropolitul Eftimie, episcopii de Buzău și de Râmnic și 12 boieri. Conform documentului, Mihai era numit voievod țării noastre transalpine, subordonat a lui Sigismund și locțiitorul acestuia la București. I-au fost retrase prerogativele domnești, țara fiind guvernată de un sfat restrâns format din 12 boieri. Mihai primea sprijin militar împotriva otomanilor și se restabileau vechile hotare ale Țării Românești.
Mihai știa că otomanii nu puteau fi înfrânți la loc deschis, și a ales o poziție în care nu îngăduia o prea mare desfășurare de forțe-pe drumul spre București, lângă văile mlăștinoase, ale Neajlovului și ale Câlniștei, în satul Călugăreni. Mihai Viteazul a avut sub comanda sa cel mult 10.000 de militari și un parc de artilerie compus din 8 tunuri mari de câmp. Cronica oficială vorbește de 6.000 de munteni și 1.000 de unguri.Sinan Pașa avea sub comanda sa 20.000. 

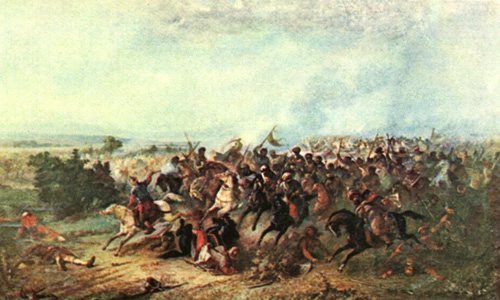
Izgonirea turcilor la Calugareni

Bătălia s-a desfășurat la 23 august 1595. Soldații lui Mihai nu au putut continuă bătălia să-i urmărească pe turci, astfel, domnitorul s-a retras cu armata în munți, așteptând sprijinul lui Sigismund. 
Otomanii au ocupat cetatea Bucureștilor , transformând mănăstirea Radu Vodă într-o moschee și construind în jurul ei o fortificație de pământ. Târgoviște a fost ocupată, iar în mai-august 1595, din Moldova, veneau soldații domnitorului Ștefan Răzvan, iar dinspre Bran veneau trupele lui Sigismund. La 8 octombrie, cetatea Târgoviștei a fost eliberată, iar pe 12 octombrie, Bucureștii. Armata lui Mihai și a lui Bathory s-au unit și s-au îndreptat spre Giurgiu în urmărirea otomanilor. Cu un detașament format din 300 de toscani, specializați în asedii, între 15-20 octombrie, cetatea Giurgiului a fost ocupată, obținând prăzi bogate de război.
Muntenia era însă ruinată. Mihai a depus eforturi de reconstrucție. Nu mai putea continuă la nesfârșit lupta cu otomanii, astfel, a acceptat tratative cu Poartă, încheindu-se pacea, în schimbul acceptării suzeranității otomane și plata tributului, iar sultanul îi recunoștea domnia pe durata vieții. 
Pe 9 iunie 1598, la Mănăstirea Dealu, Mihai a încheiat un tratat cu Casa  de Habsburg. S-a anulat tratatul cu Bahtory. Chiar și înalta Poartă a ripostat, urmând o serie de confruntări armate. În Moldova, Ieremia Movilă s-a aliat cu Polonia, iar în Transilvania, Sigismund i-a oferit domnia vărului sau, Andrei Bathory. 

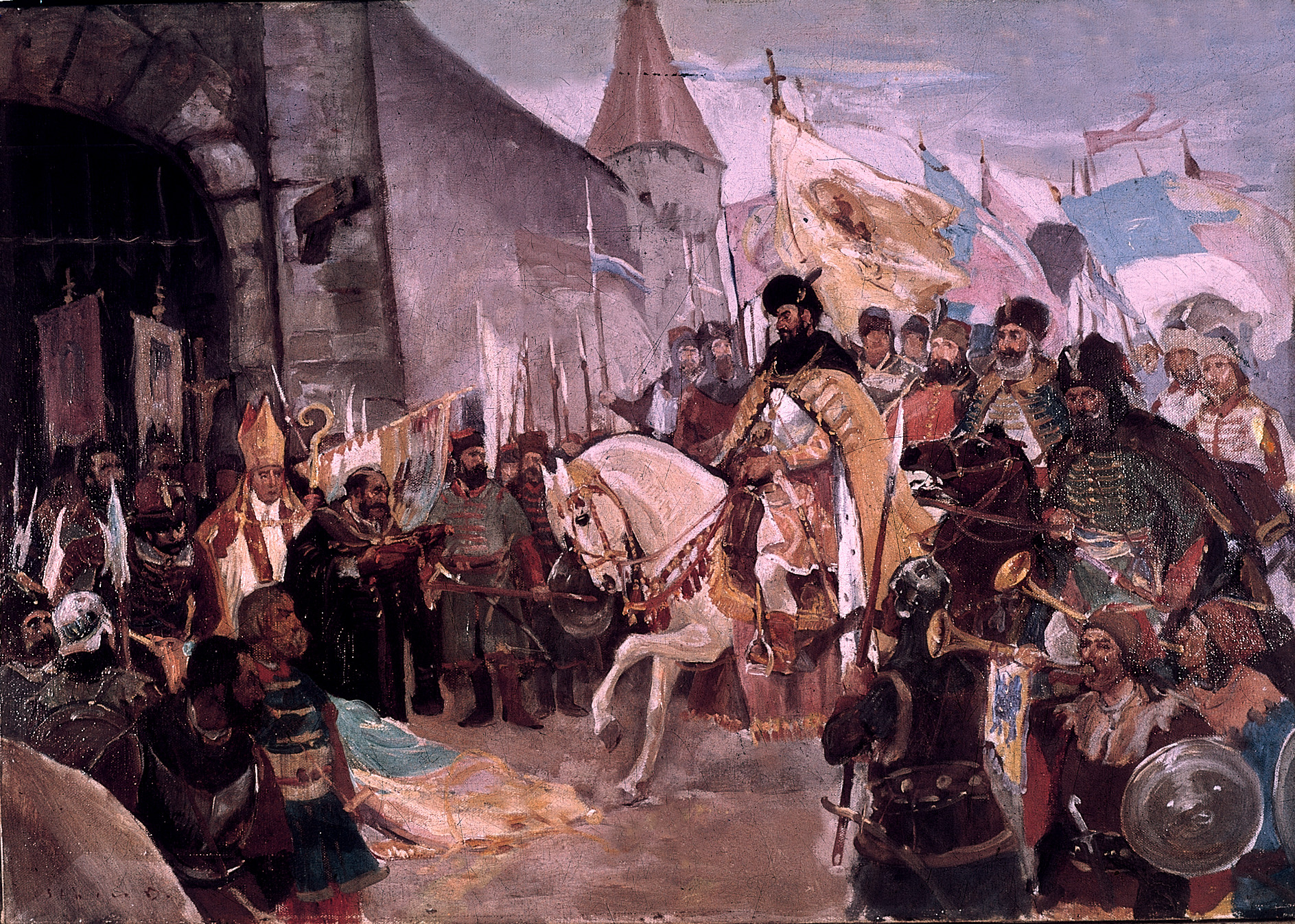
Mihai Viteazul intrand in Alba Iulia

Mihai a trebuit să aplice planul dacic-să cucerească ambele țări române și Transilvania. A primit acordul favorabil de la Rudolf II și astfel, a traversat pasul de la Tabla Buții-valea Buzăului, în Transilvania. A fost primit cu daruri peste tot. La  Șelimbăr, pe 28 octombrie 1599, l-a înfrânt pe Andrei Báthory. La 1 noiembrie, a intrat triumfal cu un alai impresionant, călare pe un cal roib, purtând o tunică și o mantie albă, urmat de slujitori, trâmbițași, lăutari, boieri, căpitani și ostași, cete de secui, în Alba Iulia, primind cheile orașului de la episcopul Napragy. L-a numit mitropolit al Transilvaniei pe Ion de la Prislop. Chiar dacă a fost recunoscut de Dietă doar că guvernator imperial, Mihai a fost conducătorul de facto al Transilvaniei.
În 1600, a cucerit Moldova și l-a alungat pe Ieremia Movilă de la Iași, apoi a primit jurământul de credință al boierilor. S-a realizat o așa zisă "Unire", Mihai pretinzând noi titluri în histrove, ca voievod, domn al Țării Românești, al Ardealului și a Moldovei". 

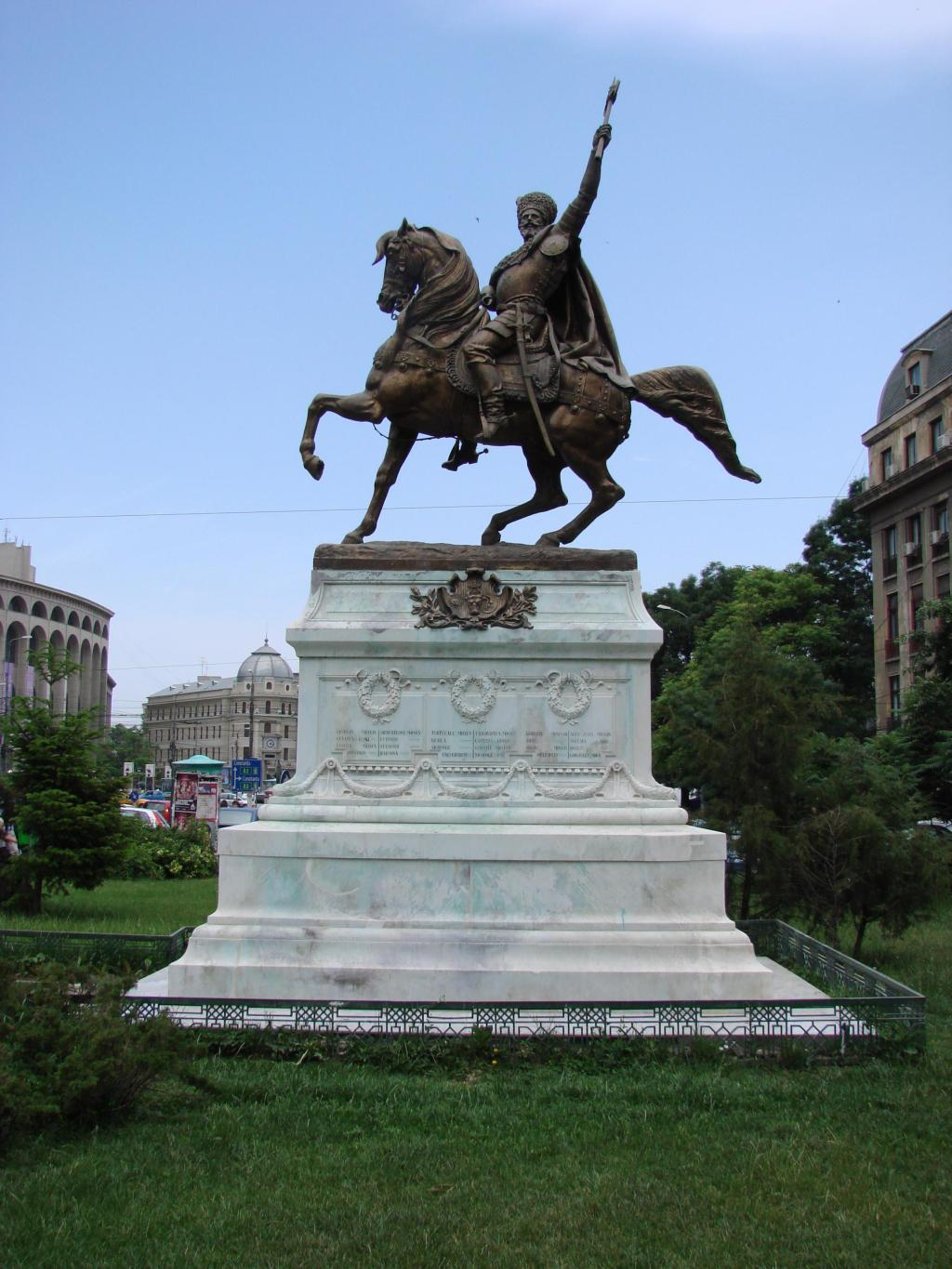
Mihai Viteazul

Contextul internațional era defavorabil. Revoltă nobililor maghiari, sprijiniți de generalul Gheorghe Basta, ce doreau înlăturarea tiranului valah, a culminat cu înfrângerea lui Mihai în Bătălia de la Mirăslău din 28 septembrie 1600. Mihai a pierdut Ardealul, iar Moldova și Țară Româneasă au fost invadate de trupele poloneze ale hatmanului Jan Zamoyski. Movilestii preiau tronul celor două țări române. 
Mihai se auto-exilează. Aflat la curtea de la Praga a lui Rudolf II, obține un posibil sprijin, alături însă de generalul Basta. Mihai a început o campanie de recucerire a teritoriilor românești. La Bătălia de la Guruslău, în valea Zalăului, pe 3 august 1601, îl înfrânge pe Sigismund. Cu ajutorul unor boieri locali, l-a înlăturat pe Simion Movilă de la domnia Țării Române. 
Se pregătea să supună Transilvania. Basta râvnea și el la această poziție. La 9 august 1601, în tabăra de la Turda, din ordinul generalului, un detașament de otomani și valoni l-au arestat. Domnitorul nu s-a supus și a fost ucis și decapitat. Radu Buzescu i-a luat capul și l-a înmormântat la mănăstirea Dealu, ctitoria de lângă Târgoviște.
Războiul cel Lung s-a terminat cu Pacea de la Zsitvatorok (din Slovacia) la 11 noiembrie 1606. Părțile semnatare s-au înțeles să fie 20 de ani de pace între ele. Tratatul a fost semnat de sultanul Ahmed I și Matia arhiduce al Austriei, în ciuda opoziției puternice din partea împăratului Rudolf al II-lea, fratele lui Matthias.

## Monarhia feudală de după Mihai Viteazul
Secolul al XVII-lea reprezintă o perioadă de consolidare a civilizației în Principatele Române, de progrese lente în domeniul economiei și de integrare în spațiul feudalismului european.
Unirea de la 1600, chiar dacă nu a durat, a impus o linie politică de apropiere reciprocă a celor trei provincii, lucru concretizat prin diverse alianțe.
La sfârșitul secolului XVII, după o înfrângere a turcilor, Transilvania a devenit parte din Imperiul Habsburgic. Austriecii și-au extins în continuare imperiul: în 1718 o parte din Țara Românească, anume Oltenia, a fost la rândul să incorporată în Imperiul Habsburgic până în 1735, iar în 1775 Austriecii au anexat partea de nord-vest a Moldovei, ce avea să fie numită mai târziu Bucovina. În 1812, Moldova pierde peste o treime din teritoriul și locuitorii săi odată cu anexarea de către Rusia a părții de răsărit a principatului, numită de atunci încoace Basarabia (înainte de 1812, numele de "Basarabia" desemna în românește doar Bugeacul, turcesc din 1484).
De acum încolo, nu se mai poate vorbi de state medievale românești (mai ales că Evul Mediu este teoretic terminat din momentul când Turcii au intrat în Constantinopol) ci de "state" (sau "formații statale") "cu populație românească", a căror istorie proprie se încheie, pentru Moldova și Țara Românească, prin Unirea Principatelor din 1859, iar pentru Transilvania prin anexarea sa la Regatul Ungariei în 1867, odată cu instituirea dublei-monarhii Austro-Ungare. Din 1856 încoace pentru Moldova și Țara Românească, din 1918 încoace pentru celelalte regiuni istorice românești, începe istoria României.

## Instituții

### Țările Române
Slugile și curtenii asigurau administrația pe plan local în vremuri de pace, iar pe timp de război, slujba militară . Slugile domnitorului administrau satele, iar slugile boierilor administrau satele boierești. Slugile și curtenii supravegheau poliția, prinderea răufăcătorilor, pază la hotare și în interior, strângeau dările și gloabele. 
În comunitățile locale erau aleși juzii și cnezii satelor, care organizau satele, împărțeau pământurile, judecau cazurile minore. 
Țările Române erau împărțite în unități administrativ-teritoriale, numite județe (Țară Românească-în număr de 16) sau ținuturi (Moldova-în număr de 24) în jurul cetăților, curților domnești și orașelor. Părcălabii cu atribuții administrative, juridice și militare și stărostii în Moldova sau sedetii sau județii cu atribuții fiscale și juridice în Țară Românească, administrau ținuturile ori județele. 
Orașele aparțineau domnitorului, iar în fruntea orașului era ales un șoltuz în Moldova sau un județ în Țară Românească, fiind ajutat de un sfat de 12 pârgări și de un sfat format din bătrâni. Supravegheau meșteșugarii și negustorii, judecau membrii comunității, administrau veniturile, repartizau dările. 
Veniturile erau realizate de pe domeniile domnitorului, din vămi, ocne, gloabe, dări și plocoane. Dările puteau fi în natură (produse alimentare), în bani sau în muncă la construirea cetăților, poduri, transporturi, cosire etc. ori în serviciu militar prin pază hotarelor și drumurilor.
Organizarea fiscală centrală avea trei instituții importante: tezaurul, vistieria și cămară. Tezaurul era rezervă domniei, visteria concentra datele despre contribuabili, se repartizau dările, iar veniturile erau destinate cheltuielilor statului, iar cămară era destinată cheltuielilor casei domnitoare. În frunte era marele vistier, iar dregătorii din subordine îndeplineau slujbe anuale.
Judecătorul suprem fiind domnitorul, judeca cazurile penale și civile, asistat de sfatul domnesc. Însă tot domnitorul lua deciziile finale. Dregătorii judecau divorțurile și moștenirile, tâlhăriile și incendierile. Procesele civile puteau fi judecate și de biserica. Banul era cel care pronunță sentințele capitale, iar domnitorul judecă pentru trădare. Infractorii erau urmăriți de gonitori în Moldova. 
Judecată se făcea pe baza legilor nescrise, dar și pe baza textelor cu legi bizantine. Cojuratorii adevertori jurau împreună cu partea, tocmelnicii mediau împăcarea, iar hotărnicii fixau hotarele. La oraș, județul sau pârgarul, împreună cu domnitorul reprezentat de dregătoriile domnești, judecă.
Armata era formată din slujitori și curteni și era permanentă, fiind întreținută din veniturile vistieriei și cămării. Erau plătiți mercenari. Domnitorul mobiliza în caz de război foarte repede steagurile domnești, cete ale micilor proprietari. 
Boierii aveau și ei propriile lor cete de oșteni, alături de slugi și curteni ce formau mică oaste. Țăranii și orășenii care erau apți să poarte o armă formau oastea cea mare. Toți sătenii, exceptând cei scutiți prin privilegii domnești, trebuiau să vină la război. 
Aprovizionarea se desfășura din teritoriul prin care trecea armata, iar câștigul soldaților era pradă. 
Boierii purtau zale și armuri, țăranii aveau arcuri și săgeți, sulițe și săbii realizate în special în atelierele din Transilvania. Din secolul XVI erau utilizate des și armele de foc. 
Cetățile aveau un rol defensiv, precum Poenari, Podul Dâmboviței, Burlanesti sau cele din Moldova, că Hotin, Cetatea Albă, Neamț, Suceava, Român, Chilia, Soroca etc. 
Din secolul XVI, domnitorul apela tot mai des la mercenari, renunțând la cetele boierești.

#### Domnul
Cel care conducea Țară Românească sau Moldova se numea Domn (lat. "dominus"=stăpân). Era considerat că fiind stăpânul recunoscut al țării, iar boierii îl slujeau ca vasali. În timpul ceremonialului înscăunării, boierii i se închinau și îi sărutau mâna. 
Domnul purta și titlul de "voievod" - comandant militar, fiind căpetenia voievozilor locali, care și-au unificat formațiunile lor politice și au format țară. De asemenea, domnitorul folosea particula "Io"-cel dăruit de Dumnezeu. Domnitorul care stăpânea Făgărașul și Amlasul mai purta titlul de herteg-duce, titlu conferit de către regele Ungariei, care îi dăruia aceste posesiuni din Transilvania cu drept temporar, atâta timp cât domnitorul era credincios regelui.
Domnul nu avea putere absolută, ci atribuții administrative, numind dregătorii, înființând dregătorii, coordonând funcționarii. 
Era comandantul suprem al armatei, mobiliza oastea, deși putea delega atribuții militare și unor demnitari. Declara război, încheia tratate de pace, de alianța și vasalitate. Era judecătorul suprem al țării, asistat de Sfatul domnesc. Purta coroana, buzduganul în cadrul ceremoniilor de marele spătar, sceptrul. Succesiunea era ereditar-electivă, astfel, orice membru al familiei domnitoare putea deveni sau putea fi ales domnitor. Puteau să se impună fie prin lupta, fie ei înșiși, fie de către o putere externă, dar respectând formal dreptul boierilor de a-și alege domnul. De multe ori se iscau lupte pentru tron. Domnul era nevoit să înfrunte și boieri pretendenți la tron. Urmașul putea domni în asociere cu tatăl său, domnul titular.
Din secolul al XV-lea, domnitorul era confirmat de sultan, iar din secolul al XVI-lea, era numit direct de către Poartă, acordându-i-se însemnele puterii: caftanul, buzduganul, calul și steagul. 

#### Adunările
Adunările stărilor aveau un rol consultativ, se convocau în momentele decisive pentru țară, ca alegerea domnitorului, deciziile pe plan extern-depunerea omagiului regelui Ungariei, aprobarea plății sau tributului către Sultan, declarația de război sau pace. Convocarea era sporadică, nu regulată, iar din secolul XVI era convocată tot mai des. Se puteau întruni la curtea domnească, fie la biserica, fie pe câmp deschis. Adunarea era compusă din marii boieri, mitropolitul, episcopii, egumenii mănăstirilor mari, boierii mijlocii și mici, curtenii, târgoveții ca reprezentanți ai orașelor. 

#### Sfatul
Era format din marii boieri, dregătorii, și membri din clerul înalt. Domnitorul și deciziile sale nu puteau avea putere fără acordul membrilor sfatului. Sfatul domnesc avea 20-30 de membri în Moldova și 10-15 în Țară Românească. Doar marii proprietari de pământ erau primii membrii ai sfatului, alături de membrii familiei domnești. Purtau titlul de pan sau jupan în Moldova, sau de vlastel sau vel în Țară Românească. Îi asistau pe domnitori în toate chestiunile importante de politică externă și internă. Atribuțiile lor erau: dăruirea unui teren, judecăți, încheierea acordurilor cu țările străine. Sfatul se numea Divan în timpul ocupației otomane. 
Dregătoriile erau de două feluri: dregătorii publice-cei care aveau atribuții administrative sau juridice, și dregătorii de curte- care prestau slujbe la curtea domnească. 

##### Dregătorii publice
- Banul - avea atribuții administrative în Oltenia, era judecător, pronunța sentința capitală
- Vornicul - avea atribuții judecătorești
- Logofătul - șeful cancelariei domnești, redacta actele domnesti, punea sigiliul domnesc pe acte, era primul dregător în sfatul domnesc
- Vistierul - avea atribuții fiscale, ținea evidența veniturilor și a cheltuielilor
- Spătarul - (în Țara Românească) avea atribuții militare, conducea corpul de oaste călare și purta spada domnitorului la ceremonii
- Pârcălabul - avea atribuții administrative și judecătorești în ținutul din jurul cetăților
- Armașul - îndeplinea pedepsele decise de domnitor și de sfatul domnesc
- Portarul - controla moșiile, primea solii la curte (în Moldova), avea atribuții militare, era membru al sfatului domnesc
- Hatmanul - (în Moldova) avea atribuții militare și fiscale, ocupa locul al patrulea în sfatul domnesc.

##### Dregătorii de curte
- Postelnicul - cel mai important dregător, intra în iatacul domnitorului nechemat, introducea soliile și pe cei veniți în audiență pentru domnitor, era însă ultimul membru al Sfatului domnesc
- Medelnicerul - turna apă domnitorului pentru a-și spală mâinile, era membru al Sfatului domnesc
- Paharnicul - se ocupa de aprovizionare și de ospețele domnești, era degustător de vin, membru al Sfatului
- Stolnicul - răspundea de masă domnitorului și de servirea și aprovizionarea alimentelor
- Clucerul - se ocupă de magaziile și depozitele domnești (în Moldova, jitnicerul se ocupa de depozitele de grâu)
- Pitarul - făcea pâinea pentru domnitor, slujitori și soldați; era membru al Sfatului
- Slugerul - se ocupa de aprovizionarea și distribuirea cărnii
- Comisul - se ocupa de grajduri și caii domnitorului
- Șetrarul - se ocupa de corturile și taberele armatei; era membru al Sfatului domnesc
- Aga - era comandantul pedestrașilor, subordonat spătarului sau hatmanului.

### Transilvania
Transilvania era un voievodat ce cuprindea șapte comitate-Sonocul interior, Dăbâca, Cluj, Târnava, Albă și Hunedoara, scaunele săsești și scaunele secuiești. Comitatele Maramureș, Satmar, Crasna, Solnocul Mijlociu, Bihor, Zarand, Arad, Timiș și Caraș făceau parte din Regatul Ungar. 
Voievodul era cel mai mare demnitar al Regatului Ungariei și era numit în funcție de către rege dintre nobilii maghiari. Mandatul depindea de rege. Erau numiți doi sau trei voievozi simultan ce își exercitau în comun atribuțiile administrative. 
Voievodul guverna în numele regelui, numea vicevoievodul, ca locțiitor al său, numea comiții comitatelor, numea castelanii cetăților regale , convoca congregațiile generale pe care le prezida la ordinul regelui, convoca și prezida congregațiile parțiale, nu putea să facă dani decât din moșiile sale. Avea atribuții juridice, prezida scaunul de judecată, decidea sentința finală, însă doar cazurile grave erau judecate de rege. Cerea conventurilor și capitlirilor să numească nobilii în stăpânirea moșiilor, avea drept de sigiliu, confirmă documentele. Avea atribuții militare, convocând și comândând oastea ardeleană. Atribuțiile fiscale constau prin supravegherea strângerii dărilor de către funcționarii numiți. 
Era numit de voievod dintre nobilii apropiați. Era locțiitorul acestuia și exrcita toate atribuțiile în lipsa voievodului. Prezida scaunul judecătoresc, dar nu putea da sentința finală. Își numea funcționarii în subordine precum administratorii, strângătorii de gloabe și dări, notari. 
Participau nobilii transilvăneni, reprezentanții sașilor și secuilor, în funcție de avere (după 1355, nobilii români au fost asimilați clasei nobiliare maghiare). Adunarea sau congregația era convocată din ordinul regelui și era prezidată de delegații acestuia, alături de voievod. Din secolul XV nu mai era nevoie de ordinul regelui. Se întruneau la Turda, unde erau aleși jurații din rândul nobililor, se discutau sentințele finale în cazul proceselor, se discuta și stabilea modul de împărțire a dărilor pe comitate și se sancționa încălcarea de către voievod sau slujbașii acestuia a libertăților și privilegiilor nobiliare. 
Comiții erau numiți de voievod, din rândul nobililor ardeleni sau maghiari. Exercitau atribuții administrative, juridice, fiscale și militare, dar la nivelul comitatului, ca reprezentanți ai autorității voievodului. Comitele numea vicecomitele, care exercita o parte din prerogative. 
Juzii nobililor erau aleși de nobili dintr-un comitat, având rolul de a supraveghea respectarea libertăților nobiliare. În fiecare comitat erau câte doi nobili aleși anual de adunarea nobiliară a comitatului. Făceau parte din scaunele de judecată, alături de comite și jurați, din scaunele de judecată ale vicevoievodului și ale voievodului. Juzii strângeau dările și aveau rol judecătoresc. 
Nobilii trebuiau să execute sarcini în numele autorității, să pună un proprietar în stăpânirea moșiei, să stabilească hotarele unei moșii, să împartă moșia, să cheme la judecată, dar îndeplineau aceste sarcini în prezența unui om de mărturie sau capitlu-notar. 
Comitele secuilor era numit de rege peste cele șapte scaune secuiești, având rol administrativ, juridic, militar. 
Judele regal era numit de rege peste scaunele săsești, având atribuții juridice limitate de judele sas.

## Economie, comerț, meșteșuguri și societate

### Țările Române

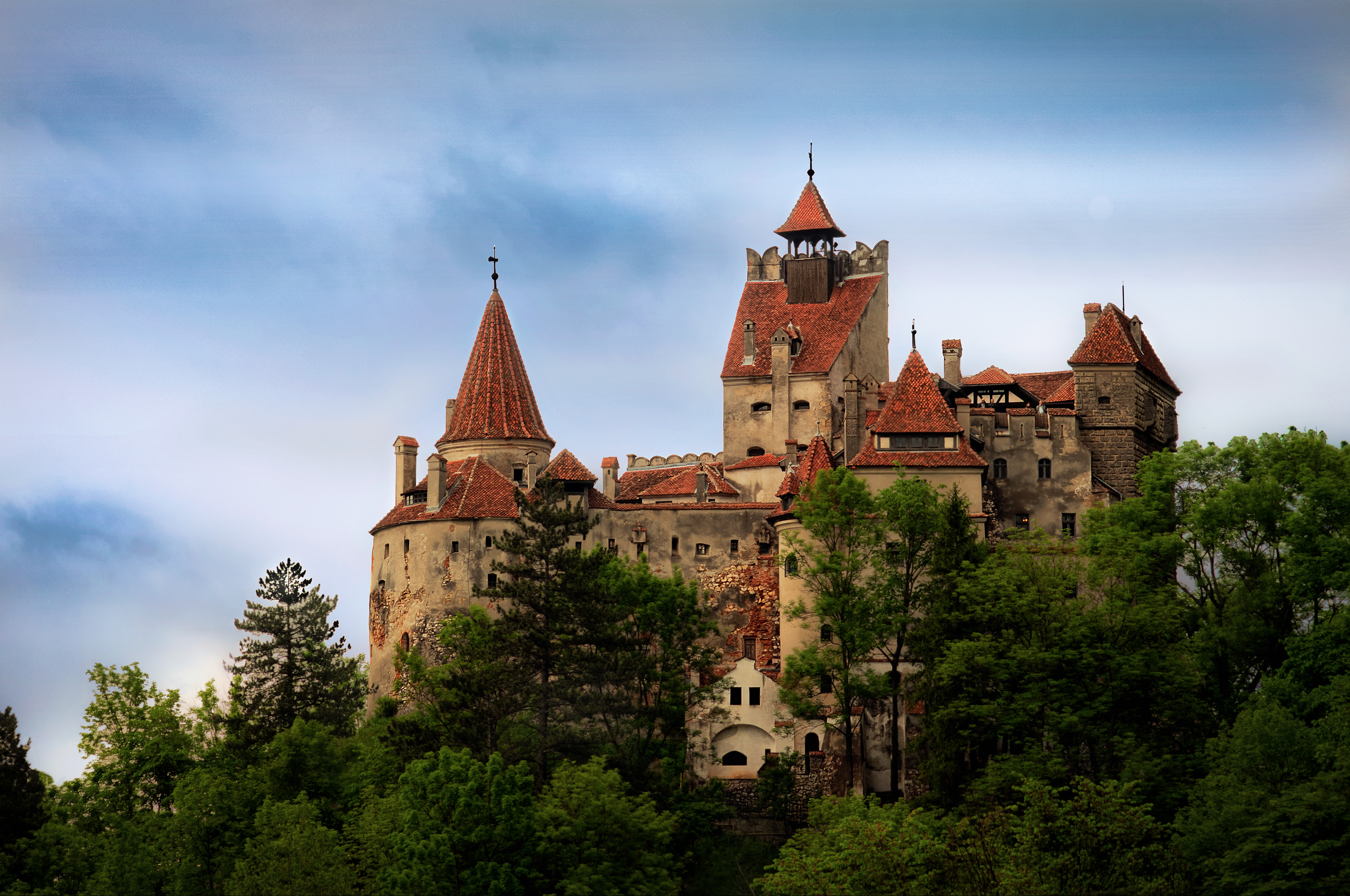
Castelul Bran

Țărănimea era predominantă și era împărțită în două categorii: liberă și dependență. Țăranii dependenți erau obligați să plătească dări și să presteze slujbe. Aduceau dări în natură-a zecea parte din produse-dijma. Prestau muncă gratuită pe lotul de pământ oferit de boier sau întrețineau podurile și drumurile de pe moșie, reparau morile și iazurile, lucrau în construcții. Plăteau birul și prestau slujbe și domnitorului. În timpul domniei lui Mihai Viteazul, serbii erau legați de glie. 
Erau folosiți robi la munci, care erau fie țigani, fie tătari. Țiganii erau vânduți de boieri că sclavi, dăruiți de domnitor sau capturați în războaie. Chiar Ștefan cel Mare a adus cu el câteva mii de sclavi țigani în Moldova după campania din Țară Românească. Sclavii nu puteau fi uciși de stăpân. Practicau meșteșuguri pe moșie.
Țăranii liberi se numeau moșneni în Țară Românească sau răzeși în Moldova. Un sat românesc era împărțit în vatra, unde se situau locuințele, și hotarul satului, format din terenul agricol, pădurile, iazurile, fânețele. Terenul era împărțit în loturi-delnițe sau jirebii. Erau distribuite periodic prin tragere la sorți famiilor care descindeau dintr-un strămoș comun. Ulterior, pământul a fost împărțit pe funii, din care doar pădurea și iazurile erau folosite la comun, luând naștere conceptul de proprietate privată.
Obstile sătești erau conduse de cnezi, juzi sau vătamăni, care aveau roluri juridice în cazuri minore, repartizau și strângeau dările și erau ajutați de un sfat al bătrânilor. 
În secolul XVI, unii țărani cumpărau loturi și își măreau averile, iar obștiile au fost descompuse, unii înstăriți ajungând să stăpânească părți mari din sate, iar cei sărăciți să devină aserviți. Boierii cumpărau părți din pământul satului și și-l aserveau. 
Boierii sunt originari din cnezii satelor care au și-au transformat funcțiile elective în ereditare și să își aservească satele. După întemeierea țărilor s-a cristalizat pătură boierească prin daniile domnești. Domnitorul dăruia pământuri boierilor săi, vasalii, că răsplată pentru loialitate. Din secolul XVI, mulți boieri dețineau zeci de sate. Pe domeniile feudale lucrau meșteșugari, cojocari, fierari, țesători care îndeplineau necesitățile domnitorului. Boierii beneficiau de monopolurile senioare, că morăritul și aveau imunitate, pe moșiile lor nepercepandu-se dări sau slujbe. Din secolul XVI li s-a restrâns imunitatea, domnitorul rezervându-și lui birul și oastea. 
Domnitorul, că suveran al țării, era supremul stăpân al pământului, iar dacă un boier fără urmași murea, moșiile intrau în proprietatea domnitorului.

### Transilvania

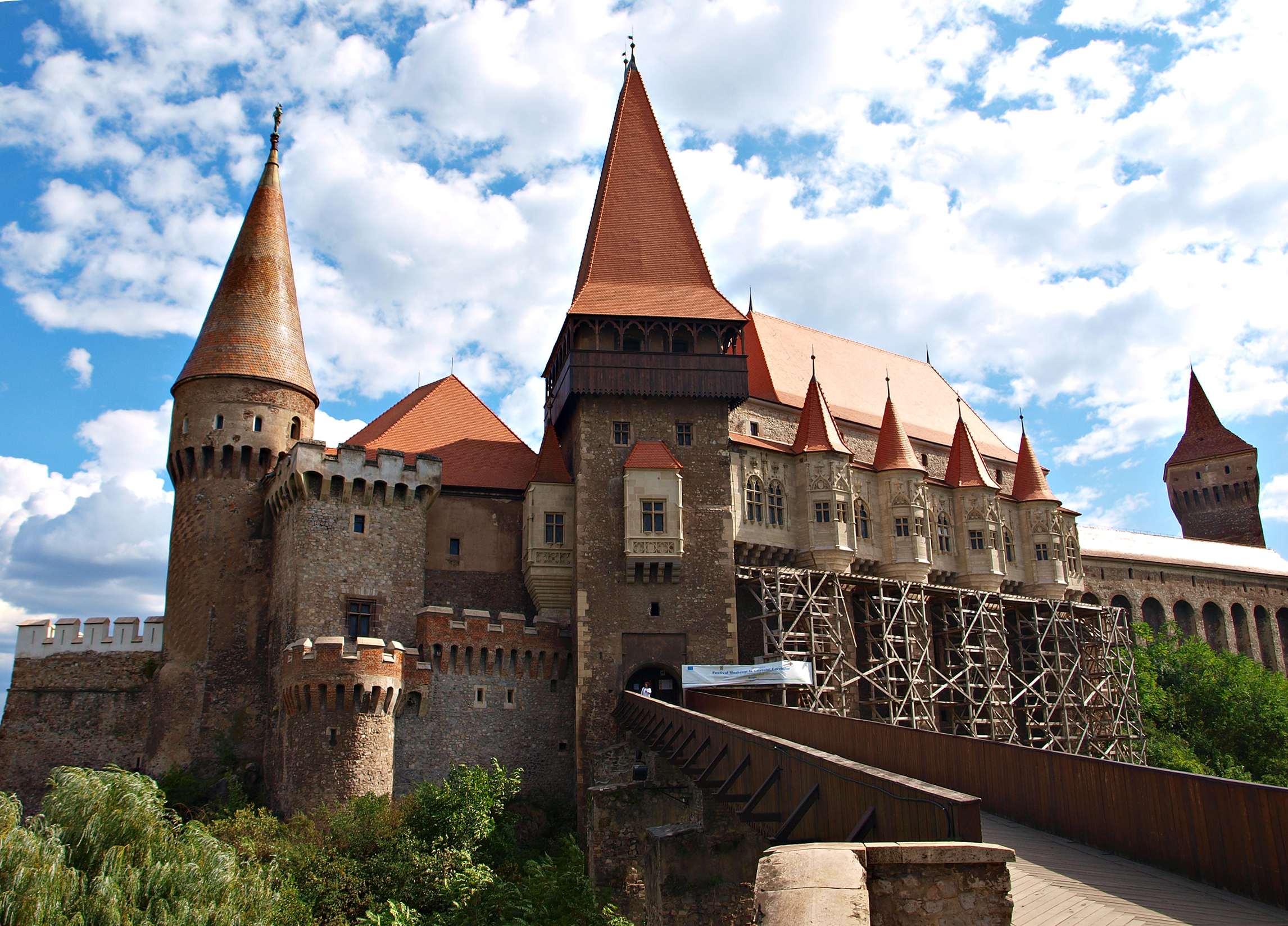
Castelul Huniazilor

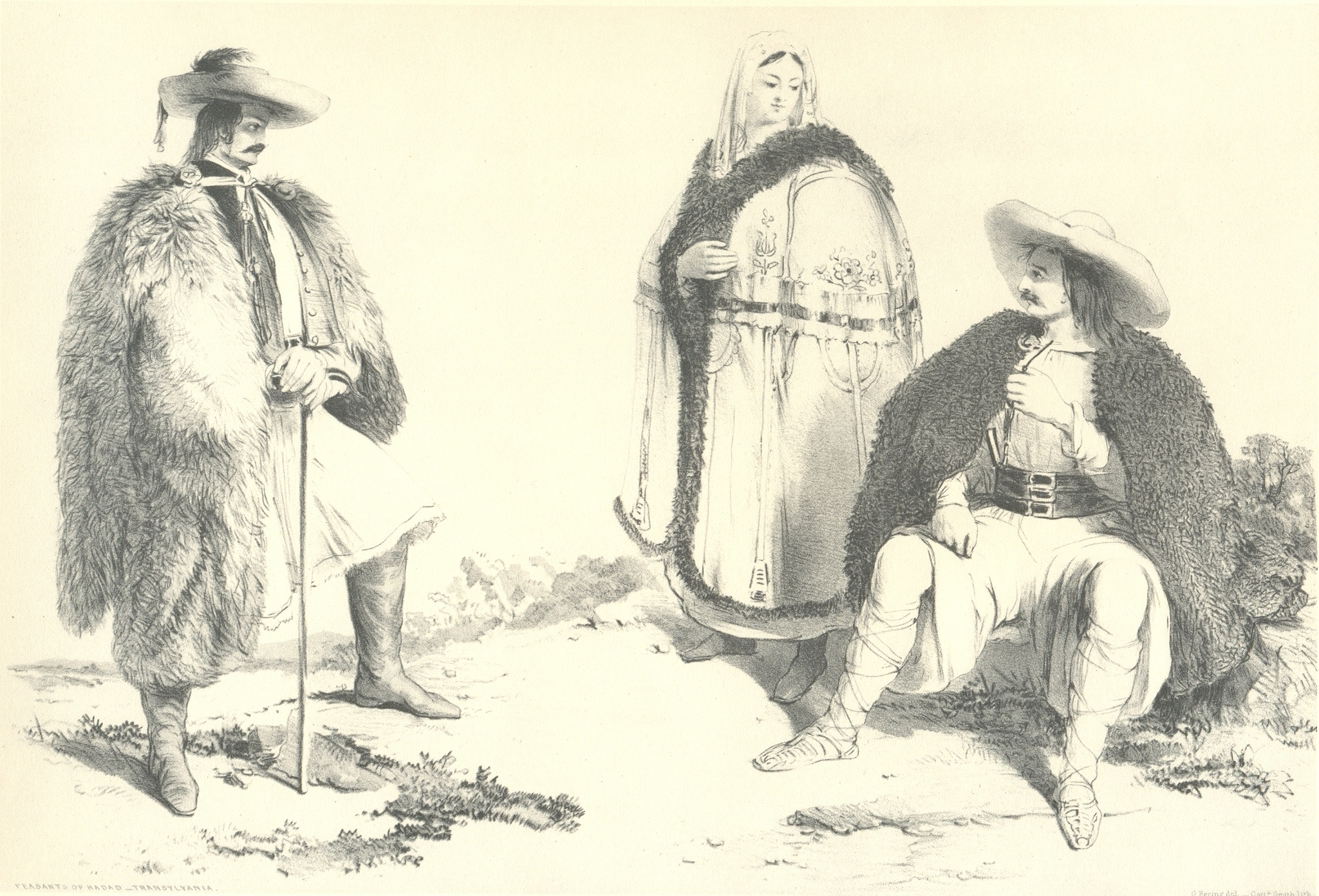
Tarani

În Transilvania, nobilii erau proprietari de moșii, recunoscuți prin diplome regale, dreptul asupra moșiei fiind exercitat de familie sau clan nobiliar, fiind toți descendenții unui strămoș comun. Unii obțineau noi moșii prin donație. Elitele de sași și secui au dobândit moșii prin danie regală sau achiziții și s-au integrat nobilimii. Mulți cnezi și voievoizi au urcat la rangul nobiliar. 
Țăranii erau în mare parte iobagi, indiferent că erau români sau unguri. Obligațiile iobagilor erau însă mai mari pentru că rezervă seniorială era mai mare. Iobagii plăteau dijma bisericii catolice, iar a nouă parte era dată nobilului. Trebuia să aducă daruri în piei de animale vânate, diverse daruri cu ocazia sărbătorilor religioase sau sărbătorilor nobilului, și lucrau un număr de zile pe săptămâna. Tarataii plăteau pentru fiecare poartă-gospodărie, plăteau censul, capitația sau birul pe cap de familie. Plăteau subsidium pentru susținerea războaielor cu turcii. De asemenea, serviciul militar era obligatoriu. 
Iobagii primeua în folosință loturi-sesii și dacă își achitau obligațiile față de stăpân, se mutau în altă parte. Sesiile puteau fi moștenite. Jelerii nu aveau un lot de pământ care să fie moștenit, dar se puteau mută de pe un domeniu pe altul, însă erau mai săraci că iobagii. Țăranii liberi, predominant sași și secui, plăteau fiscul și ofereau câte un boi la încoronarea, căsătoria sau nașterea primului fiu al regelui. 
Din cauza obligațiilor prea mari, țăranii au fost nevoiți să se răscoale, cele mai mari fiind la Bobâlna în 1437 și în 1514. 
La orașe erau stabiliți lucrători care cultivau o parcelă de pământ situată în apropierea orașului. Meșterii erau organizați în bresle, care aveau multe bransee. Breslele erau organizații cu caracter corporatist și monopolist, cu legi proprii, fiind strict organizate și având o conducere aleatorie. În privința ascensiunii în breaslă se stabileau criteriile de calitate, de achiziții a materiilor prime și de desfacere a mărfurilor. Breslele își protejau membrii și familiile lor. 
Un om învață un meșteșug în mai multe etape: ucenicia, în care ucenicul era la dispoziția meșterului, apoi când era tânăr, era calfă, și apoi, susținea examenul de meșter, lucrând în ateliere și fiind plătit. Calfele călătoreau în alte țări că să se specializeze. Examenul de meșter constă în realizarea unei lucrări specifice meșteșugului respectiv la standardele de calitate cerute de breaslă. 
Breslele aveau funcții economice prin organizarea producției de mărfuri și prin îndepărtarea concurenței; prin sprijinul membrilor aflați în dificultate economca sau familiilor lor; fiecare breaslă întreținea un altar într-o biserica și avea un sfânt protector și trebuiau să se apere și să fortifice un sector al orașului. 
Din secolul XVI au apărut uniunile de bresle în orașe, determinând unificarea parțială a legislației breslelor. Calfele erau organizate pe asociații-"frății", carea avea rolul de a le proteja interesele față de meșteri. Protestul era colectiv, că greva calfeor de argintari din Cluj în 1576 și 1591.

#### Agricultură
Cultură cerealelor era dezvoltată în Transilvania pe când în Țările Române predomină creșterea vitelor. Din perioada fanariotă, cererea de grâne pentru campaniile otomanilor tot creștea, și astfel, ponderea culturilor a evoluat. 
Grâul era cultivat primavata inițial, apoi toamna. Reprezenta o treime din cantitatea de cereale produsă în Țările Române pe când în Transilvania era 2/3. Țară Românească importă grâu din Transilvania. Ovăzul reprezenta o cincime în Moldova pe când în Transilvania era un sfert. Producția de orz era însă mai mare în Țările Române. Meiul era cultivat de țărani în dauna culturilor de orz și grâu. 
Secară, sorgul, hrișca, mazărea erau rar cultivate și în puține regiuni. 
În Transilvania se practică asolamentul trienal, din secolul XVI, cel trienal. Cultură cerealelor se intensifica în țările române din secolul al XV-lea, crescând numărul morilor și creșterea prețului acestor instalații de măcinat. 
Cultură vite-de-vie era dezvoltată, vinul fiind exportat în Polonia și Ungaria. În Cotnari erau cultivate soiuri de vită de vie provenite din Ungaria. 
De asemenea, se practică apicultură căci aducea profit de pe urmă vânzării de miere și ceară. 
Se practică pescuitul intensiv în iazurile de lângă Dunăre. Peștele sărat și uscat se exportă în Transilvania și Imperiul Otoman. Iobagii care vânau trebuia să dea o parte din vânat stăpânului domneiului. Din secolul XVI era interzis că iobagii să mai vâneze pe domenii feudale cerbii, iepurii, mistreți, fazanii. Aveau dreptul să vâneze doar lupi, urși, vulpi și jderi. 
La curțile domnești, vânătoarea cu șoimi era o distracție. Domnitorii erau obligați să trimită anual un număr de șoimi la Instanbul.

### Mineritul
În Transilvania erau resurse bogate de aur, argint, fier, sare și sulf. Sarea era monopolul regal, fiind exploatată în minele din Maramureș, Ocna Dejului, Turda, Cojocna, Ocna Sibiului, fiind transportată pe apă în celelalte regiuni ale Ungariei și în Imperiul Otoman. 
Fierul era extras în Hunedoara, Bihor, Ciuc, Rîmetea, Mădăraș și Vâșcau. Aurul și argintul erau extrase din Munții Apuseni la Zlatna, Abrud, Roșia, Brad, Baia de Cris și Baia de Arieș, Baia Mare, Rodna. Aurul mai era extras din nisipul râurilor Arieș, Lotru și Chisindia-Arad.
Erau ocne de sare la Ocnele Mari și la Ocna Mică, la Ghitioara și Telega. Se extrăgea aramă la Bratilovo, iar în Buzău erau extrase resurse de chihlimbar și sulf. Când a început perioada fanariotă, minele au fost închise pentru că turcii să nu mărească tributul și să preia minele. 
În Țările Române, sarea era extrasă de sclavi țigani, pe când în Transilvania erau mineri specializați.

### Meșteșugurile și comerțul

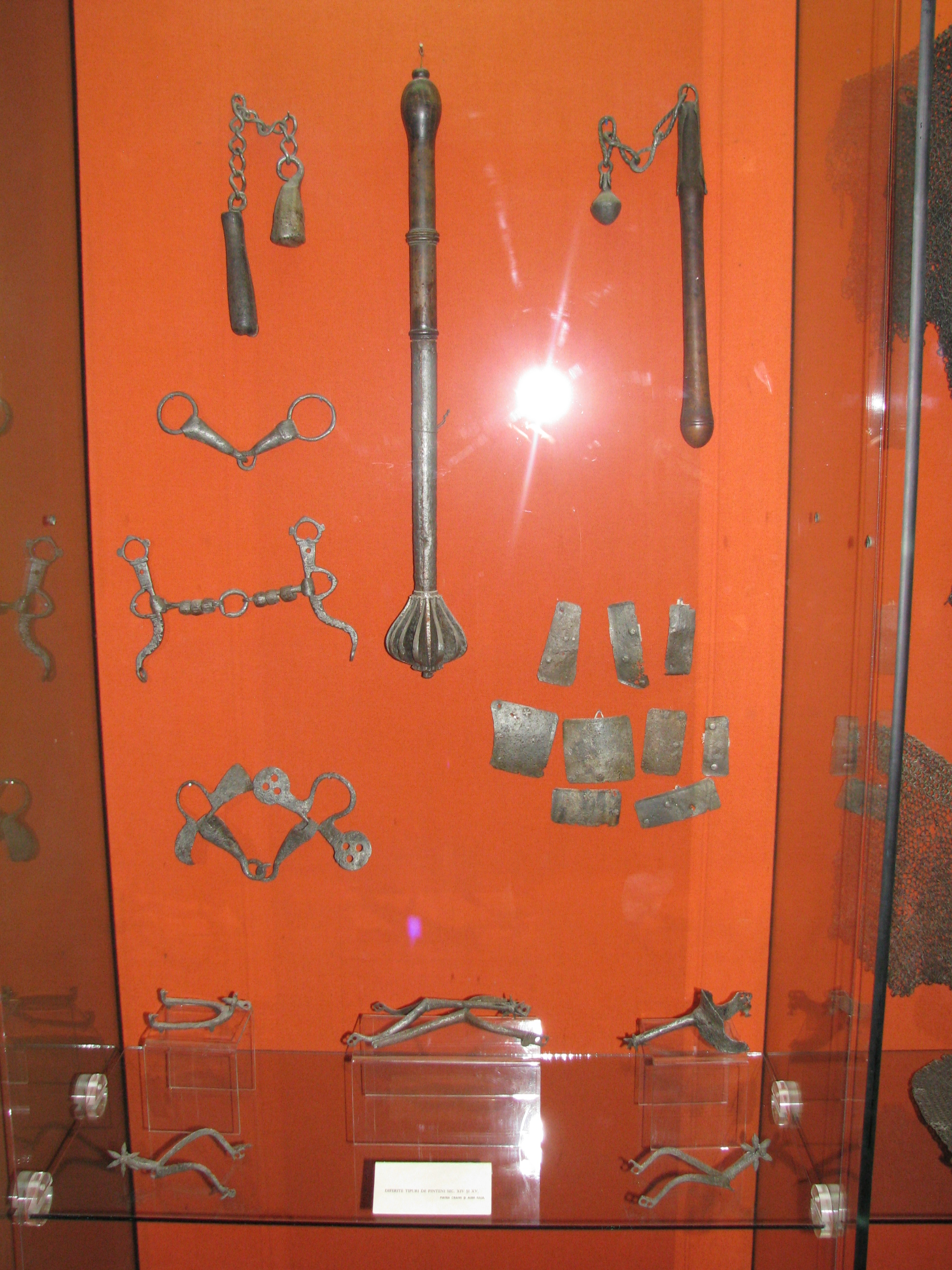
Arme de la Alba Iulia ce dateaza din sec. XIV-XV

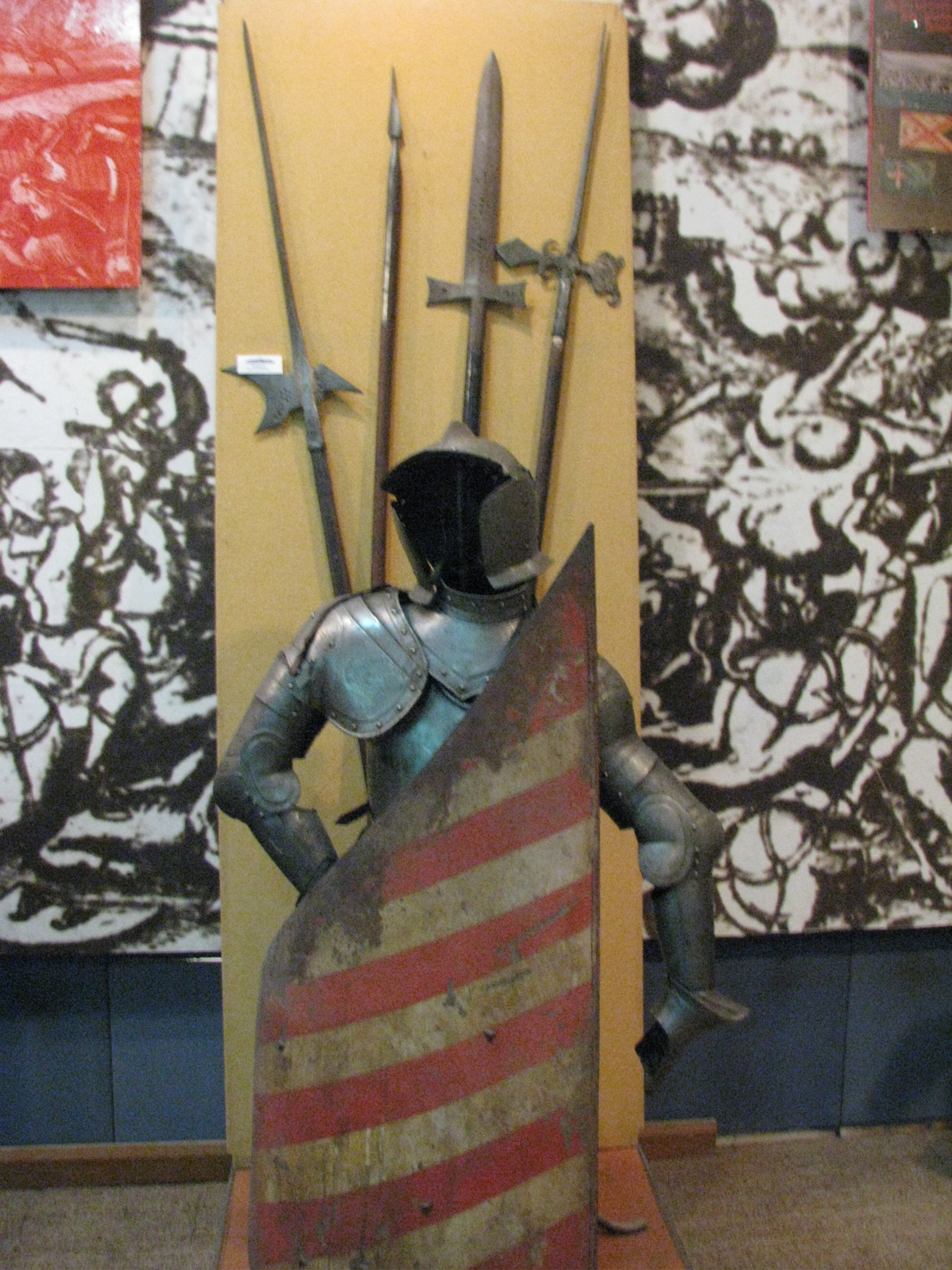
Armura de la Alba Iulia

În Transilvania erau centre meșteșugărești dezvoltate. În Țările Române, meșterii transilvăneni ce aparțineau breslelor ardelene au deschis ateliere. Erau țesători și cojocari care produceau îmbrăcăminte, măcelarii, fierarii. Dezvoltarea a fost produsă de resursele bogate, de organizarea meșteșugarilor și implicarea negustorilor, precum și autonomia orașelor ardelene. 
În marile orașe și târguri, dar și în sate, se desfășura comerțul activ. Erau ținute târguri săptămânale sau anuale. Mărfurile erau desfăcute și expuse în prăvălii. 
Orașe că Brașov, Sibiu, Cluj, Bistrița din Transilvania erau implicate intens în comerțul internațional, pe marile trasee comerciale care legau Orientul de centrul Europei. Negustorii din Brașov și Sibiu beneficiau de privilegii vamale până în perioada fanariotă. Negustorii români aduceau marfurle și le expuneau în orașele de granița cu Transilvania , pentru a fi preluate de negustorii sași. 
Orașele genoveze de la Marea Neagră erau legate de un drum comercial de centrul Europei-de la Chilia pe Dunăre și valea Ialomiței către Brașov, Cluj, Oradea, Buda și Viena. Mărfurile aduse din Balcani erau transportate pe Dunăre de la Girgiu la Brașov sau pe la Turnul Măgurele și de-a lungul Oltului către Sibiu, de unde puteau fi transportate către Cluj sau Valea Mureșului.
Țările Române erau doar zone de tranzit și mai puțin piețe de desfacere în comerțul la nivel global. Mărfurile și produsele meșteșugărești transilvănene erau vândute pe piețele locale din cele două țări românești. Din Țările Române se exportau vite, peste, grâu, ceară, miere. Din secolul XVI negoțul cu Imperiul Otoman a luat amploare, stăpânind Marea Neagră. Ulterior, au interzis exportul către alte țări. Vămile erau de asemenea importante surse de venit pentru stat. Domnitorii acordau privilegii negustorilor străini, reducând taxele și scutindu-i de plățile la vămi pentru a-i atrage să vină cât mai des. În perioadele de instabilitate sau de război, drumurile comerciale erau nesigure. 
În 1504, negustorii din Brașov s-au unit într-o asociație-Prima Societas Magna, unindu-și capitalurile pentru tranzacții. Din secolul XVII au apărut companiile comerciale.

## Biserica

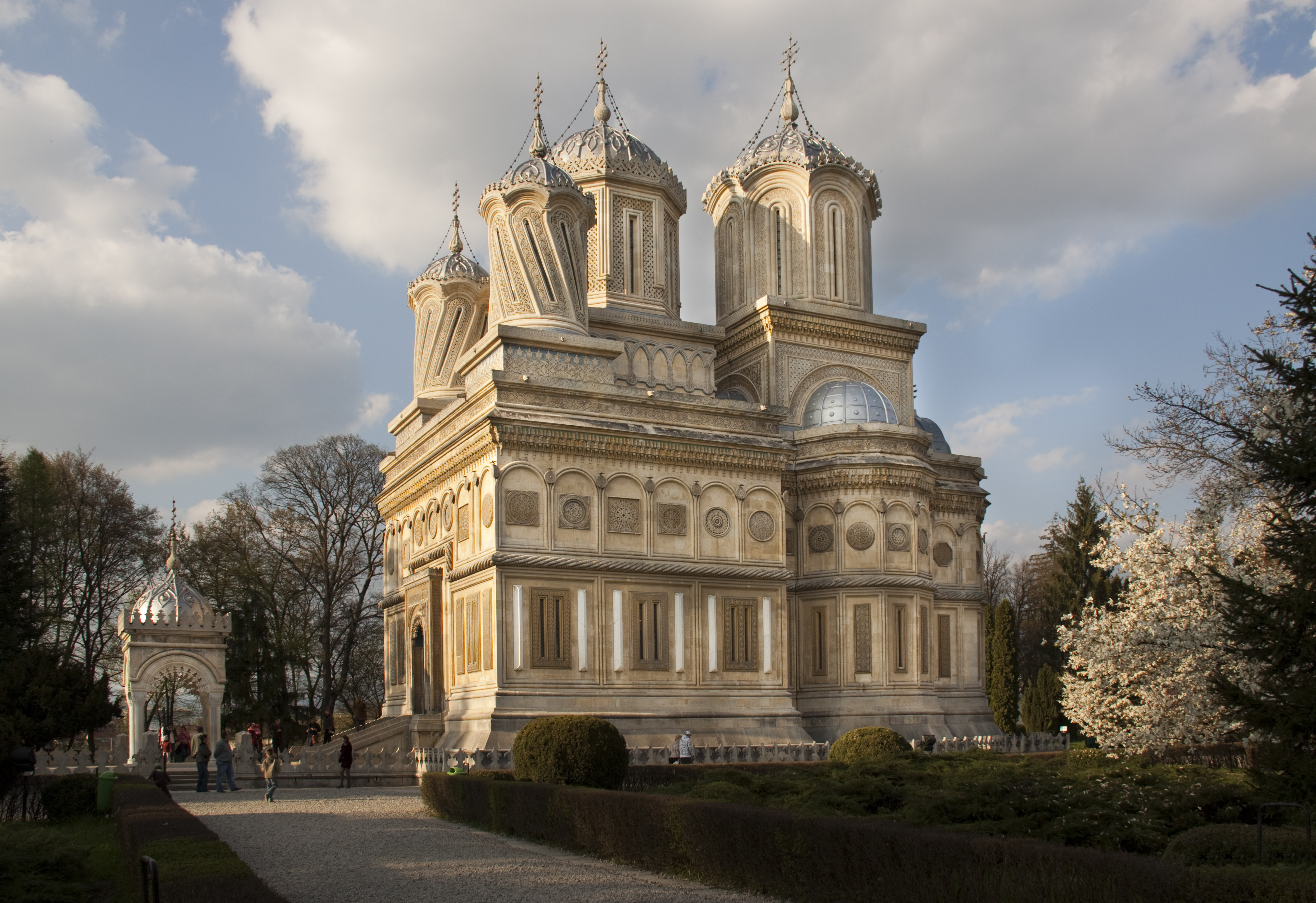
Curtea de Arges

Înainte de înființarea mitropoliei, bisericile locale erau supuse mitropoliilor din sudul Dunării. Din secolul XIII, la Vicina, a fost creată o mitropolie. Din cauza invaziei mongolilor, viață a fost periclitată. Ultimul mitropolit, Iachint, a fost adus în Țară Românească de domnitorul Nicolae Alexandru, transferul centrului mitropolitan de la Vicina la Argeș fiind acceptată de patriarhul de la Constantinopol și de împăratul bizantin. 
În 1359 a fost fondată mitropolia Ungrovlahiei, dependență de patriarhie, iar ierarhii erau numiți de această. Abia din secolul XV erau aleși mitropoliții dintre autohtoni. 
În 1370, când Vladislav-Vlaicu stăpânea Banatul de Severin, după ce a recunoscut suzeranitatea maghiară, a fost înființată a două mitropolie la Severin. Primul mitropolit a fost Antim, iar succesorul sau, Athanasie. Mitropolia Severinului avea jurisdicție în Oltenia și în Severin și era subordonată celei de la Argeș. Au fost fondate două mitropolii pentru a contracara catolicismul activ datorită mănăstirilor fransicane. 
Nicodim a reorganizat viață monahală, fiind adus din Serbia de Vladislav Vlaicu.A construit mănăstirile Vodița și Tismana. Ulterior, și domnitorii construiau mănăstiri, pe care le dotau cu moșii și alte venituri, ca Mircea cel Bătrân care a construit mănăstirile Cozia și Cotmeana. Și boierii au ctitorit mănăstiri, precum Craoiovestii. Mănăstirile erau scutite de dări și erau autonome. Dacă la început călugării își alegeau egumenii, în timpul lui Mihai Viteazul, se adună soborul bisericesc care stabilea regluli clare, iar viață monahală intrase într-un lung declin.
În timpul domnitorului Radu cel Mare, biserica a fost reorganizată, aducându-l pe fostul patriarh Nifon care să clarifice raporturile dintre domnitor și mitropolie. Au fost înființate două episcopii, una la Râmnicu Vâlcea și alta la Buzău. 
Se găsea populație catolică în orașele cu populație săsească și maghiară la sudul Carpaților, iar din 1370 au fost înființate două episcopii catolice la Argeș și Severin, prin intermediul raporturilor vasalice cu regatul maghiar și domnitor. 

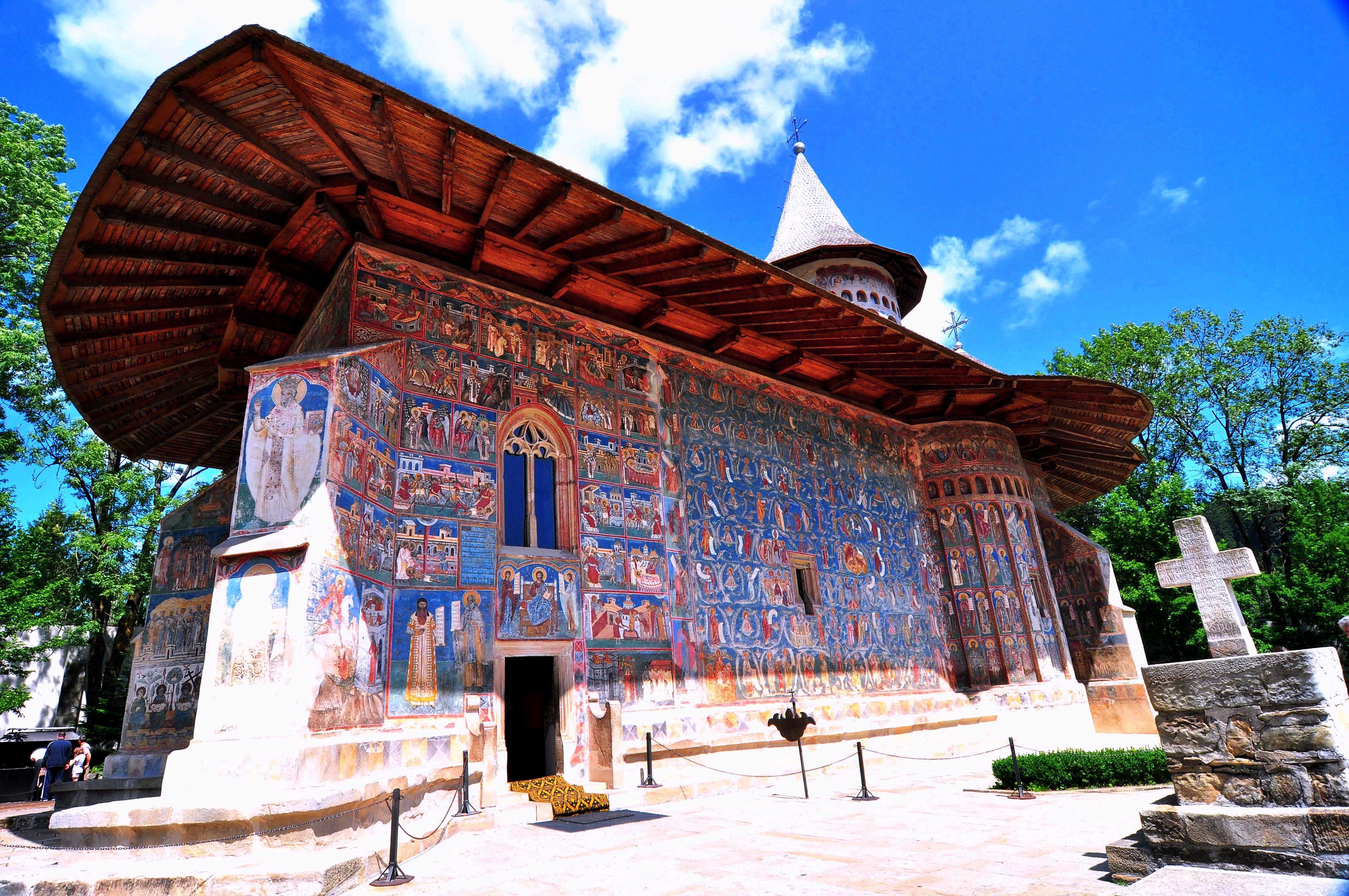
Biserica Voronet

În Moldova, până la înființarea mitropoliei, erau episcopi și mitropoliți din Halici. Petru Mușat a înființat o structură bisericească autohtonă, apelând la mitropolitul Antonie de Halici, ca să fie sfințiți doi episcopi, printre care și fratele sau, Iosif, care să fie confirmat ca mitropolit la Suceava, lar pe Meletie la Rădăuți. Patriarhia a refuzat și l-a numit pe un grec în fruntea bisericii moldovene. Abia în timpul domniei lui Alexandru cel Bun s-a aplanat conflictul cu Constantinopolul, patriarhia recunoscându-l pe Iosif Mușat că mitropolit al Moldovei. A fost înființată apoi episcopia Romanului.
În timpul lui Petru Mușat, a fost clădită mănăstirea Neamț, urmând să fie construite mănăstirile Probopta, Moldovița și Bistrița. Și boierii construiau mănăstiri că Humorul. Ștefan cel Mare a ctitorit Putna, Voroneț și multe altele pentru a comemora victoriile în lupte. 
Populația catolică era numeroasă în orașe că Baia, Siret, Suceava și Bacău, infiintandu-se o episcopie la Siret atunci când Latcu dorea legitimitate de la Papa. În timpul domnitorilor Alexandru și Ștefan, au pătruns husiții, întemeind târgul Huși și satele catolice, și convertindu-i pe moldovenii catolici. Ulterior, în secolul XVI, preoții catolici care nu s-au convertit la ortodoxie au fost alungați, iar bisericile au fost fie distruse, fie preluate de ortodocși. Armenii au fost tolerați în timpul domniei lui Alexandru cel Bun, infiintandu-se episcopii armene la Suceava.
În Transilvania, biserica ortodoxă nu avea reședința, nu avea ierarhie superioară sau un rang episcopal ori mitropolitan până în secolul XVI, când a fost înființată o episcopie ortodoca la Strei-Sângeorgiu. 
Biserica catolică predomină în voievodatul Transilvaniei, fiind supusă episcopiei catolice din Albă Iulia. Episcopiile erau împărțite în arhidiaconate. Bisericile săsești erau grupate în decanate. Doar catolicii plăteau dijma bisericească, fiind strânsă de preot, care trebuia să o împartă cu arhidiaconii, episcopul și cu dijmutorii papali. Episcopul avea atribuții juridice asupra laicilor în probleme de morală și de moștenire și dădea sentința finală, însă aprobată de voievod.